# 이시스
이시스()는 고대 이집트 신화의 주요 여신이다. 그리스-로마 세계 전역에서 숭배되었다. 이집트 고왕국(기원전 2686년~2181년) 시기에 오시리스 신화에서 주요 등장인물로 처음 기록되었다. 이 신화에서 이시스는 살해당한 오빠이자 남편인 신성한 왕 오시리스를 부활시키고, 그의 후계자인 호루스를 낳아 보호한다. 오시리스를 사후세계에 들어가도록 도왔던 것처럼 죽은 이들이 사후세계에 들어가는 것을 돕는다고 믿어졌으며, 호루스와 비견되는 파라오의 신성한 어머니로 여겨졌다. 이시스의 모성애는 치유 주문에도 인용되었다.
왕실이나 신전의 의식보다는 장례나 마법 문서에서 더욱 중요한 신격이었다. 보통 머리에 왕좌 모양의 신성문자를 쓴 인간 여성으로 묘사되었다. 이집트 신왕국(기원전 1550년~1070년) 시기에는 이전 시대의 주요 여신이었던 하토르의 특징을 흡수하여 하토르의 머리 장식인 소의 뿔 사이에 태양 원반을 쓴 모습으로 묘사되었다.
기원전 1천년기에 오시리스와 이시스는 가장 널리 숭배되기 시작했다. 특히 이시스는 다른 여신들의 특징을 흡수했다. 이집트와 남쪽 이웃 누비아의 통치자들은 주로 이시스에게 헌정된 신전들을 건설했으며, 필라이에 있는 그녀의 신전은 이집트인과 누비아인 모두에게 종교적 중심지였다. 그녀의 강력한 마법 능력은 다른 모든 신들의 능력을 뛰어넘었으며, 자연계를 다스리고 운명 자체를 지배한다고 전해졌다.
헬레니즘 문명(기원전 323년~30년) 시기, 이집트가 그리스인에 의해 통치되고 정착되면서 이시스는 새로운 신인 세라피스와 함께 그리스인과 이집트인 모두에게 숭배되었다. 이는 곧 더 넓은 지중해 세계로 퍼져나갔다. 그리스 신도들은 이시스가 결혼을 발명하고 선박을 보호하는 등 그리스 신들의 특징을 가졌다고 믿었다. 기원전 1세기에 헬레니즘 문화가 로마에 흡수되면서 이시스 신앙은 로마 종교의 일부가 되었다. 비록 소수긴 했지만, 로마 제국 전역에서 숭배되었다. 그녀의 추종자들은 나비기움 이시디스와 같은 독특한 축제와 다른 그리스-로마 밀의종교와 유사한 입문 의식을 발전시켰다. 일부 신도들은 그녀가 세상의 모든 여성 신성한 힘을 포괄한다고 말했다.
이시스 숭배는 서기 4세기부터 6세기까지 기독교의 부상으로 끝이 났다. 그녀의 숭배는 마리아 숭배와 같은 기독교 신앙과 관습에 영향을 미쳤을 수 있지만, 이에 대한 증거는 모호하며 종종 논란이 많다. 이시스는 서양 문화, 특히 밀교와 현대 이교주의에서 계속 등장하며, 종종 자연의 의인화 또는 신성의 여성적 측면으로 표현된다.

## 이집트와 누비아에서

### 이름과 기원
이집트 선왕조(기원전 3100년경 이전) 후기에 나타난 이집트 신들이 몇몇 있지만, 이시스와 오시리스는 이집트 제5왕조(기원전 2494년~2345년경)의 문서에서야 처음 언급되었다. 이시스가 기록된 것으로 추정되는 비문은 5왕조 니우세르레 통치 시기로 거슬러 올라간다. 이시스는 5왕조 말기에 기록되기 시작한 피라미드 텍스트에서 두드러지게 나타나기 시작한다. 피라미드 텍스트는 이시스를 나일강 삼각주의 베흐베이트 엘-하가르와 세벤니토스 지역과 밀접하게 연결시키므로, 이시스 신앙의 기원으로 추정되기도 한다.
많은 학자들은 이름에 초점을 맞춰 기원을 밝히려고 노력했다. 이시스의 이집트어 이름은 𓊨𓏏𓆇𓁐 (ꜣst)로 표기되었으며, 발음은 시간이 지남에 따라 Rūsat > Rūsaʾ > ʾŪsaʾ > ʾĒsə로 변했고, 콥트어 형태의 이집트어에서는 ⲎⲤⲈ (Ēse)가 되었으며, 누비아의 메로이트어에서는 Wusa가 되었고, 현대 이름의 기반이 된 고대 그리스어에서는 Ἶσις가 되었다. 그녀의 이름 상형문자에는 왕좌를 나타내는 기호가 포함되어 있으며, 이시스는 자신의 정체성을 나타내는 표식으로 이 왕좌를 머리에 쓴다. 이 기호는 이름의 'st' 소리를 나타내는 표음문자 역할을 하지만, 실제 왕좌를 의미하는 표의문자이기도 하다. 왕좌를 뜻하는 이집트어 단어 역시 'st'였고, 이시스의 이름과 공통된 어원을 가질 수도 있다. 따라서 이집트학자 쿠르트 제테는 원래 왕좌의 의인화였을 것으로 추정했다. 앙리 프랑크포르트는 왕좌가 남자를 왕으로 만드는 힘 때문에 왕의 어머니이자 여신으로 간주되었다고 믿었다. 위르겐 오싱과 클라우스 P. 쿨만과 같은 다른 학자들은 이시스의 이름과 왕좌를 뜻하는 단어 사이의 차이점 또는 왕좌가 신격화되었다는 증거 부족으로 인해 이러한 해석에 이의를 제기했다.

### 역할
오시리스의 죽음과 부활을 둘러싼 신화 주기는 피라미드 텍스트에 처음 기록되었으며, 모든 이집트 신화 중 가장 정교하고 영향력 있는 신화로 발전했다. 이시스는 이 신화에서 다른 주인공들보다 더 능동적인 역할을 하므로, 이집트 신왕국(기원전 1550년~1070년)부터 프톨레마이오스 왕조(기원전 305년~30년)까지의 고대 이집트 문학에서 그녀는 모든 이집트 신들 중 가장 복잡한 문학적 인물이 되었다. 동시에 그녀는 다른 많은 여신들의 특징을 흡수하여 오시리스 신화를 넘어 그 중요성을 넓혔다.

#### 아내이자 애도자

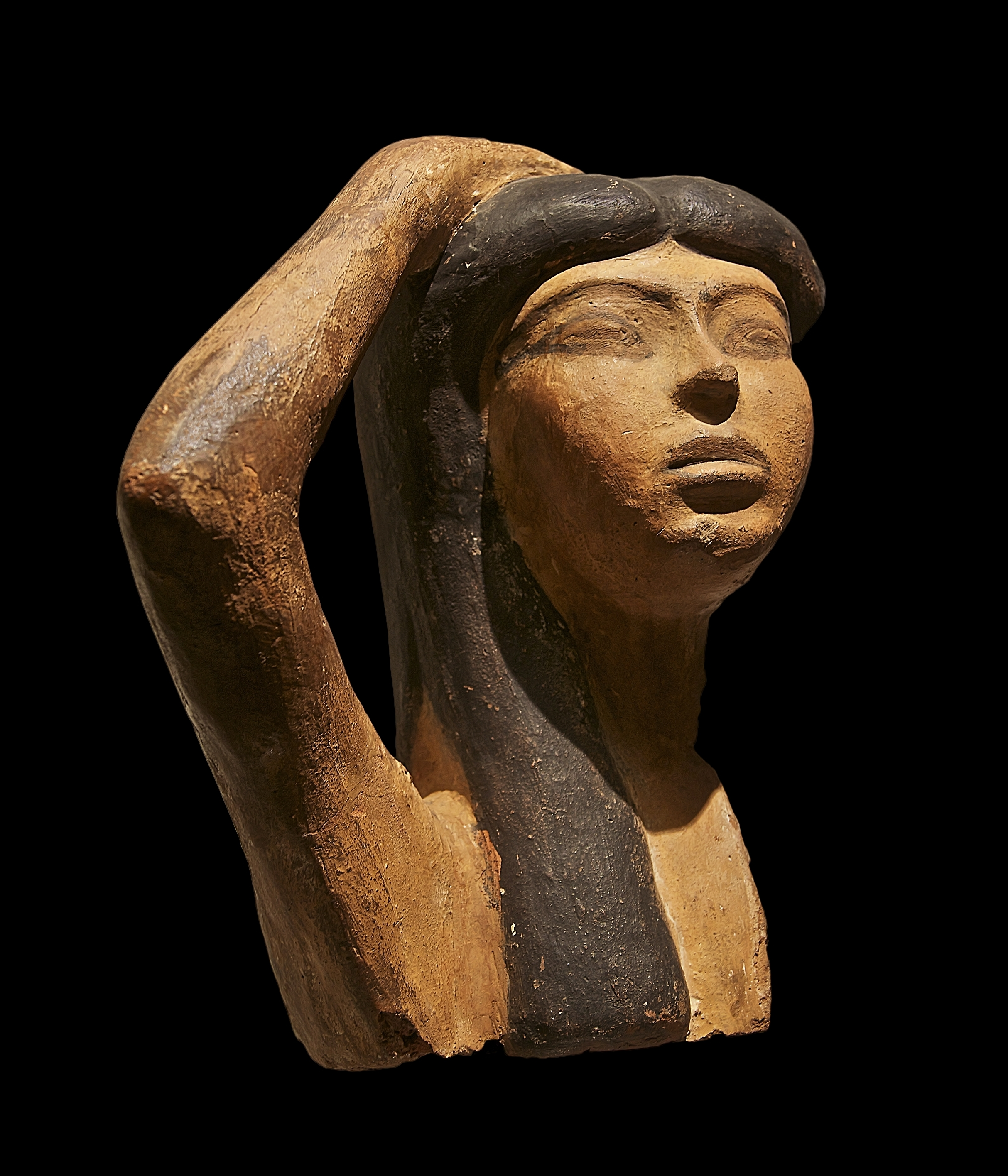
슬픔에 잠긴 자세를 한 여인의 조각상으로, 아마도 이시스일 것이다. 기원전 15세기 또는 14세기.

이시스는 창조신 아툼 또는 라로부터 시작된 9명의 신들 가족인 엔네아드의 일원이다. 이시스와 오시리스, 세트, 네프티스는 땅의 신 게브와 하늘의 여신 누트의 자녀로, 엔네아드의 마지막 세대이다. 창조신, 즉 세상의 원래 통치자는 자신의 권위를 엔네아드의 남성 세대를 통해 전달하여 오시리스가 왕이 된다. 오시리스의 누이이자 아내인 이시스는 그의 여왕이다.
세트는 오시리스를 죽이고 토막냈다. 이시스와 네프티스는 아누비스와 같은 다른 신들과 함께 오빠의 시신 조각들을 찾아 다시 조립한다. 이는 곧 미라를 비롯한 고대 이집트 장례 풍습의 신화적 원형이다. 일부 문서에 따르면, 그들은 오시리스의 시신을 세트 세력으로부터 보호해야 했다. 이시스는 애도하는 과부의 전형이다. 그녀와 네프티스의 오빠에 대한 사랑과 슬픔은 그를 되살리는 데 도움을 주었으며, 이시스의 마법 주문 암송도 그러했다. 장례 문서에는 이시스가 오시리스의 죽음에 대한 슬픔, 그에 대한 성적 욕망, 심지어 그가 자신을 떠난 것에 대한 분노를 표현하는 연설이 포함되어 있다. 이 모든 감정은 오시리스를 움직이게 하려는 의도가 담겨 있으므로 그의 부활에 중요한 역할을 한다. 마지막으로 이시스는 오시리스의 몸에 숨결과 생명을 불어넣고 그와 교미하여 그들의 아들 호루스를 잉태한다. 이 시점 이후 오시리스는 두아트, 즉 저승에서만 살게 된다. 그러나 세트의 죽음에 복수하고 자신을 위한 장례 의식을 치를 아들과 후계자를 낳음으로써 이시스는 남편이 사후세계에서 영원히 존재하도록 보장한다.
이시스의 사후세계 신앙에서의 역할은 신화에 기반을 두었다. 그녀는 오시리스를 도왔던 것처럼 죽은 인간의 영혼이 온전함을 회복하도록 도왔다. 하토르와 같은 다른 여신들처럼 그녀도 죽은 자들에게 보호와 영양을 제공하는 어머니 역할을 했다. 따라서 하토르처럼 그녀는 때때로 서쪽의 여신인 이멘테트의 모습을 취하여 죽은 영혼을 자녀처럼 사후세계로 맞이했다. 그러나 이집트 역사의 대부분 동안 오시리스와 같은 남성 신들은 재생 능력, 특히 성적 능력을 제공하는 것으로 믿어졌는데, 이는 환생에 매우 중요했다. 이시스는 단순히 이 능력을 자극하여 돕는 것으로 생각되었다. 여성 신성한 힘은 신왕국 후기에 사후세계 신앙에서 더 중요해졌다. 다양한 프톨레마이오스 시대 장례 문서들은 이시스가 무기력한 남편을 성적으로 자극하여 호루스를 잉태하는 데 능동적인 역할을 했다고 강조하며, 이집트 로마 시대의 일부 무덤 장식은 이시스를 사후세계에서 중심적인 역할로 묘사하며, 그 시대의 한 장례 문서는 여성들이 사후세계에서 이시스와 네프티스의 수행단에 합류할 수 있다고 생각되었음을 시사한다.

#### 어머니 여신

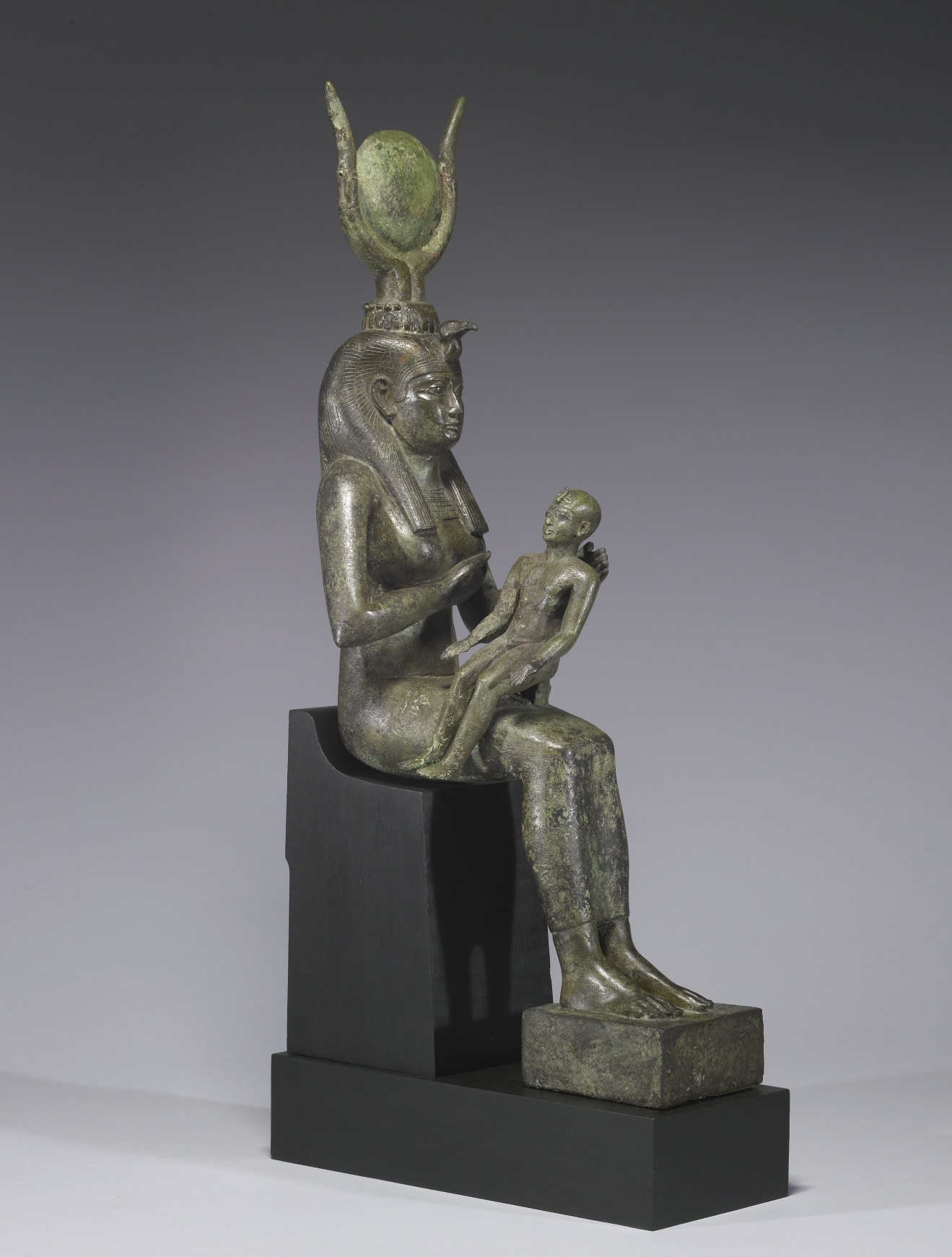
이시스가 호루스에게 젖을 먹이는 모습, 기원전 7세기 조각상

이시스는 피라미드 텍스트의 초기 사본에서도 호루스의 어머니로 다루어진다. 그러나 하토르가 원래 그의 어머니로 여겨졌다는 징후도 있으며, 다른 전통에서는 호루스의 나이든 형태를 누트의 아들이자 이시스와 오시리스의 형제로 본다. 이시스는 구왕국 시대에 오시리스 신화가 형성되면서 호루스의 어머니가 되었을 수도 있지만, 그와의 관계를 통해 모성애적 헌신의 전형으로 여겨지게 되었다.
신화의 발전된 형태에서는 이시스가 긴 임신과 난산을 거쳐 나일강 삼각주의 파피루스 숲에서 호루스를 낳는다. 아이가 자라면서 그녀는 호루스를 세트와 뱀, 전갈, 질병으로부터 보호해야 했다. 일부 문서에서는 이시스가 인간들 사이를 여행하며 그들의 도움을 구해야 했다고 한다. 그러한 이야기 중 하나에 따르면, 7명의 작은 전갈 신들이 그녀와 함께 여행하며 그녀를 지켰다. 그들은 이시스를 돕기를 거부한 부유한 여성에게 복수하기 위해 그 여성의 아들을 쏘았고, 이 여신이 죄 없는 아이를 치료해야만 했다. 인간의 고통을 덜어주려는 자비로운 여신으로서의 이시스의 명성은 그녀의 인기에 크게 기여했다.
이시스는 세트가 강탈한 왕권을 되찾기 위해 세트에게 도전할 때 계속해서 아들을 돕는다. 그러나 어머니와 아들이 때때로 갈등하는 모습으로 묘사되기도 한다. 예를 들어, 호루스가 이시스의 머리를 자르고 그녀가 원래 머리를 소의 머리로 대체하는 경우인데, 이는 이시스가 쓰는 소뿔 머리 장식을 설명하는 건국 신화이다.
이시스의 모성적인 측면은 다른 신들에게도 확장되었다. 이집트 중왕국(기원전 2055년경~1650년)의 관구문은 망자의 내장을 보호하는 것으로 생각된 장례 신들인 호루스의 아들들이 이시스와 나이든 호루스의 자녀였다고 말한다. 같은 시대에 호루스는 민이라는 다산의 신과 통합되어 이시스는 민의 어머니로 여겨졌다. "어머니의 황소"로 알려진 민의 한 형태인 카무테프는 신들과 왕권의 주기적인 재생을 상징했으며, 스스로를 낳기 위해 어머니를 임신시킨다고 했다. 따라서 이시스는 또한 민의 배우자로도 여겨졌다. 왕권에 대한 동일한 이데올로기가 일부 문서에 나타나는 호루스가 이시스를 강간했다는 전통 뒤에 있을 수 있다. 중왕국과 신왕국 시대의 가장 중요한 이집트 신인 아문도 카무테프의 역할을 맡았고, 그가 이 형태일 때 이시스는 종종 그의 배우자 역할을 했다. 멤피스에서 살아있는 신으로 숭배된 황소 아피스는 오시리스-아피스라는 오시리스의 한 형태가 아버지가 되어 이시스의 아들이라고 했다. 따라서 각 아피스 황소의 생물학적 어머니는 "이시스 암소"로 알려졌다. 이시스는 라에 의해 바스테트의 어머니라고도 했다.
중왕국의 웨스트카르 파피루스에 실린 이야기는 이시스를 미래의 세 왕의 출산 중에 산파 역할을 하는 여신들 그룹에 포함시킨다. 그녀는 재위 중인 파라오들의 신성하게 예정된 탄생을 묘사하는 신왕국 문서에서도 유사한 역할을 한다.
웨스트카르 파피루스에서 이시스는 태어나는 세 아이의 이름을 불러준다. 바바라 S. 레스코는 이 이야기를 이시스가 다른 출생을 주관하는 신들처럼 미래의 사건을 예측하거나 영향을 미치는 힘을 가졌다는 증거로 본다. 이는 샤이와 레네누테트도 그러했다. 훨씬 후대의 문서들은 이시스를 "생명의 여주인, 운명과 숙명의 지배자"라고 부르며, 이집트 역사의 초기 시대에 아문과 같은 다른 위대한 신들이 그러했듯이, 그녀가 샤이와 레네누테트를 통제한다고 명시한다. 이 신들을 다스림으로써 이시스는 인간 생명의 길이와 질을 결정했다.

#### 왕권의 여신이자 왕국의 수호자

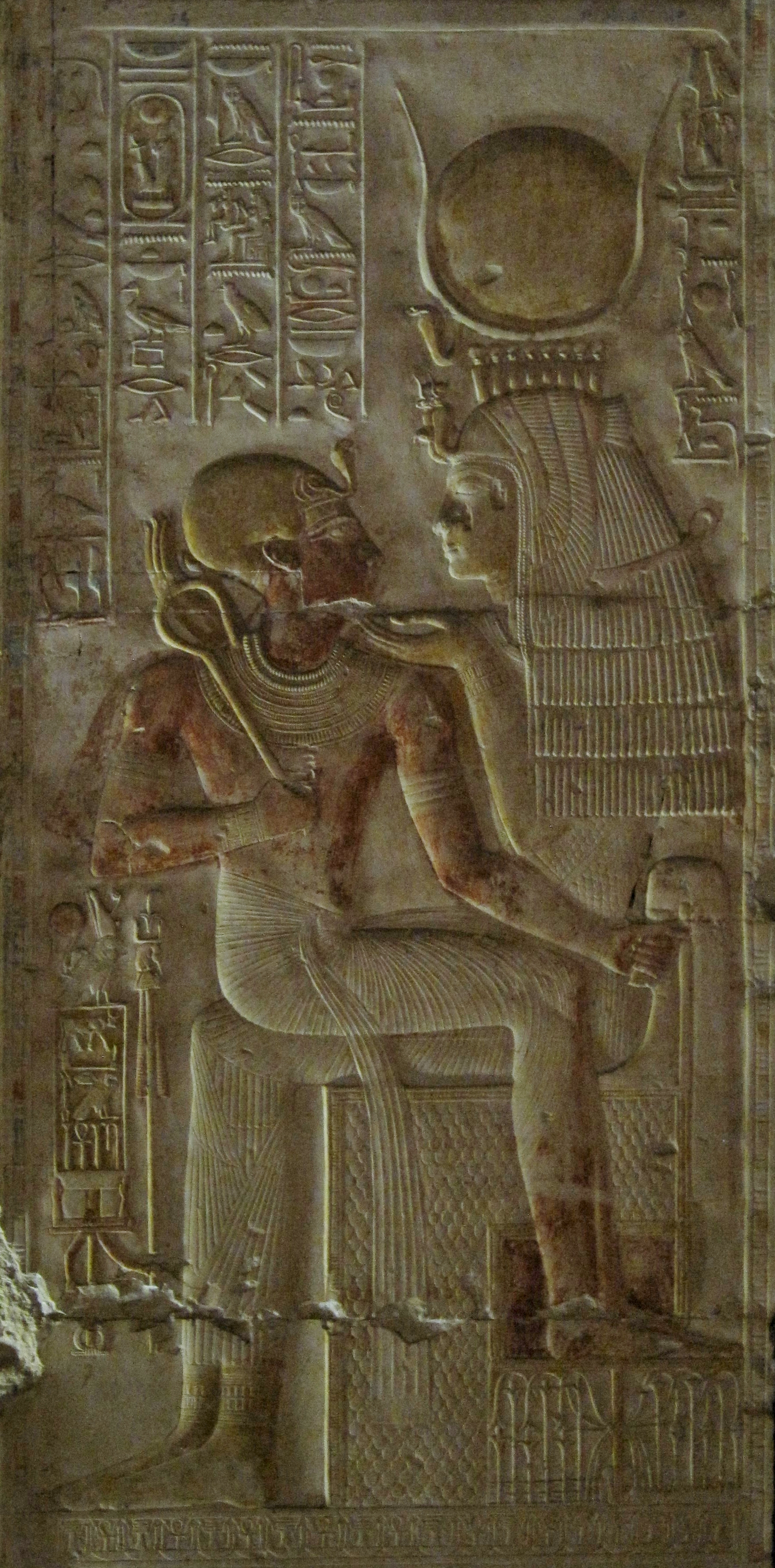
이시스가 왕인 세티 1세를 무릎에 안고 있는 모습, 기원전 13세기

호루스는 살아있는 각 파라오와 동일시되었고 오시리스는 파라오의 사망한 선대자들과 동일시되었다. 따라서 이시스는 왕들의 신화적 어머니이자 아내였다. 피라미드 텍스트에서 그녀의 왕에 대한 주요 중요성은 사후세계에서 왕을 보호하고 돕는 신들 중 한 명이라는 점이었다. 그녀의 왕실 이데올로기에서의 중요성은 이집트 신왕국에서 커졌다. 그 이후의 신전 부조들은 왕이 이시스의 젖을 먹는 모습을 보여주는데, 그녀의 젖은 아이를 치유할 뿐만 아니라 통치에 대한 그의 신성한 권리를 상징했다. 왕실 이데올로기는 왕의 아내이자 그의 후계자들의 어머니 역할을 하는 여신들의 지상적 상대인 여왕들의 중요성을 점점 더 강조했다. 처음에는 이 여신들 중 가장 중요한 여신은 하토르였는데, 그녀의 예술적 속성들은 여왕들의 왕관에 통합되었다. 그러나 왕권과의 신화적 연결성 때문에 이시스 또한 인간 여왕들과 동일한 칭호와 상징을 부여받았다.
이시스가 세트로부터 오시리스를 보호한 행동은 그녀의 성격 중 더 크고 호전적인 측면의 일부가 되었다. 신왕국 시대의 장례 문서들은 라가 지하세계를 항해하는 동안 그의 배에 있는 이시스를 묘사하는데, 그녀는 라의 숙적인 아펩을 제압하는 여러 신들 중 한 명으로 등장한다. 왕들은 또한 인간의 적들에 대항하여 그녀의 수호 마법 능력을 불렀다. 누비아인들의 약탈이 잦았던 국경 근처에 위치한 필라이에 있는 그녀의 프톨레마이오스 신전에서는 그녀가 "수백만 명의 병사"보다 전투에서 더 효과적으로 전체 국가를 보호하는 존재로 묘사되었고, 이집트의 적들을 진압하려는 프톨레마이오스 왕들과 로마 황제들을 지원했다.

#### 마법과 지혜의 여신
이시스는 오시리스를 되살리고 호루스를 보호하고 치료할 수 있게 해준 그녀의 마법 능력과 그녀의 교활함으로도 유명했다. 그녀의 마법 지식 덕분에 그녀는 "수백만 신들보다 더 영리하다"고 일컬어졌다. 신왕국 이야기인 "호루스와 세트의 다툼"의 여러 에피소드에서 이시스는 이러한 능력을 사용하여 아들과의 갈등 중에 세트를 속인다. 한 번은 그녀가 젊은 여자로 변신하여 세트에게 자신이 오시리스의 왕관을 강탈한 세트의 행위와 유사한 상속 분쟁에 연루되어 있다고 말한다. 세트가 이 상황을 부당하다고 말하자, 이시스는 그를 조롱하며 그가 스스로 잘못을 판단했다고 말한다. 후대 문서에서는 그녀가 변신 능력을 사용하여 세트와 그의 추종자들을 싸워 파괴한다.
이시스에 대한 많은 이야기는 히스토리올라로 나타나는데, 이는 주문이 목표로 하는 신화적 사건을 묘사하는 마법 문서의 서문이다. 한 주문에서는 이시스가 자신보다 나이가 많고 위대한 라를 무는 뱀을 만들어 그에게 독으로 병들게 한다. 그녀는 라가 자신의 진정한 비밀 이름—비교할 수 없는 힘을 지닌 지식—을 말해준다면 그를 치료해 주겠다고 제안한다. 많은 강요 끝에 라는 그녀에게 자신의 이름을 알려주며, 이시스는 이 이름을 호루스에게 전달하여 그의 왕권을 강화시킨다. 이 이야기는 이시스의 마법 능력이 다른 신들을 능가하는 이유를 설명하는 기원 이야기일 수 있지만, 그녀가 라를 제압하기 위해 마법을 사용하기 때문에, 이 이야기는 그녀가 라의 이름을 배우기 전에도 그러한 능력을 가지고 있었던 것으로 다룬다.

#### 하늘의 여신
이시스가 얻은 많은 역할들은 그녀에게 하늘에서 중요한 위치를 부여했다. 피라미드 텍스트의 구절들은 이시스를 소프데트와 밀접하게 연결시키는데, 소프데트는 별 시리우스를 나타내는 여신으로, 남편인 사흐—오리온자리—와 그들의 아들 솝두와의 관계는 이시스와 오시리스, 호루스의 관계와 유사하다. 나일강 홍수가 시작되기 직전의 시리우스의 신출은 소프데트를 홍수 및 그로 인한 식물 성장과 밀접하게 연결시켰다. 부분적으로 소프데트와의 관계 때문에 이시스 또한 홍수와 연결되었는데, 이는 때때로 그녀가 오시리스를 위해 흘린 눈물과 동일시되었다.
프톨레마이오스 시대에 이르러 그녀는 이집트 문서에서 "하늘의 나일"이라 불리는 비와, 라의 배의 수호자로서 태양과 연결되었다. 또한 달과도 연결되었는데, 이는 아마도 이집트 다산의 여신인 바스테트와의 공통된 연결을 통해 그리스 달의 여신 아르테미스와 연관되었기 때문일 수 있다. 필라이에 새겨진 찬송가에서는 그녀가 "하늘의 여주인"으로 불리며, 하늘에 대한 그녀의 지배권은 두아트에 대한 오시리스의 통치와 지상에 대한 호루스의 왕권과 유사하다고 한다.

#### 우주의 여신

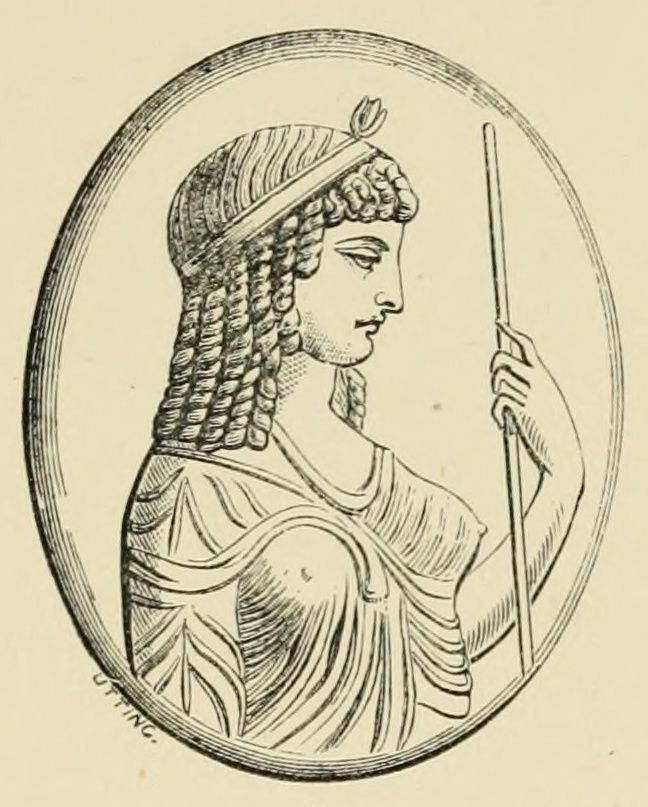
연꽃으로 왕관을 쓰고 왕홀을 든 이시스. 홍옥으로 만든 프톨레마이오스 시대의 인타글리오.

프톨레마이오스 시대에 이시스의 영향력은 전체 우주를 포함할 수 있었다. 이집트를 보호하고 왕을 지지하는 신으로서 그녀는 모든 민족에 대한 권력을 가졌고, 비를 제공하는 자로서 자연계를 활기 있게 했다. 필라이 찬송가에서 그녀를 처음에는 하늘의 통치자로 부르지만, 그 권위가 확장되어 절정에서는 하늘, 땅, 그리고 두아트를 포괄한다. 이 찬송가는 자연에 대한 그녀의 힘이 인간, 축복받은 죽은 자, 그리고 신들을 양육한다고 말한다. 프톨레마이오스 시대 이집트의 다른 그리스어 찬송가들은 그녀를 "모든 신들의 아름다운 본질"이라고 부른다. 이집트 역사 과정에서 크고 작은 많은 신들이 유사한 웅장한 용어로 묘사되었다. 이집트 신왕국에서는 아문이 가장 흔하게 이렇게 묘사되었지만, 로마 시대 이집트에서는 그러한 용어가 이시스에게 적용되는 경향이 있었다. 이러한 문서들은 다른 신들의 존재를 부정하지 않지만, 그들을 최고신의 측면으로 다루는데, 이러한 신학 유형을 때때로 "총신주의"라고 부른다.
후기, 프톨레마이오스, 그리고 로마 시대에는 많은 신전들이 오랜 창조 개념을 지역 신들에게 주요 역할을 부여하도록 각색한 창조 신화를 담고 있었다. 필라이에서는 이시스가 프타 신의 작업에 대해 말하는 고대 문서와 동일한 방식으로 창조자로 묘사되는데, 프타는 자신의 지성으로 세계를 설계하고 조각하여 존재하게 했다고 한다. 그와 마찬가지로 이시스도 "그녀의 마음이 구상하고 그녀의 손이 창조한 것"을 통해 우주를 형성했다.
이집트 역사 전반에 걸쳐 다른 신들처럼, 이시스도 개별 숭배 중심지마다 여러 형태를 가졌으며, 각 숭배 중심지는 그녀의 성격 중 다른 측면을 강조했다. 지역 이시스 숭배는 그녀의 보편성보다는 그들 신의 독특한 특징에 초점을 맞추었으며, 반면 이시스에 대한 일부 이집트 찬송가는 이집트 전역과 지중해의 숭배 중심지에 있는 다른 여신들을 그녀의 현현으로 다룬다. 덴데라의 그녀의 신전에 새겨진 한 문서는 "각 주에서 그녀는 모든 도시에, 모든 주에 아들 호루스와 함께 있다"고 말한다.

### 도상학

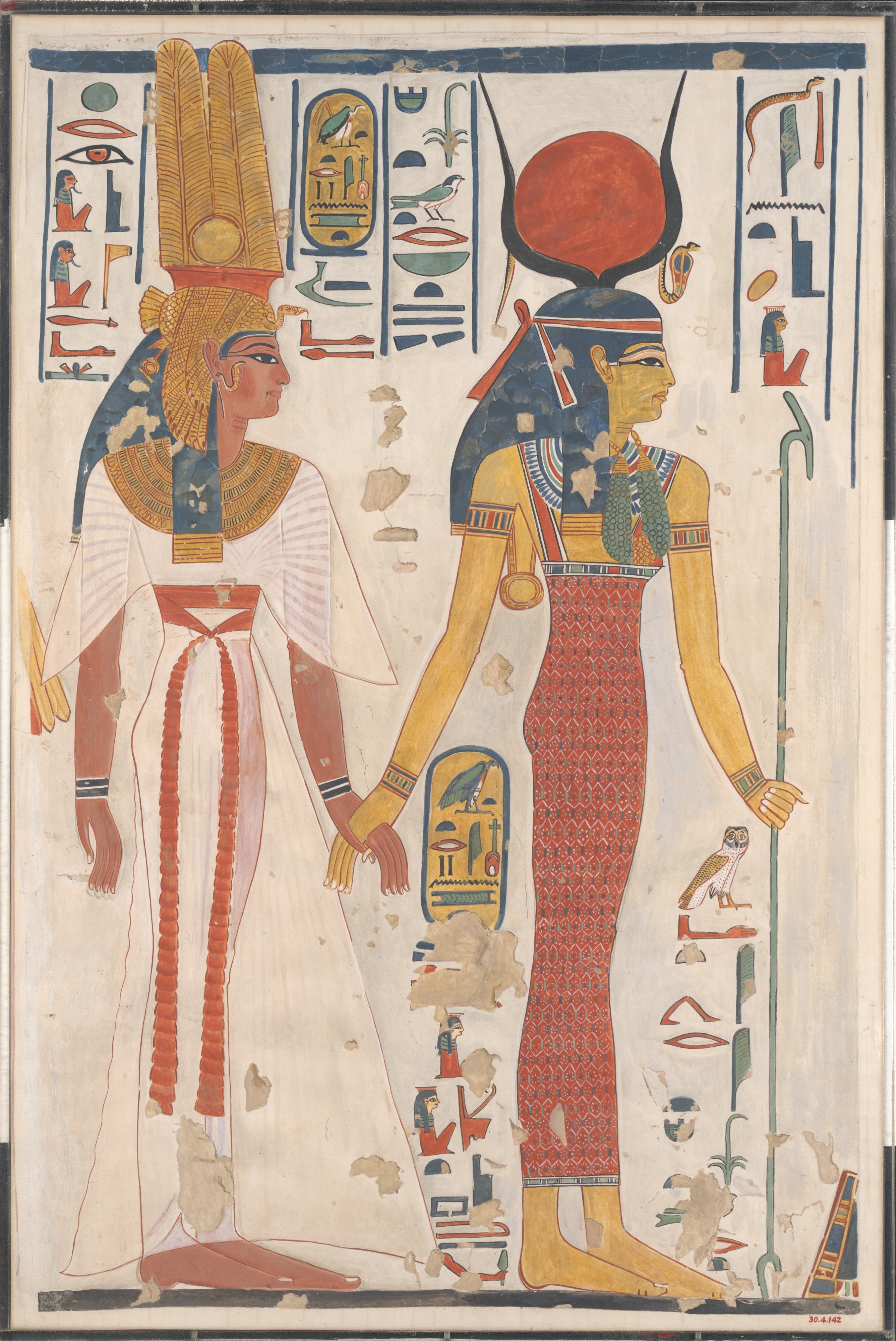
이시스에게 이끌리는 네페르타리 여왕

고대 이집트 미술에서 이시스는 보통 여신들의 전형적인 속성을 지닌 여성으로 묘사되었다. 즉, 몸에 꼭 맞는 드레스, 한 손에는 파피루스 지팡이, 다른 손에는 앙크 기호를 들고 있었다. 그녀의 원래 머리 장식은 그녀의 이름을 쓰는 데 사용된 왕좌 기호였다. 그녀와 네프티스는 종종 함께 나타나는데, 특히 오시리스의 죽음을 애도하거나, 왕좌에 앉은 오시리스를 지지하거나, 죽은 자의 석관을 보호할 때 그렇다. 이러한 상황에서 그들의 팔은 종종 애도의 몸짓으로 얼굴을 가로질러 뻗어 있거나, 보호 역할을 나타내는 상징으로 오시리스나 망자 주위에 펼쳐져 있다. 이러한 상황에서 그들은 종종 솔개 또는 솔개의 날개를 가진 여성으로 묘사되었다. 이러한 형태는 솔개 소리와 울부짖는 여성의 울음소리 사이의 유사성에서 영감을 받았거나, 솔개가 죽은 고기를 찾는 것을 여신들이 죽은 오빠를 찾는 것에 비유하는 은유에서 비롯되었을 수 있다. 이시스는 때때로 다른 동물 형태로도 나타났다. 암퇘지로서는 모성적인 특징을 나타냈고, 암소로서는 특히 아피스와 연관되었을 때, 또는 전갈로서는 그러했다. 그녀는 또한 나무나 나무에서 나오는 여성의 모습으로 나타나기도 했으며, 때로는 죽은 영혼에게 음식과 물을 제공했다. 이러한 형태는 그녀가 제공하는 모성적 양육을 암시했다.
신왕국 시대부터 이시스와 하토르의 밀접한 연관성 덕분에 이시스는 시스트룸 딸랑이와 소뿔 사이에 태양 원반이 있는 머리 장식과 같은 하토르의 속성들을 받아들였다. 때로는 두 머리 장식이 결합되어 왕좌 상형문자가 태양 원반 위에 놓이기도 했다. 같은 시대에 그녀는 머리에 독수리 왕관과 이마에 왕실의 우라에우스 또는 솟아오르는 코브라와 같은 인간 여왕의 휘장을 착용하기 시작했다. 프톨레마이오스와 로마 시대에는 이시스의 조각상과 작은 조각상들이 그리스 조각 양식으로, 이집트와 그리스 전통에서 가져온 속성들과 함께 자주 나타났다. 이러한 이미지들 중 일부는 다른 여신들과의 연결성을 새로운 방식으로 반영했다. 농업의 풍요를 상징하는 이시스와 레네누테트의 결합인 이시스-테르무티스는 하체는 뱀의 형태를 띠고 여성의 모습으로 이 양식으로 묘사되었다. 정교한 머리 장식을 하고 성기를 노출하는 여성 조각상들은 이시스-아프로디테를 나타낼 수 있다.
앙크와 유사한 고리 모양의 티예트 상징은 이집트 신왕국 시대부터 이시스의 상징으로 여겨졌지만, 그보다 훨씬 오래 전부터 존재했다. 이는 종종 붉은 벽옥으로 만들어졌으며 이시스의 피와 비유되었다. 장례 주구로 사용되어 착용자에게 그녀의 보호를 부여한다고 했다.

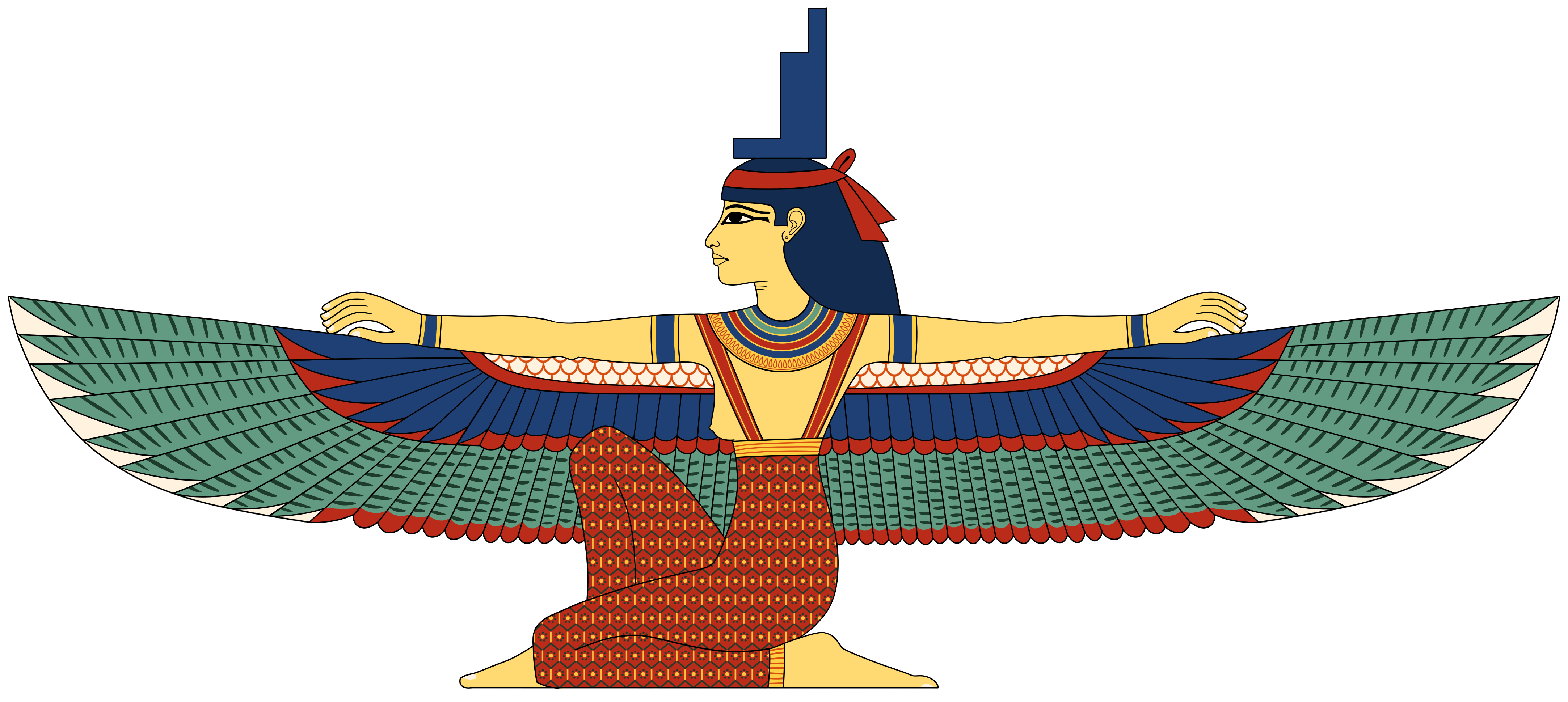
세티 1세 무덤의 그림을 바탕으로 한 이시스 삽화
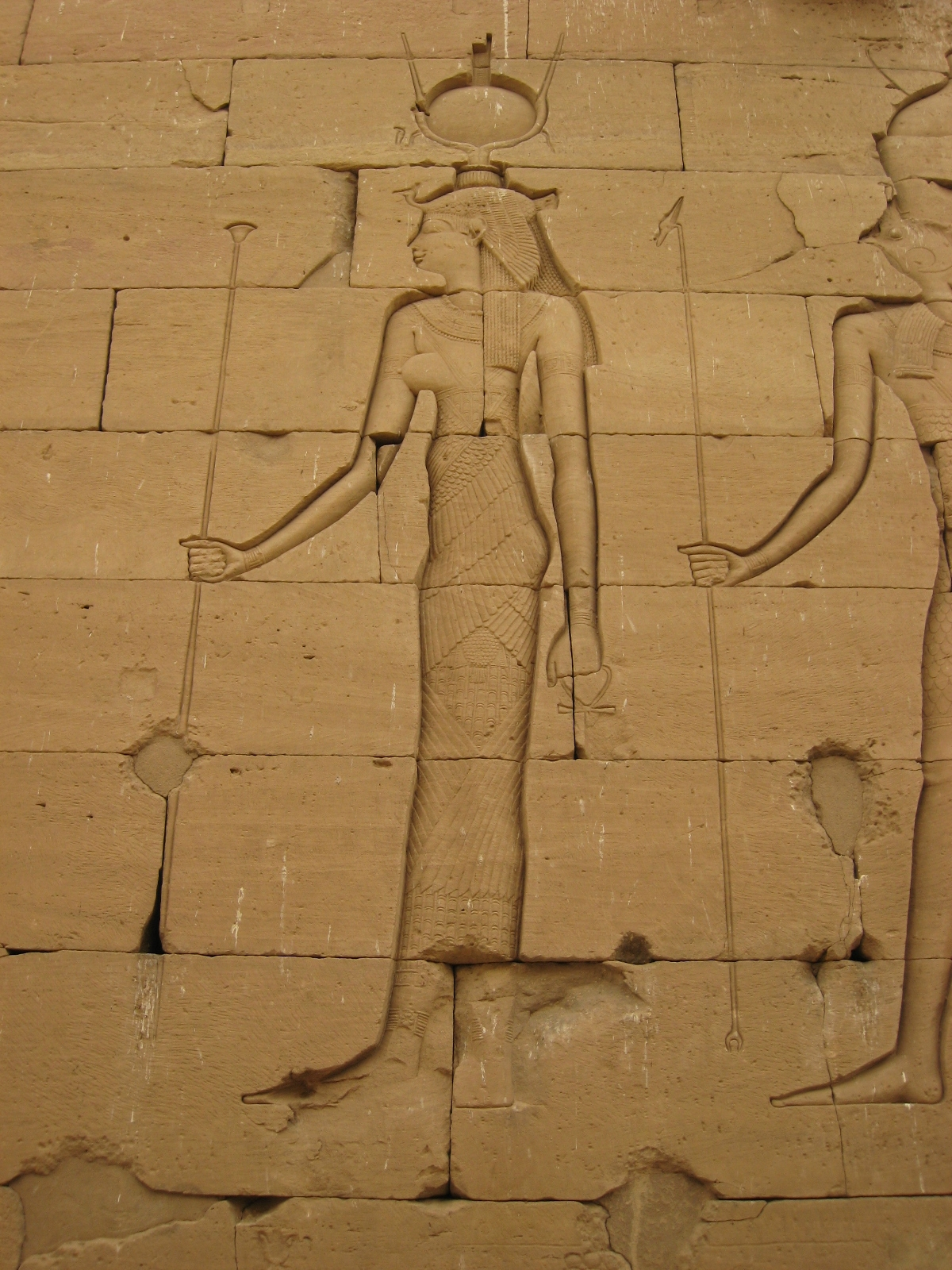
왕좌 상형문자와 소뿔, 그리고 독수리 머리 장식이 결합된 이시스. 칼랍샤 신전, 기원전 1세기 또는 서기 1세기
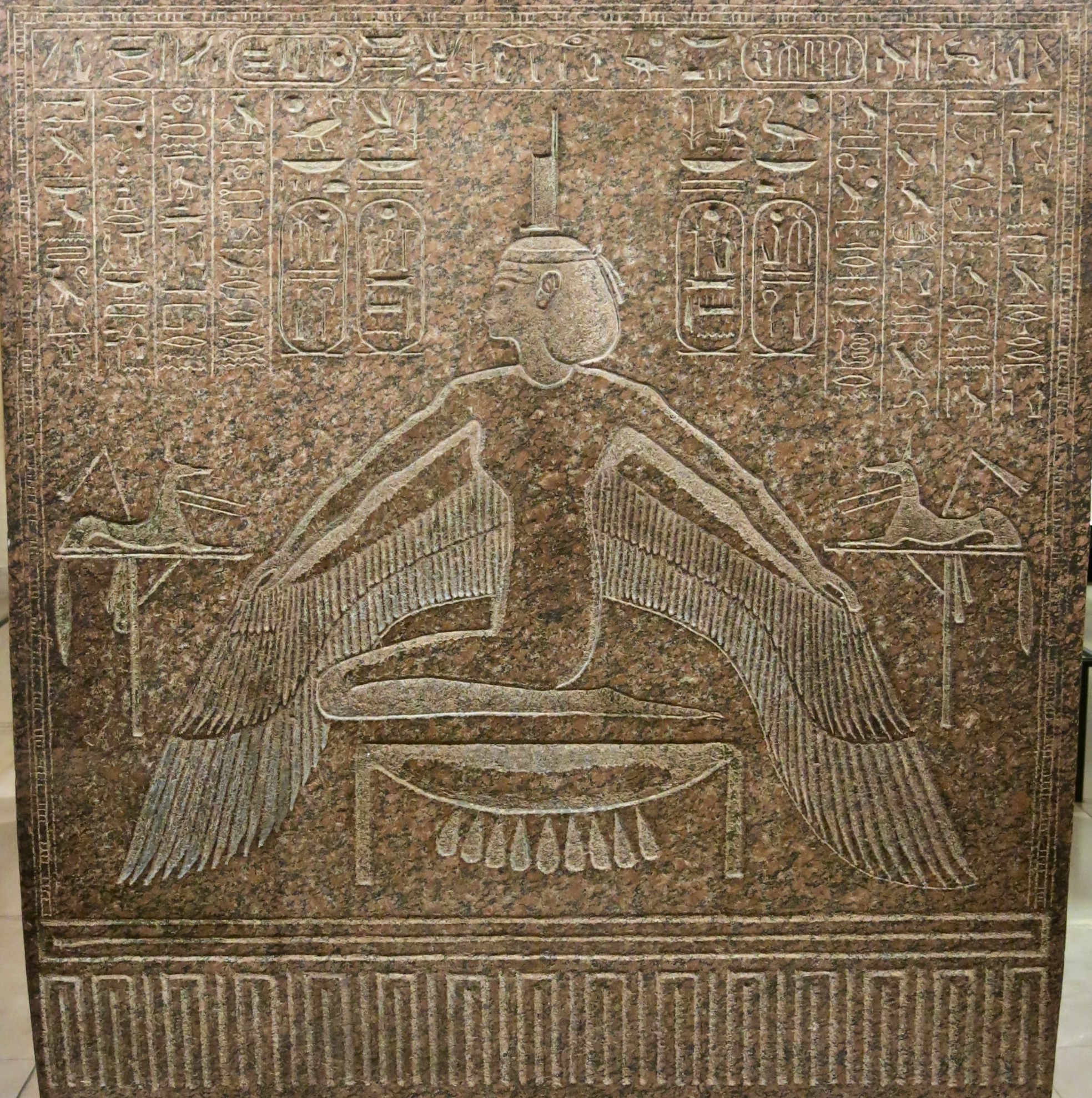
람세스 3세 석관 발치에 날개 달린 이시스, 기원전 12세기
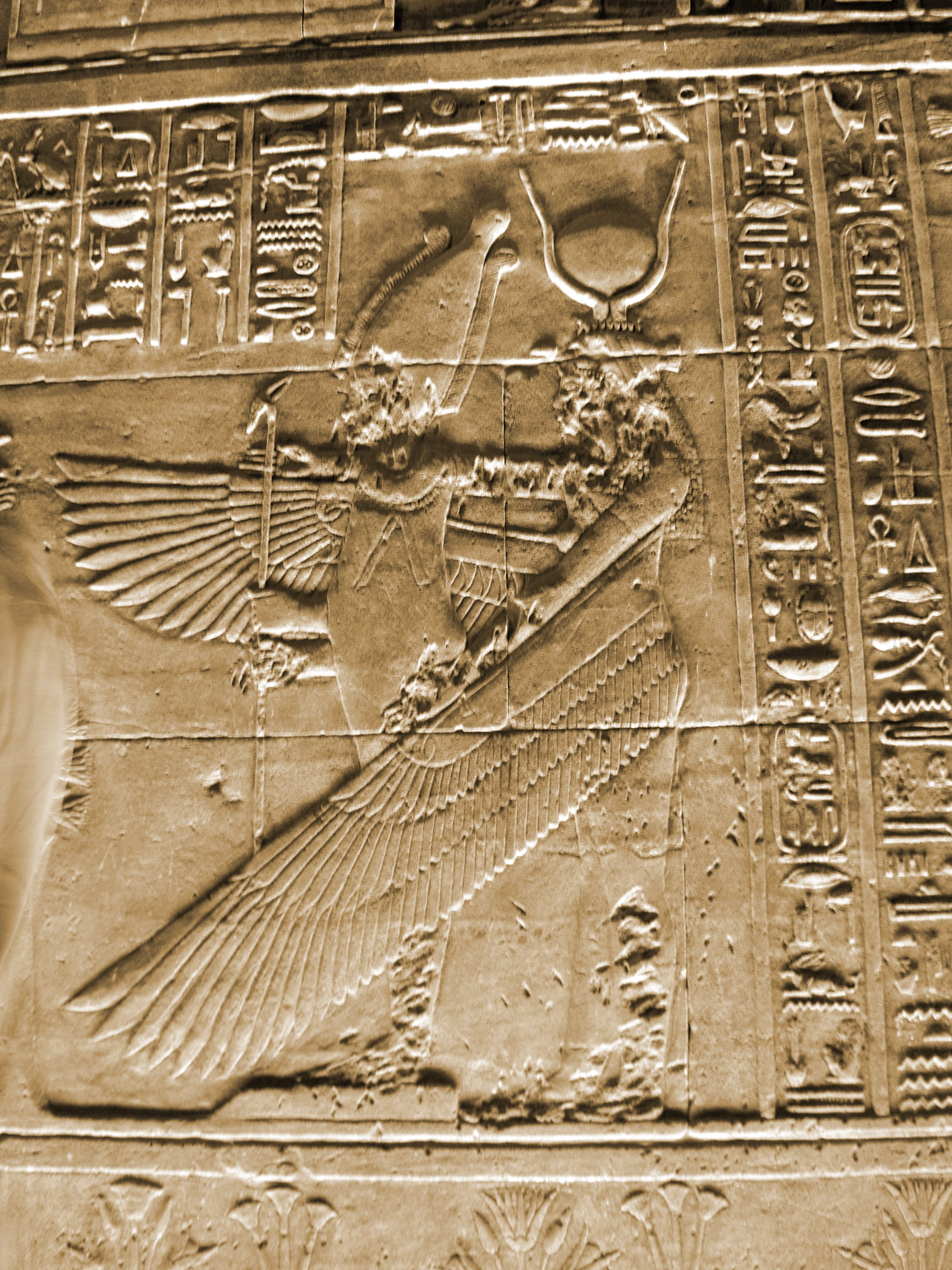
필라이 신전의 날개 달린 이시스 부조
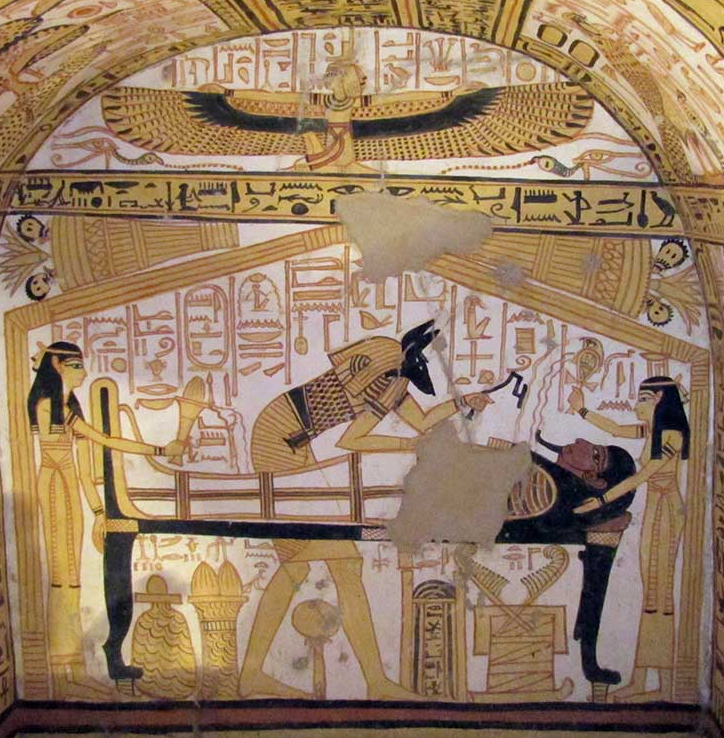
왼쪽의 이시스와 네프티스가 서 있는 동안 아누비스가 망자를 방부 처리하고 있다, 기원전 13세기. 위에는 날개 달린 이시스가 나타난다.
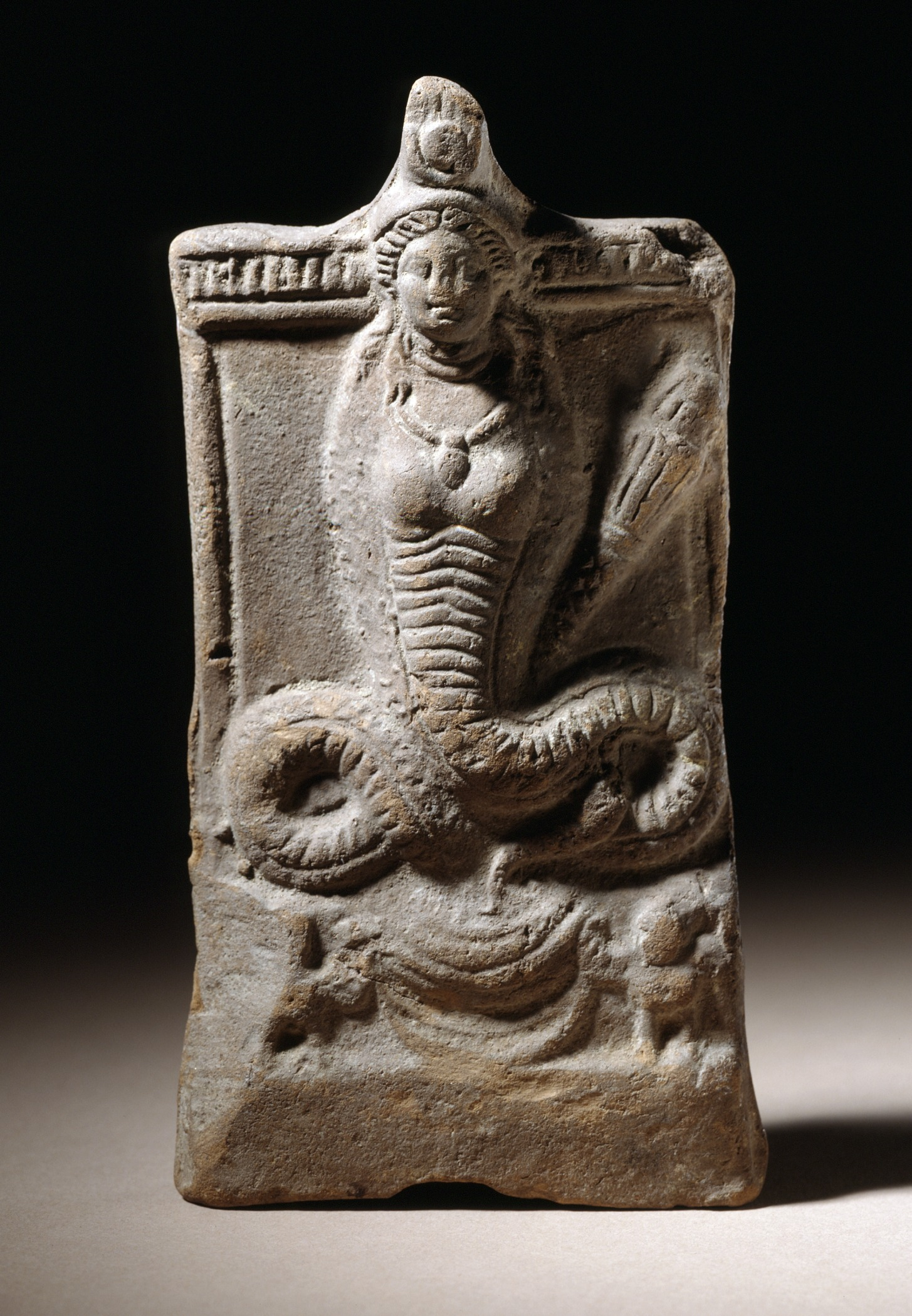
이시스-테르무티스 작은 조각상, 서기 2세기
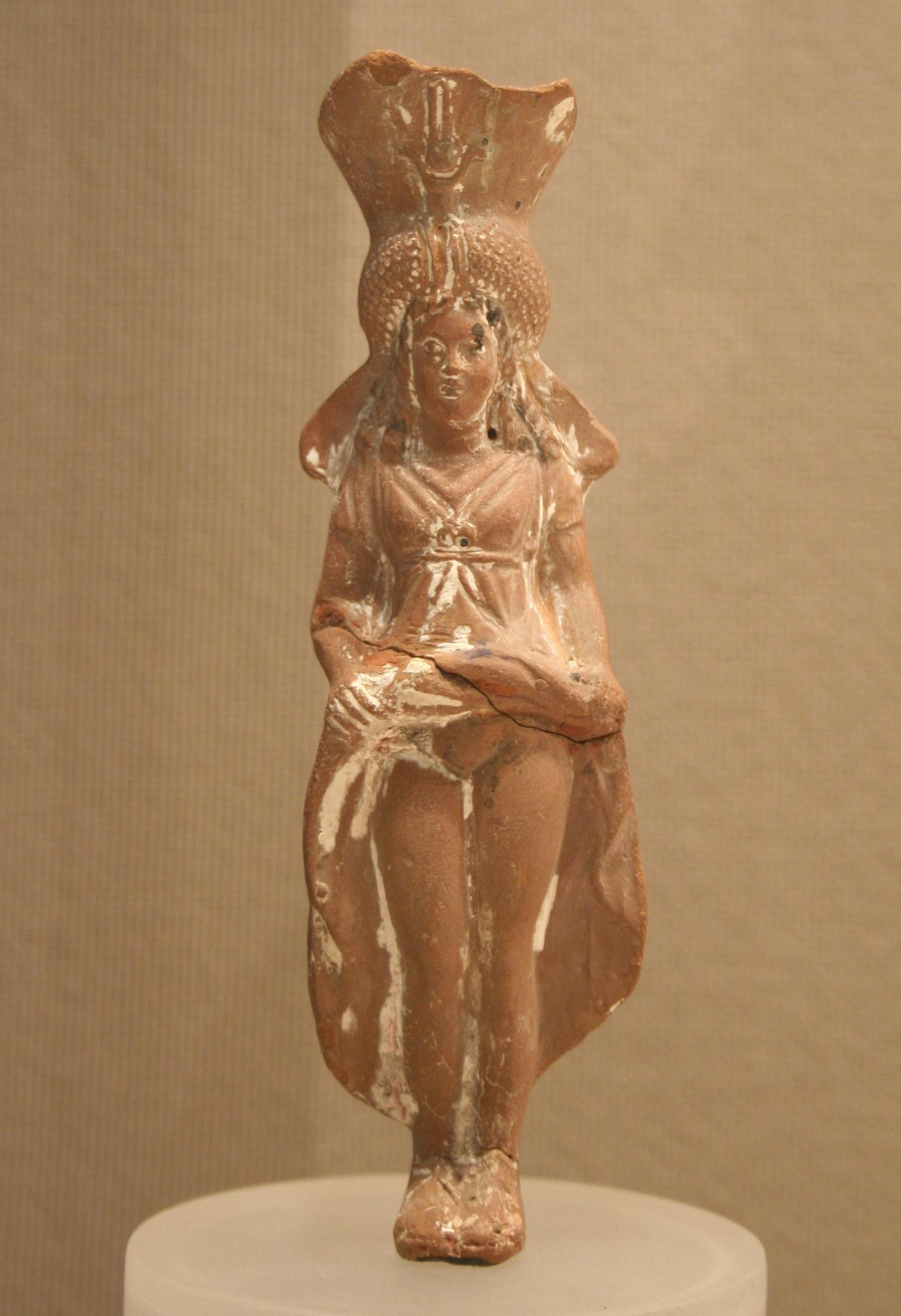
이시스-아프로디테의 작은 조각상으로 추정됨, 기원전 2세기 또는 1세기
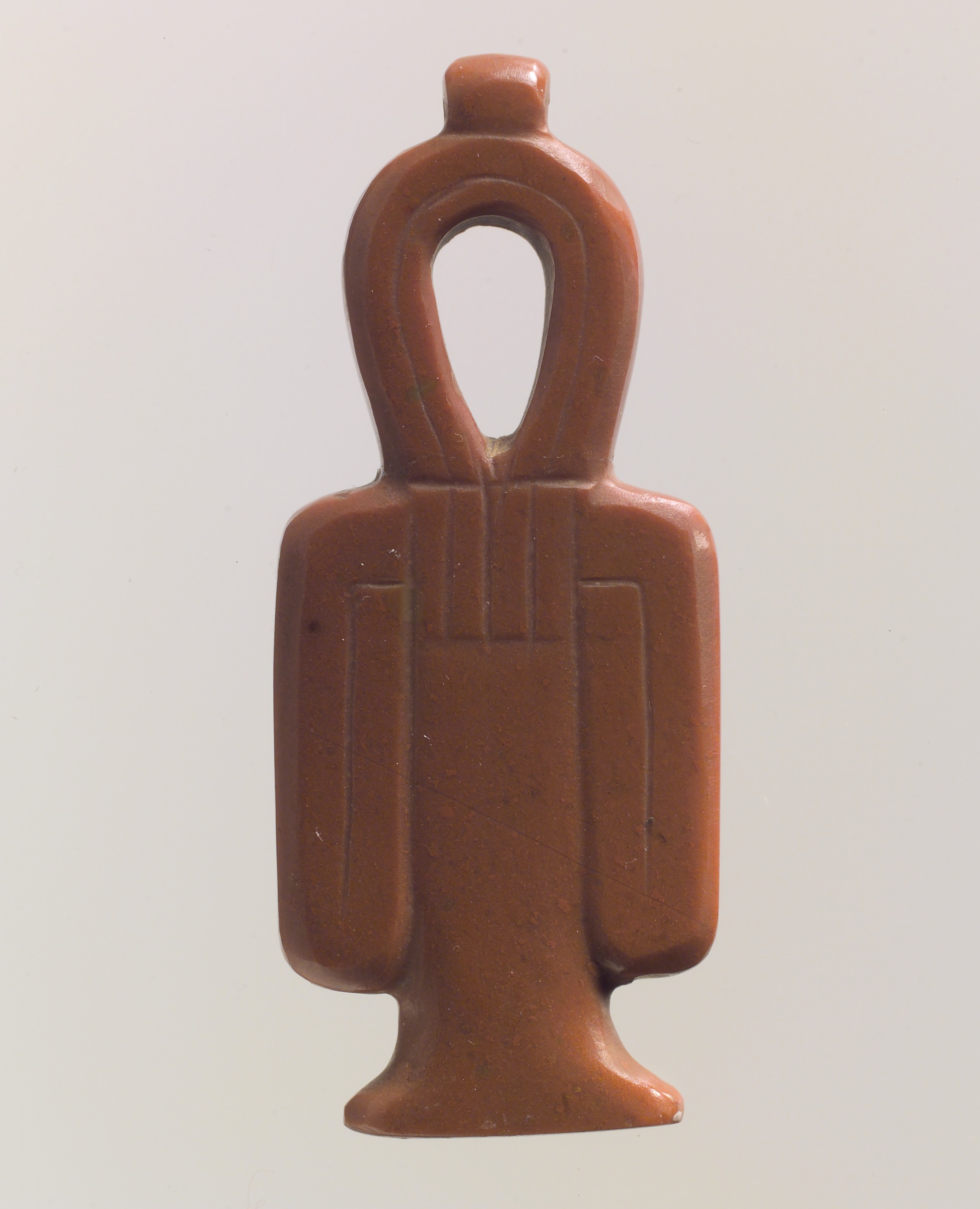
티예트 부적, 기원전 15세기 또는 14세기

### 숭배

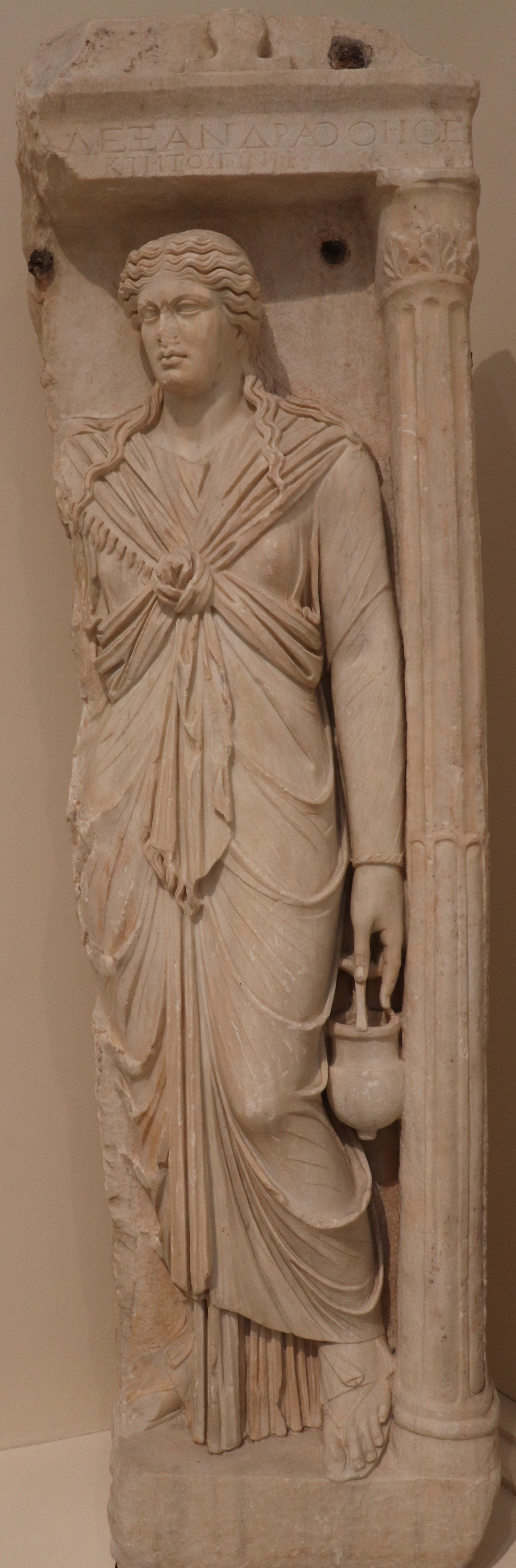
이시스 여사제 알렉산드라의 장례 석비, 아테네 국립 고고학 박물관, 아테네.

#### 왕족과의 관계
오시리스 신화에서 중요함에도 불구하고, 이시스는 원래 살아있는 왕을 둘러싼 이데올로기에서는 미미한 신이었다. 예를 들어, 이집트 중왕국의 세누스레트 1세 통치 기간에 수행된 왕실 의식의 대본인 람세움 드라마 파피루스에서는 그녀가 작은 역할만을 담당했다. 그녀의 중요성은 이집트 신왕국 시기에 커졌고, 이때 그녀는 하토르와 인간 여왕과 점점 더 밀접하게 연결되었다.
기원전 1천년기 초에는 오시리스, 이시스, 호루스의 삼위일체에 대한 강조가 증가하고 이시스의 인기가 폭발적으로 성장했다. 기원전 4세기, 이집트 제30왕조의 넥타네보 1세는 이시스를 자신의 수호신으로 주장하며 그녀를 정치 권력과 더욱 밀접하게 연결시켰다. 기원전 8세기부터 서기 4세기까지 누비아를 통치했던 쿠시 왕국은 이집트의 왕권 이데올로기를 흡수하고 적용했다. 쿠시 왕국의 여왕이나 태후인 칸다케를 이시스와 동일시했다.
기원전 305년부터 30년까지 이집트를 파라오로 통치했던 프톨레마이오스 그리스 왕들은 이집트인과 그리스인 신하들의 눈에 왕위 주장을 강화하기 위해 자신들을 이집트 신들과 그리스 신들 모두와 연결시키는 이데올로기를 발전시켰다. 수세기 전부터 그리스 식민지 주민과 이집트 방문객들은 인테르프레타티오 그라이카로 알려진 과정에서 이집트 신들과 그들 자신의 신들 사이의 유사점을 그렸다. 기원전 5세기에 이집트에 대해 쓴 그리스인 헤로도토스는 이시스를 데메테르에 비유했는데, 데메테르가 딸 페르세포네를 찾아 헤매는 신화는 이시스가 오시리스를 찾아 헤매는 것과 유사했다. 데메테르는 프톨레마이오스 시대에 이집트인들에게 널리 받아들여진 몇 안 되는 그리스 신들 중 하나였으므로, 그녀와 이시스의 유사성은 두 문화 간의 연결고리를 제공했다. 다른 경우에는 이시스가 자신의 성적 측면을 통해 아프로디테와 연결되었다. 이러한 전통을 바탕으로 처음 두 프톨레마이오스 왕은 새로운 신 세라피스 숭배를 장려했는데, 세라피스는 오시리스와 아피스의 측면을 제우스와 디오니소스와 같은 그리스 신들의 측면과 결합했다. 헬레니즘화된 형태로 묘사된 이시스는 오시리스뿐만 아니라 세라피스의 배우자로 여겨졌다. 프톨레마이오스 2세 필라델포스와 그의 누이이자 아내인 아르시노에 2세 필라델포스는 자신들을 중심으로 통치자 숭배를 발전시켜 세라피스와 이시스와 동일한 신전에서 숭배되었고, 아르시노에는 이시스와 아프로디테에 비유되었다. 일부 후기 프톨레마이오스 여왕들은 이시스와 더욱 밀접하게 자신들을 동일시했다. 기원전 2세기, 클레오파트라 3세 필로메토르 소테이라는 비문에 자신의 이름 대신 이시스의 이름을 사용했고, 로마에 합병되기 전 이집트의 마지막 통치자였던 클레오파트라 7세는 "새로운 이시스"라는 별칭을 사용했다.

#### 신전과 축제

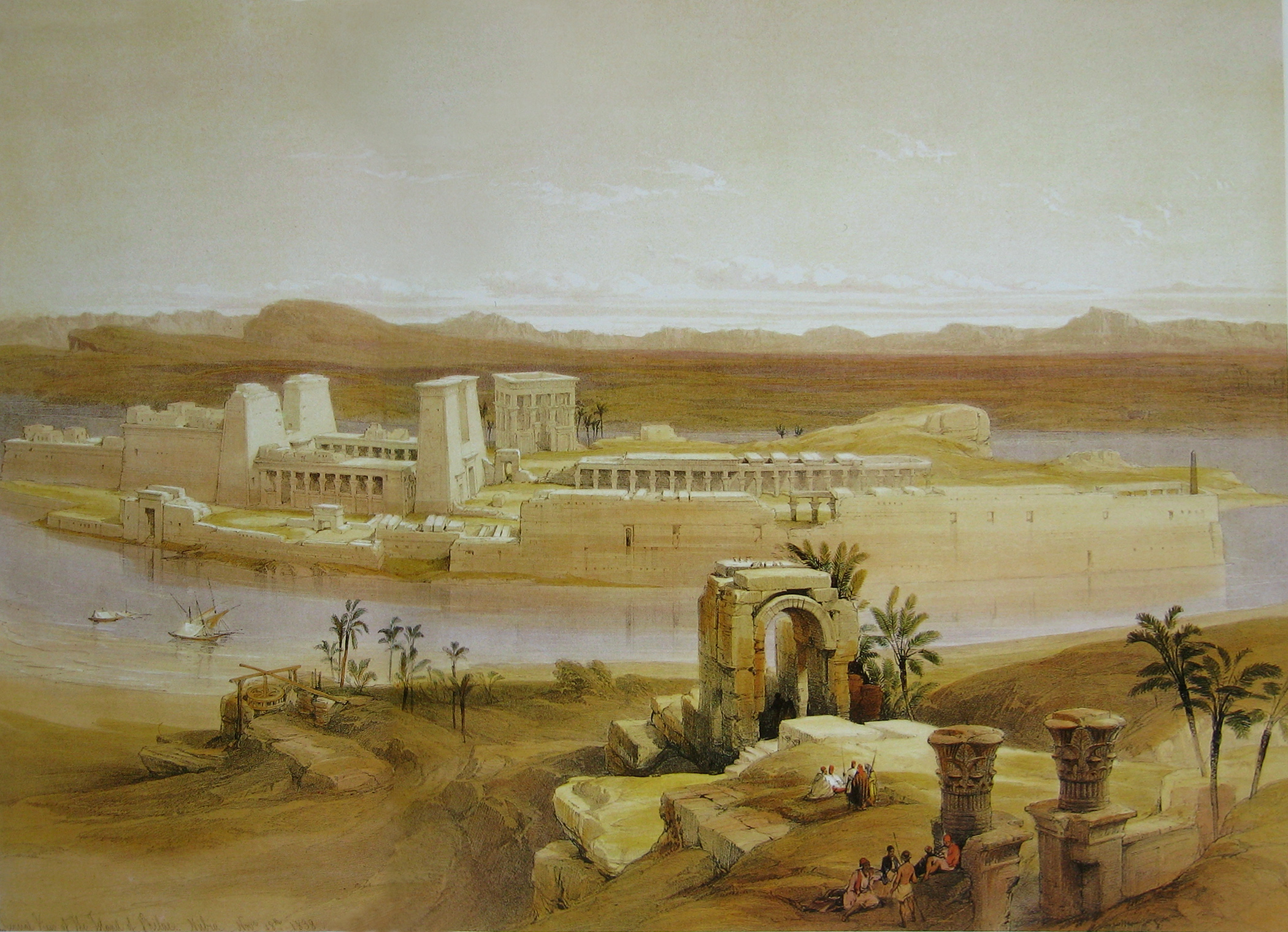
1838년 데이비드 로버츠가 그린 비게섬에서 본 필라이

신왕국 시대 말기까지 이시스의 숭배는 오시리스, 민 또는 아문과 같은 남성 신들의 숭배와 밀접하게 연관되어 있었다. 그녀는 일반적으로 그들의 어머니나 배우자로서 그들과 함께 숭배되었으며, 특히 호루스의 다양한 지역 형태의 어머니로서 널리 숭배되었다. 그럼에도 불구하고, 그녀는 일부 지역에서 독립적인 성직 제도를 가졌고 신왕국 후기에는 오시리스의 숭배 중심지인 아비도스에 그녀만의 신전이 적어도 하나 있었다.
이시스에게 바쳐진 가장 오래된 주요 신전은 이집트 북부 베흐베이트 엘-하가르의 이세이온과 남부 끝의 필라이였다. 둘 다 제30왕조 시대에 건설이 시작되어 프톨레마이오스 왕들에 의해 완공되거나 확장되었다.이시스의 광범위한 명성 덕분에 필라이는 지중해 전역에서 순례자들을 끌어들였다.프톨레마이오스 시대에는 알렉산드리아와 지중해 연안의 카노푸스부터 누비아 국경까지 다양한 이시스 신전들이 생겨났다. 필라이 남쪽 마하르라카까지 이어지는 일련의 이시스 신전들이 그 지역에 있었으며, 이집트인과 다양한 누비아인들의 숭배 장소였다. 쿠시의 누비아인들은 와드 반 나카와 수도인 메로에와 같이 남쪽으로 멀리 떨어진 지역에도 이시스 신전을 지었다.
어떤 신이든 가장 자주 행해지는 신전 의식은 매일의 봉헌 의식이었는데, 사제들이 신의 우상에게 옷을 입히고 음식을 바쳤다. 로마 시대에 이집트의 이시스 신전은 이집트 양식으로 지어질 수 있었는데, 이 경우 우상은 사제들만 접근할 수 있는 격리된 성소에 있었고, 그리스-로마 양식의 신전에서는 신도들이 우상을 볼 수 있도록 허용되었다. 이 시기에는 그리스와 이집트 문화가 고도로 섞여 있었고, 이시스 숭배자들 사이에 민족적 구분이 없었을 수도 있다. 같은 사람들이 이집트 양식 신전 밖에서 이시스에게 기도하고 그리스 양식 신전 안에서 그녀의 동상 앞에서 기도했을 수 있다.
신전들은 일 년에 걸쳐 많은 축제를 기념했는데, 일부는 전국적이었고 일부는 매우 지역적이었다. 코이악 달 동안 이집트 전역에서 오시리스를 위한 정교한 일련의 의식이 수행되었고, 이시스와 네프티스는 적어도 신왕국 시대부터 이 의식에서 두드러졌다. 프톨레마이오스 시대에는 두 여인이 코이악 축제에서 이시스와 네프티스의 역할을 연기하며 죽은 오빠를 애도하는 노래나 찬송을 불렀다. 그들의 찬송은 이시스와 네프티스의 축제 노래와 이시스와 네프티스의 애가에 보존되어 있다.
이시스에게 헌정된 축제는 결국 발전했다. 로마 시대에 이집트 전역의 사람들은 그녀의 탄생일인 아메시시아를 기념했는데, 지역 이시스 신상을 밭으로 옮기며 그녀의 다산 능력을 축하했다. 필라이의 사제들은 10일마다 한 번씩 축제를 열어 이시스 신상이 오시리스의 매장지라고 알려진 이웃 섬 비게섬을 방문했고, 사제들은 그를 위한 장례 의식을 수행했다. 신상은 로마의 통치 밖에 있던 누비아인들이 운영하던 필라이의 마지막 몇 세기 동안에도 남쪽의 이웃 신전들을 방문했다.
기독교는 서기 4세기와 5세기에 이집트를 포함한 로마 제국의 지배적인 종교가 되었다. 이집트 신전 숭배는 자금 부족과 기독교의 적대감의 복합적인 원인으로 인해 점진적으로 그리고 다양한 시기에 사라졌다. 누비아 숭배자들의 지원을 받던 필라이의 이시스 신전은 적어도 서기 5세기 중반까지 조직적인 사제단과 정기적인 축제를 가졌으며, 이는 이집트에서 마지막으로 완전히 기능하는 신전이 되었다.

#### 장례

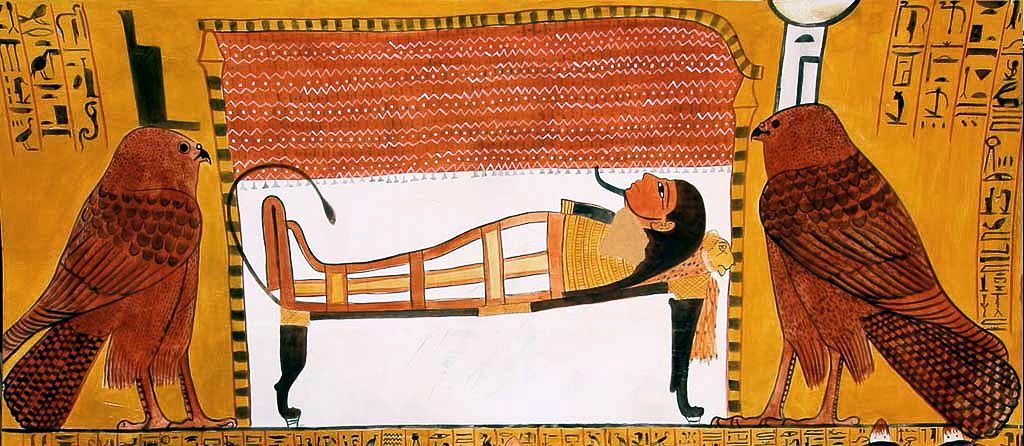
왼쪽의 이시스와 네프티스가 기원전 13세기의 미라 관대 근처에 솔개 모습으로 서 있다.

피라미드 텍스트의 많은 주문에서 이시스와 네프티스는 죽은 왕이 사후세계에 도달하도록 돕는다. 이집트 중왕국의 관구문에서는 이시스가 훨씬 더 자주 등장하지만, 이 문서들에서는 오시리스가 그녀보다 죽은 자를 되살리는 데 더 많이 기여한 것으로 언급된다. 사자의 서와 같은 신왕국 시대 문헌들은 이시스가 죽은 영혼들이 두아트의 위험에 직면할 때 그들을 보호한다고 묘사한다. 또한 이 문서들은 이시스가 영혼의 도덕적 의로움을 판단하기 위해 신성한 회의의 일원으로서 사후세계로 받아들이기 전에 나타나며, 그녀는 오시리스가 이 심판을 주관할 때 그 옆에 서 있는 모습으로 묘사된다.
]
이시스와 네프티스는 장례식에 참여했는데, 두 명의 애도하는 여인들은 아비도스 축제에서처럼 두 여신이 오시리스를 애도하듯이 망자를 애도했다. 이시스는 장례 용품에 자주 나타나거나 암시되었다. 예를 들어, 석관과 카노푸스의 단지에는 호루스의 아들들을 보호하는 네 여신 중 한 명으로, 무덤 예술에서는 죽은 자에게 활력을 주는 젖을 제공하는 모습으로, 그리고 이시스의 힘이 해로부터 그들을 보호하도록 미라에 자주 놓이는 티예트 부적에 나타났다. 후기 장례 문서들은 그녀가 오시리스를 애도하는 모습을 두드러지게 다루었으며, 그러한 문서 중 하나인 호흡의 서는 오시리스를 위해 그녀가 썼다고 한다. 누비아의 장례 종교에서 이시스는 남편보다 더 중요하게 여겨졌는데, 이는 그녀가 능동적인 파트너였던 반면 그는 사후세계에서 그를 지탱하기 위해 그녀가 바친 제물을 수동적으로 받았을 뿐이었기 때문이다.

#### 대중 숭배
많은 이집트 신들과는 달리, 이시스는 신왕국 시대 말기 이전에는 기도에서 거의 언급되지 않았거나,} 개인 이름에 불리지도 않았다. 후기 시대부터 그녀는 이러한 출처에서 가장 흔하게 언급되는 신들 중 하나가 되었으며, 종종 그녀의 친절한 성격과 도움을 청하는 자들에게 기꺼이 응답하는 의지를 언급한다. 기원전 1천년기 동안 이시스가 호루스에게 젖을 먹이는 수십만 개의 부적과 봉헌상이 제작되었고, 로마 시대 이집트에서는 작은 조각상이나 판화와 같은 가정 종교 예술에서 가장 흔하게 묘사되는 신들 중 하나였다.
이시스는 이집트 중왕국부터 마법 문서에서 두드러지게 나타났다. 호루스가 어린 시절 겪는 위험은 마법 치유 주문에서 빈번한 주제인데, 이시스가 그를 치유하려는 노력은 모든 환자를 치료하는 데까지 확장된다. 이러한 주문들 중 다수에서 이시스는 라에게 호루스를 돕도록 강요하는데, 아들이 치유되지 않으면 하늘을 가로지르는 태양의 움직임을 멈출 것이라고 선언한다. 다른 주문들은 임신한 여성들을 이시스와 동일시하여 그들이 성공적으로 출산하도록 보장했다.
이집트 마법은 이집트에 기독교가 확립되면서 기독교 개념을 통합하기 시작했지만, 이집트와 그리스 신들은 그들의 신전 숭배가 중단된 후에도 오랫동안 주문에 계속 등장했다. 서기 6, 7, 8세기로 추정되는 주문들은 기독교 인물들과 함께 이시스의 이름을 언급한다.

## 그리스-로마 세계에서

### 확산

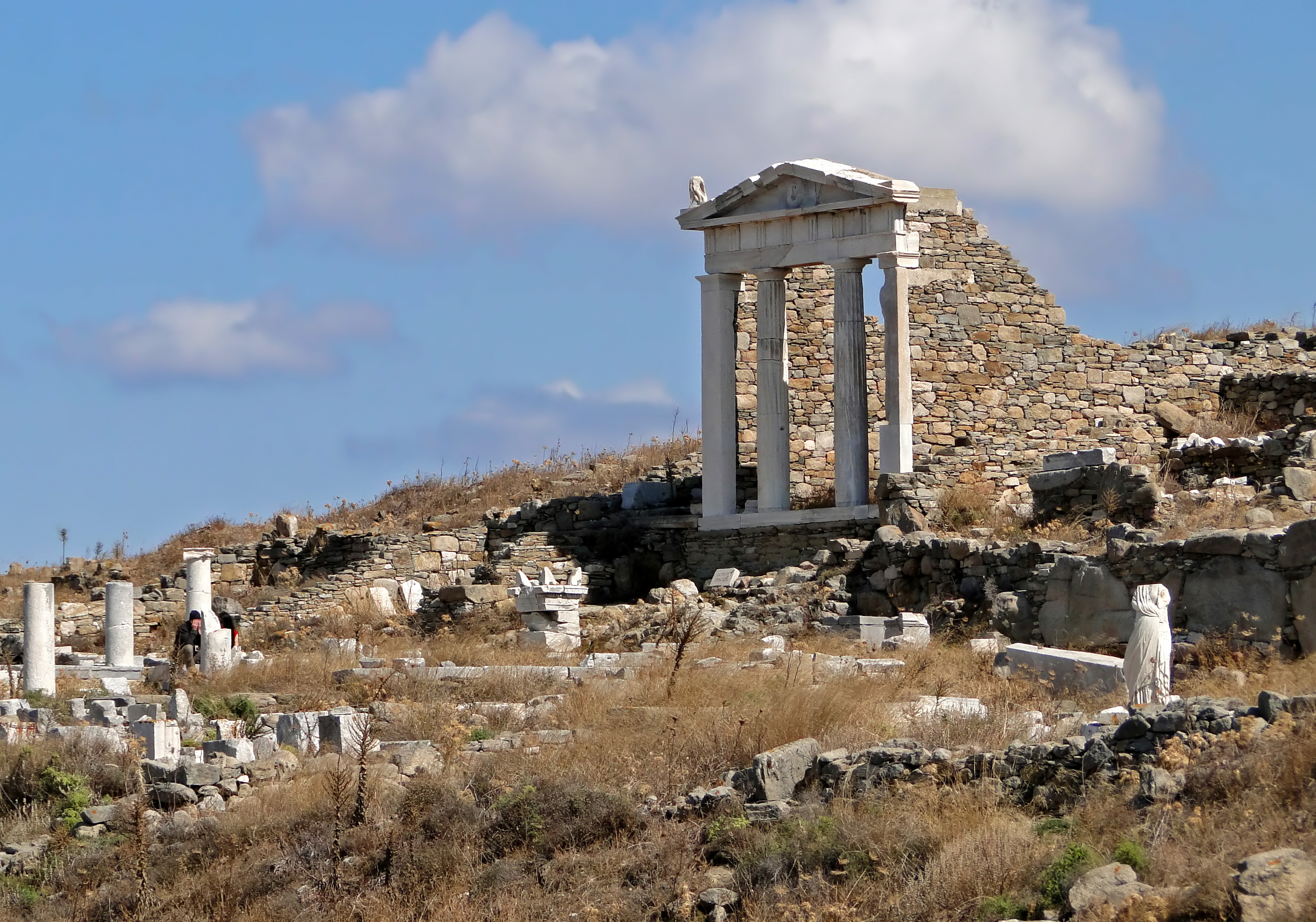
델로스섬에 있는 이시스 신전 유적

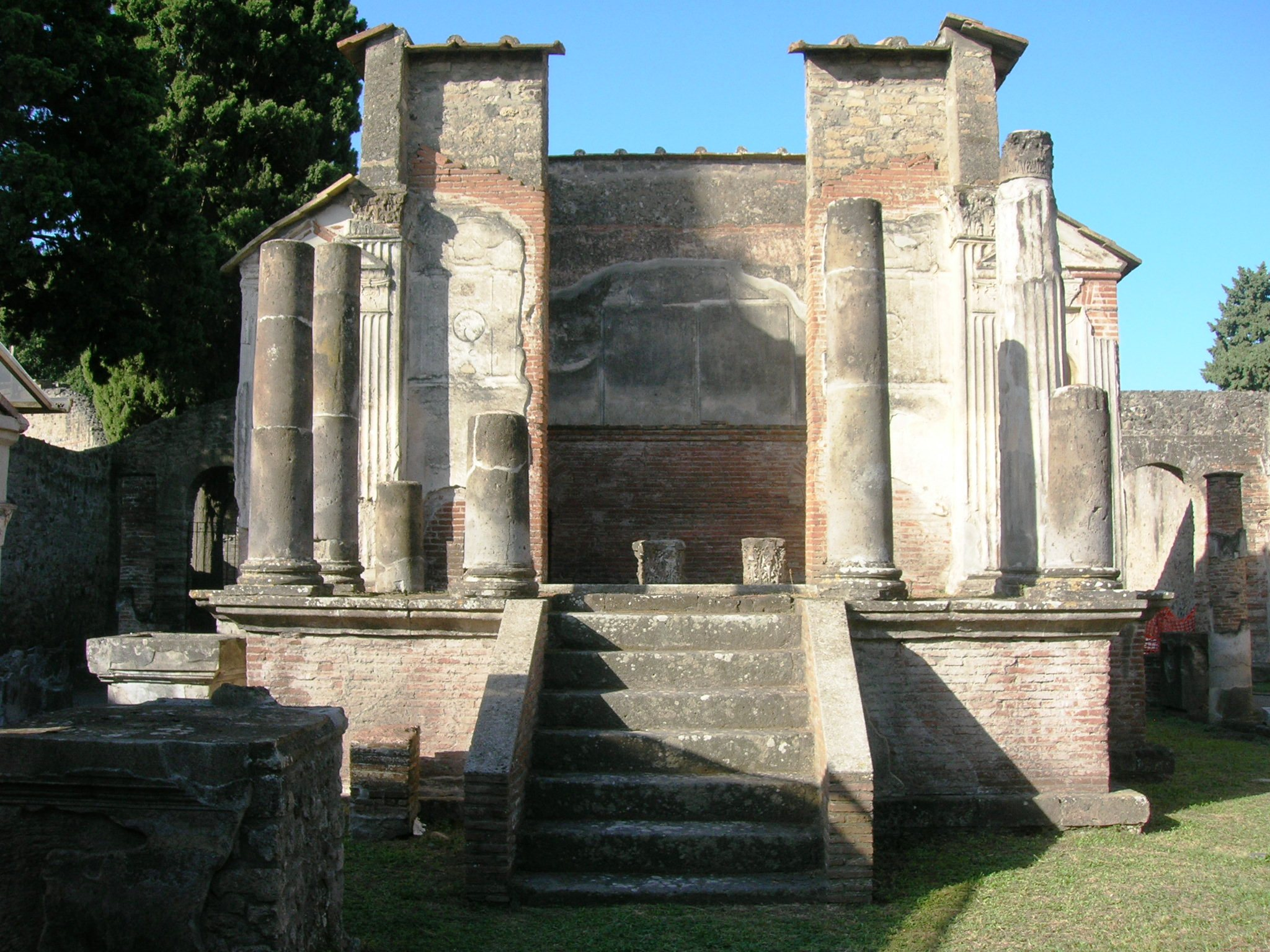
폼페이에 있는 이시스 신전

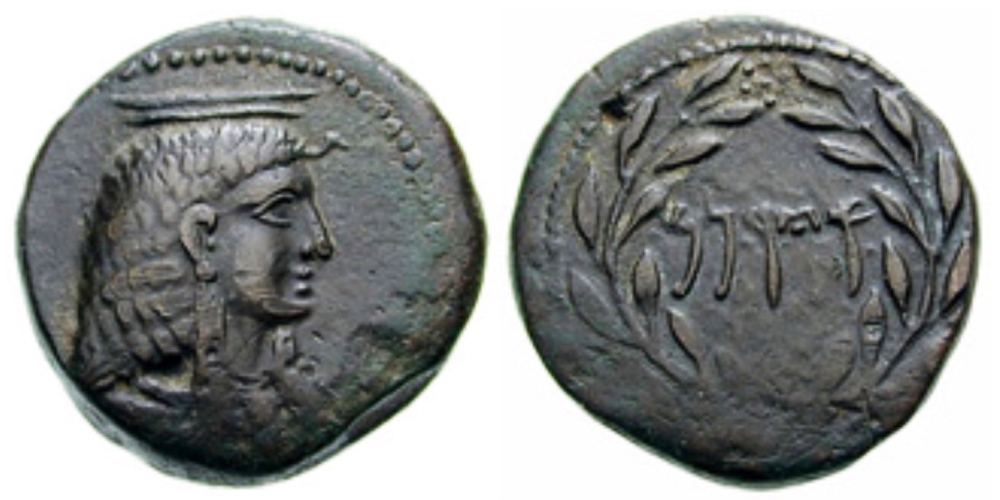
이시스의 초상화와 포에니 문구가 새겨진 코수라섬 청동 주화

고대 세계 전역에서는 특정 도시나 국가에 기반을 둔 숭배가 일반적이었으나, 기원전 1천년기 중후반부터는 다른 문화권과의 접촉이 증가하면서 일부 숭배가 더 넓게 퍼지기 시작했다. 그리스인들은 적어도 고졸기 그리스 (기원전 700년경~480년경)부터 이시스를 포함한 이집트 신들을 알고 있었으며, 그리스에 알려진 그녀의 첫 신전은 기원전 4세기 또는 그 이전에 아테네에 살던 이집트인들에 의해 지어졌다. 그 세기 후반 알렉산드로스 대왕의 정복으로 인해 지중해와 근동 지역에 프톨레마이오스 이집트를 포함한 헬레니즘 왕국들이 세워졌고, 그리스 종교와 비그리스 종교가 훨씬 더 밀접하게 접촉하게 되었다. 그 결과 문화 전파는 기원전 마지막 3세기 동안 많은 종교적 전통이 헬레니즘 세계 전역으로 퍼지게 했다. 새롭고 이동성이 있는 숭배는 다양한 문화권의 사람들에게 어필하기 위해 크게 변화했다. 이시스와 세라피스의 숭배도 이러한 방식으로 확장된 숭배 중 하나였다.
상인들과 다른 지중해 여행자들에 의해 퍼진 이시스와 세라피스 숭배는 기원전 4세기 말에 그리스 항구 도시에 정착되었고, 3세기와 2세기 동안 그리스와 소아시아 전역으로 확장되었다. 그리스 섬인 델로스섬은 두 신의 초기 숭배 중심지였으며, 무역 중심지로서의 지위는 이집트 숭배가 이탈리아로 확산되는 발판이 되었다. 이시스와 세라피스는 중동의 헬레니즘 왕국인 셀레우코스 제국에서도 이란 동쪽까지 흩어진 지역에서 숭배되었지만, 셀레우코스 왕조가 동부 영토를 파르티아 제국에 잃으면서 그 지역에서는 사라졌다.
그리스인들은 이집트 종교를 이국적이고 때로는 기이하지만, 고대의 지혜로 가득하다고 여겼다. 지중해 동부 지역에서 온 다른 종교들처럼, 이시스 숭배도 그 이국적인 기원을 활용하여 그리스인과 로마인들을 끌어들였지만, 그리스에 도달한 후에는 크게 헬레니즘화되었다.
이시스 숭배는 기원전 2세기 어느 시점에 이탈리아와 로마의 영향권에 도달했다. 이는 기원전 마지막 세기 동안 로마 공화국의 영토가 확장되면서 로마에 도입된 많은 숭배들 중 하나였다. 공화국 당국은 로마의 확장으로 인한 문화적 변화 속에서 로마 문화 정체성을 정의하는 방법으로 어떤 숭배가 수용될 수 있고 어떤 숭배가 그렇지 않은지를 규정하려고 노력했다. 이시스의 경우, 기원전 1세기 초에 개인들에 의해 도시의 중심부인 캄피돌리오 언덕에 그녀를 위한 신사와 제단이 세워졌다. 로마 당국의 통제로부터 그녀의 숭배가 독립적이라는 점은 그들에게 잠재적으로 불안감을 주었다. 기원전 50년대와 40년대에 로마 공화국의 위기로 인해 많은 로마인들이 신들 간의 평화가 교란되고 있다고 두려워하자, 로마 원로원은 이 신사들을 파괴했지만, 이시스를 도시에서 완전히 금지하지는 않았다.
이집트 숭배는 악티움 해전 (기원전 32년~30년) 동안 황제 아우구스투스이자 옥타비아누스가 클레오파트라 7세 통치하의 이집트와 싸울 때 더욱 적대감에 직면했다. 옥타비아누스의 승리 후, 그는 도시의 가장 안쪽 신성한 경계인 포메리움 내의 이시스와 세라피스 신사를 금지했지만, 포메리움 밖의 도시 지역에서는 허용하여, 이집트 신들을 비로마적이지만 로마에 수용 가능한 것으로 표시했다. 티베리우스 (서기 14년~37년) 통치 기간에 일시적으로 로마에서 추방되었음에도 불구하고, 이집트 종교는 점차 로마 종교 풍경의 수용된 부분이 되었다. 1세기 후반의 플라비우스 왕조 황제들은 세라피스와 이시스를 유피테르와 미네르바와 같은 전통적인 로마 신들과 거의 같은 방식으로 자신들의 통치의 수호자로 다루었다. 로마 문화에 통합되면서도 이시스 숭배는 그 이집트적 배경을 강조하는 새로운 특징들을 발전시켰다.
이 종교들은 초기 제국 시대 지중해 연안을 따라 로마의 서부 속주로도 확장되었다. 서기 2세기 후반과 3세기 초에 절정에 달했을 때, 이시스와 세라피스는 서부 제국 대부분의 도시에서 숭배되었지만, 시골 지역에서는 거의 존재하지 않았다. 그들의 신전은 아라비아와 시리아 속주의 페트라와 팔미라에서부터 스페인의 이탈리카와 브리타니아의 론디니움에 이르기까지 발견되었다. 이때쯤 그들은 로마 본토의 신들과 비슷한 위치에 있었다.

### 역할

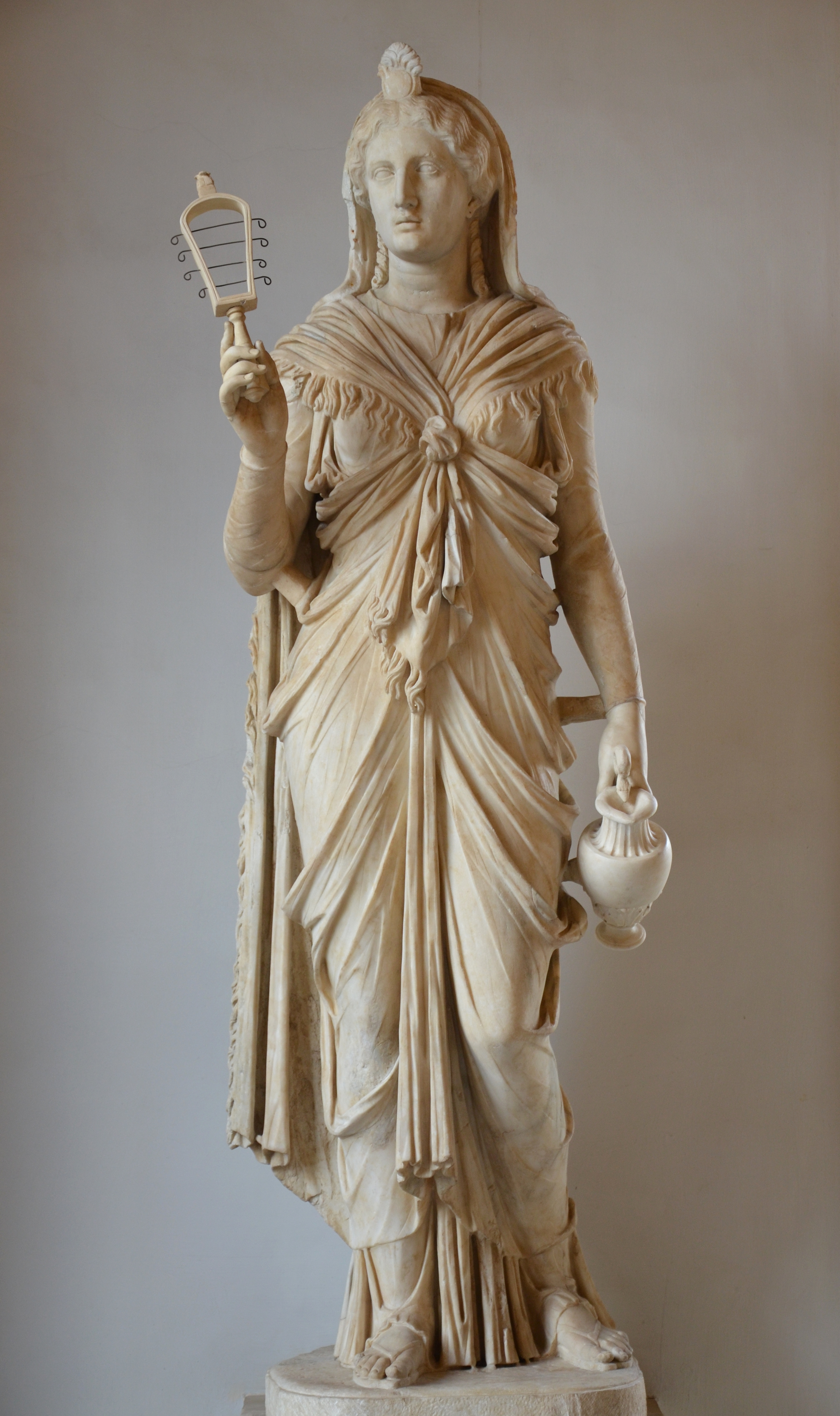
서기 1세기 또는 2세기 로마의 이시스 조각상. 그녀는 시스트룸과 물을 담는 투수기를 들고 있지만, 이러한 속성들은 17세기 재건축 과정에서 추가되었다.

이시스 숭배는 다른 그리스-로마 세계의 숭배들과 마찬가지로 확고한 교리가 없었으며, 그 신앙과 관습은 지역에 따라 넓게 퍼지고 시간이 지남에 따라 발전하면서도 느슨하게 유사성을 유지했을 수 있다. 이시스를 칭송하는 그리스 아레탈로기아는 이러한 신앙에 대한 많은 정보를 제공한다. 이 아레탈로기아의 일부는 필라이의 후기 이집트 찬송가들과 밀접하게 유사하지만, 다른 요소들은 완전히 그리스적이다. 다른 정보는 플루타르코스 (서기 46년경~120년)의 저서 『이시스와 오시리스에 관하여』에서 오는데, 이 책은 이집트 신들을 그의 중간 플라톤주의 철학에 기반하여 해석한다. 또한 이시스 숭배를 언급하는 여러 그리스 및 라틴 문학 작품, 특히 아풀레이우스 (서기 125년경~180년)의 소설 『변신』 또는 황금 당나귀에서 중요한 정보가 나온다. 이 소설은 주인공이 여신의 환영을 보고 그녀의 신도가 되는 것으로 끝난다.
이시스의 역할을 오시리스 신화에서 아내이자 어머니로 상세히 설명하면서, 아레탈로기아는 그녀를 결혼과 부모직의 발명가라고 부른다. 그녀는 출산 중 여성을 보호하는 데, 그리고 에페수스 이야기와 같은 고대 그리스 소설에서는 그들의 순결을 보호하는 데 불렸다. 일부 고대 문서들은 그녀를 일반적으로 여성의 수호자로 불렀다. 그녀의 숭배는 이시스의 힘과 권위가 선례가 되어 여성의 자율성을 제한적으로 증진시키는 역할을 했을 수 있지만, 신화에서는 그녀가 남편과 아들에게 헌신적이었고 그들로부터 완전히 독립적이지는 않았다. 아레탈로기아는 여성의 독립성에 대해 모호한 태도를 보여준다. 하나는 이시스가 여성을 남성과 동등하게 만들었다고 말하는 반면, 다른 하나는 그녀가 여성을 남편에게 종속시켰다고 말한다.
이시스는 종종 세라피스의 태양적 특성과 병행하여 달의 여신으로 특징지어졌다. 그녀는 또한 더 일반적으로 우주적 여신으로 여겨졌다. 다양한 문헌들은 그녀가 태양, 달, 별의 행동을 조직하고, 시간과 계절을 다스려 결국 지구의 비옥함을 보장했다고 주장한다. 이 문헌들은 또한 그녀가 농업을 발명하고, 법률을 제정하고, 인간 사회의 다른 요소들을 고안하거나 촉진했다고 인정한다. 이 아이디어는 데메테르를 포함한 다양한 그리스 신들과 문화영웅이 문명을 확립하는 역할에 대한 고대 그리스 전통에서 파생되었다.
그녀는 또한 바다와 항구를 감독했다. 선원들은 항해의 안전과 행운을 보장해 달라고 그녀에게 비문을 남겼다. 이 역할에서 그녀는 "바다의 이시스"를 뜻하는 이시스 펠라기아 또는 돛을 의미하거나 알렉산드리아의 등대가 있는 파로스 섬을 의미하는 이시스 파리아라고 불렸다. 헬레니즘 시대에 등장한 이 이시스의 형태는 이시스가 배에 있는 이집트 이미지와 아프로디테와 같이 항해를 보호하는 그리스 신들에게서 영감을 받았을 수 있다. 이시스 펠라기아는 로마에서 추가적인 중요성을 얻었다. 로마의 식량 공급은 속주에서 오는 곡물 선적, 특히 이집트에 의존했다. 따라서 이시스는 비옥한 수확을 보장하고 그 결과로 얻은 식량을 바다 건너로 운반하는 배들을 보호했으며, 이는 결국 제국 전체의 복지를 보장했다. 국가에 대한 그녀의 보호는 로마 군대로 확장된다고 일컬어졌으며, 프톨레마이오스 이집트에서 그랬듯이, 그녀는 때때로 "정복되지 않은 이시스"를 뜻하는 이시스 인빅타라고 불렸다. 그녀의 역할이 너무 많아서 그녀는 "셀 수 없는 이름을 가진 자"를 뜻하는 미리온뉘모스(myrionymos)와 "모든 여신"을 뜻하는 판테아(panthea)라고 불리게 되었다.
플루타르코스와 후대 철학자 프로클로스 모두 이시스와 혼동했던 이집트 여신 네이트의 베일 씌워진 조각상을 언급하며, 이는 그녀의 보편성과 수수께끼 같은 지혜의 예시라고 했다. 이 조각상에는 "나는 있었던 것, 있는 것, 있을 모든 것이며, 어떤 필멸자도 나의 옷자락을 들어 올린 적이 없다"는 문구가 새겨져 있었다.
이시스는 또한 추종자들에게 사후세계에서 이득을 준다고도 했는데, 이는 그리스와 로마 종교에서는 그다지 강조되지 않았다. 『황금 당나귀』와 이시스 숭배자들이 남긴 비문들은 그녀의 추종자들 중 많은 이들이 그들의 헌신에 대한 대가로 더 나은 사후세계를 보장받을 것이라고 생각했음을 시사한다. 그들은 이 사후세계를 일관성 없이 특징지었다. 일부는 오시리스의 활력을 주는 물로부터 이득을 얻을 것이라고 말했고, 다른 이들은 그리스 전통의 행복의 섬으로 항해할 것을 기대했다.
이집트에서처럼 이시스는 운명에 대한 힘을 가졌다고 일컬어졌는데, 이는 전통적인 그리스 종교에서는 신들조차 거역할 수 없는 힘이었다. 발렌티노 가스파리니는 운명에 대한 이러한 통제가 이시스의 다양한 특성들을 하나로 묶는다고 말한다. 그녀는 우주를 다스리면서도 사람들의 비교적 사소한 불행을 덜어주며, 그녀의 영향력은 "개별적이면서 동시에 보편적인" 죽음의 영역까지 확장된다.

### 다른 신들과의 관계

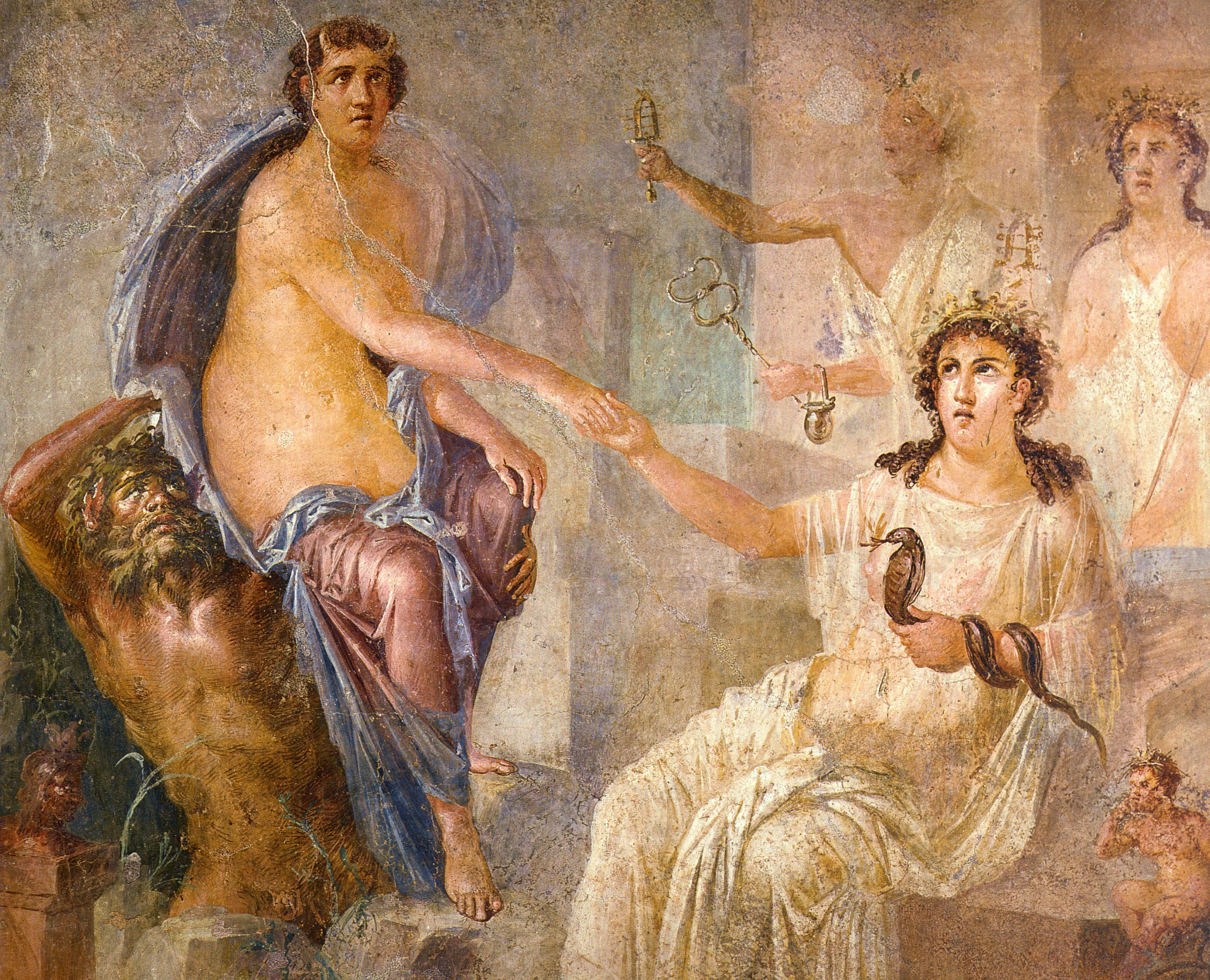
폼페이의 프레스코화에서 이오를 이집트로 맞이하는 이시스, 서기 1세기

헬레니즘 시대와 로마 시대에 이집트 밖에서 12개 이상의 이집트 신들이 일련의 상호 연관된 숭배에서 숭배되었지만, 많은 신들은 비교적 미미했다. 이들 신들 중 가장 중요한 세라피스는 이시스와 밀접하게 연결되어 종종 예술에서 함께 나타났지만, 오시리스는 그녀의 신화의 중심에 남아 있었고 그녀의 의식에서 두드러졌다. 이시스와 세라피스 신전은 때때로 나란히 서 있었지만, 단일 신전이 두 신 모두에게 헌정되는 경우는 드물었다. 그리스의 불멸의 신들과 달리 죽은 신이었던 오시리스는 그리스인들에게는 이상하게 여겨졌고 헬레니즘 시대 이집트 숭배에서는 미미한 역할만을 했다. 로마 시대에 그는 디오니소스처럼 즐거운 사후세계를 상징하게 되었고, 이시스 숭배는 그에게 점점 더 초점을 맞추었다. 종종 하포크라테스라는 이름으로 불린 호루스도 이시스 신전에 오시리스 또는 세라피스의 아들로 나타났다. 그는 아폴론과 같은 그리스 신들의 특성을 흡수하여 태양과 작물의 신으로 섬겨졌다. 이 집단의 또 다른 구성원은 아누비스였는데, 그는 헬레니즘화된 형태인 헤르마누비스에서 그리스 신 헤르메스와 연결되었다. 이시스는 또한 이집트 글쓰기와 지식의 신인 토트로부터 지혜를 배웠거나 심지어 그의 딸이라고도 일컬어졌는데, 토트는 그리스-로마 세계에서 헤르메스 트리스메기스투스로 알려졌다.
이시스는 또한 그리스 및 로마 신들, 그리고 다른 문화권의 신들과도 광범위하게 연결되어 있었다. 그녀는 그리스 신화에 완전히 통합되지는 않았지만, 데메테르, 아프로디테, 또는 암소로 변해 여신 헤라에게 그리스에서 이집트까지 쫓겨난 인간 여성 이오를 포함한 다양한 그리스 신화적 인물들과 때때로 동일시되었다. 데메테르 숭배는 이시스 숭배가 그리스에 도달한 후 특히 중요한 영향을 미쳤다. 이시스의 여성과의 관계는 그녀가 자주 아르테미스와 동일시된 것의 영향을 받았는데, 아르테미스는 처녀 여신이자 다산을 촉진하는 이중 역할을 했다. 이시스의 운명에 대한 힘 때문에 그녀는 그리스와 로마의 운명 의인화인 티케와 포르투나와 연결되었다. 기원전 2천년기 페니키아의 비블로스에서는 하토르가 지역 여신 바알라트 게발의 형태로 숭배되었다. 이시스는 기원전 1천년기 동안 점차 그곳에서 하토르를 대체했고 그 지역의 또 다른 여신인 아스타르테와 동화되었다. 중앙 유럽의 노리쿰에서는 이시스가 지역 수호신 노레이아와 동화되었고, 페트라에서는 아랍 여신 알-우자와 연결되었을 수 있다. 로마 작가 타키투스는 수에비족, 즉 제국 밖에 살던 게르만족,이 이시스를 숭배했다고 말했지만, 그는 이시스처럼 배로 상징되는 게르만족 여신을 이시스로 오인했을 수 있다.
많은 아레탈로기아는 이시스와 연결된 여신들의 긴 목록을 포함한다. 이 문헌들은 그들이 나열한 모든 신들을 그녀의 형태로 다루며, 이는 저자들의 눈에 그녀가 총신주의적 존재, 즉 전체 문명 세계를 위한 유일한 여신이었음을 시사한다. 로마 종교 세계에서 많은 신들은 이러한 종교 문서에서 "유일한" 또는 "독특한" 것으로 언급되었다. 동시에 헬레니즘 철학자들은 우주의 통일적이고 추상적인 원리를 신성한 것으로 자주 보았다. 그들 중 많은 이들이 플루타르코스가 이시스와 오시리스에 대해 했던 것처럼, 자신들의 최고 존재 개념에 맞게 전통 종교를 재해석했다. 『황금 당나귀』에서 이시스는 "나의 한 인격이 모든 남신과 여신의 측면을 드러내며" "다양한 형태로, 다양한 의례로, 수많은 이름으로 전 세계에서 숭배된다"고 말하지만, 이집트인과 누비아인들은 그녀의 진정한 이름인 이시스를 사용한다고 말한다. 그러나 그녀가 다양한 지중해 민족들이 그녀를 숭배하는 형태를 나열할 때, 그녀는 여성 신들만을 언급한다. 그리스-로마 신들은 성별에 따라 확고하게 구분되어 있어 이시스가 진정으로 얼마나 보편적일 수 있는지를 제한했다. 한 아레탈로기아는 이 문제를 피하기 위해, 많은 남신들을 포괄한다고 종종 일컬어졌던 이시스와 세라피스를 두 "독특한" 신으로 부른다. 비슷하게, 플루타르코스와 아풀레이우스 모두 이시스의 중요성을 궁극적으로 오시리스에게 종속되는 것으로 다루며 제한한다. 그녀가 독특하다는 주장은 정밀한 신학적 진술이라기보다는 그녀의 위대함을 강조하기 위한 것이었다.

### 도상학
이집트 밖에서 만들어진 이시스 이미지는 헬레니즘 양식이었고, 헬레니즘 및 로마 시대에 이집트에서 만들어진 그녀의 이미지들과 유사했다. 그녀가 지닌 속성들은 매우 다양했다. 그녀는 때때로 하토르의 소뿔 머리 장식을 착용했지만, 그리스인과 로마인들은 그 크기를 줄였고 종종 초승달로 해석했다. 그녀는 또한 잎, 꽃 또는 곡물 이삭을 포함하는 머리 장식을 착용할 수 있었다. 다른 흔한 특징으로는 코르크 스크루 모양의 머리카락과 가슴 위로 크게 매듭진 정교한 망토가 있었는데, 이는 평범한 이집트 의류에서 유래했지만 이집트 밖에서는 여신의 상징으로 취급되었다. 그녀의 손에는 우라에우스 또는 시스트룸을 들 수 있었는데, 둘 다 이집트 도상학에서 가져온 것이었다. 또는 시툴라, 즉 이시스 숭배에서 행해진 물이나 젖의 전례에 사용된 용기를 들고 있었다.
이시스-포르투나 또는 이시스-티케로서 그녀는 오른손에 운명의 통제를 상징하는 키를, 왼손에는 풍요를 상징하는 코르누코피아를 들고 있었다. 이시스 파리아로서 그녀는 돛처럼 뒤로 펄럭이는 망토를 입었고, 이시스 락탄스(젖을 먹이는 이시스)로서 하포크라테스에게 젖을 먹였다. 때때로 그녀는 천구에 발을 얹고 있는 모습으로 묘사되었는데, 이는 우주에 대한 그녀의 통제를 나타낸다. 다양한 이미지는 그녀의 다양한 역할에서 비롯되었다. 로버트 스티븐 비앙키는 "이시스는 누구에게나 무엇이든 될 수 있었고, 상상할 수 있는 어떤 방식으로든 표현될 수 있었다"고 말한다.

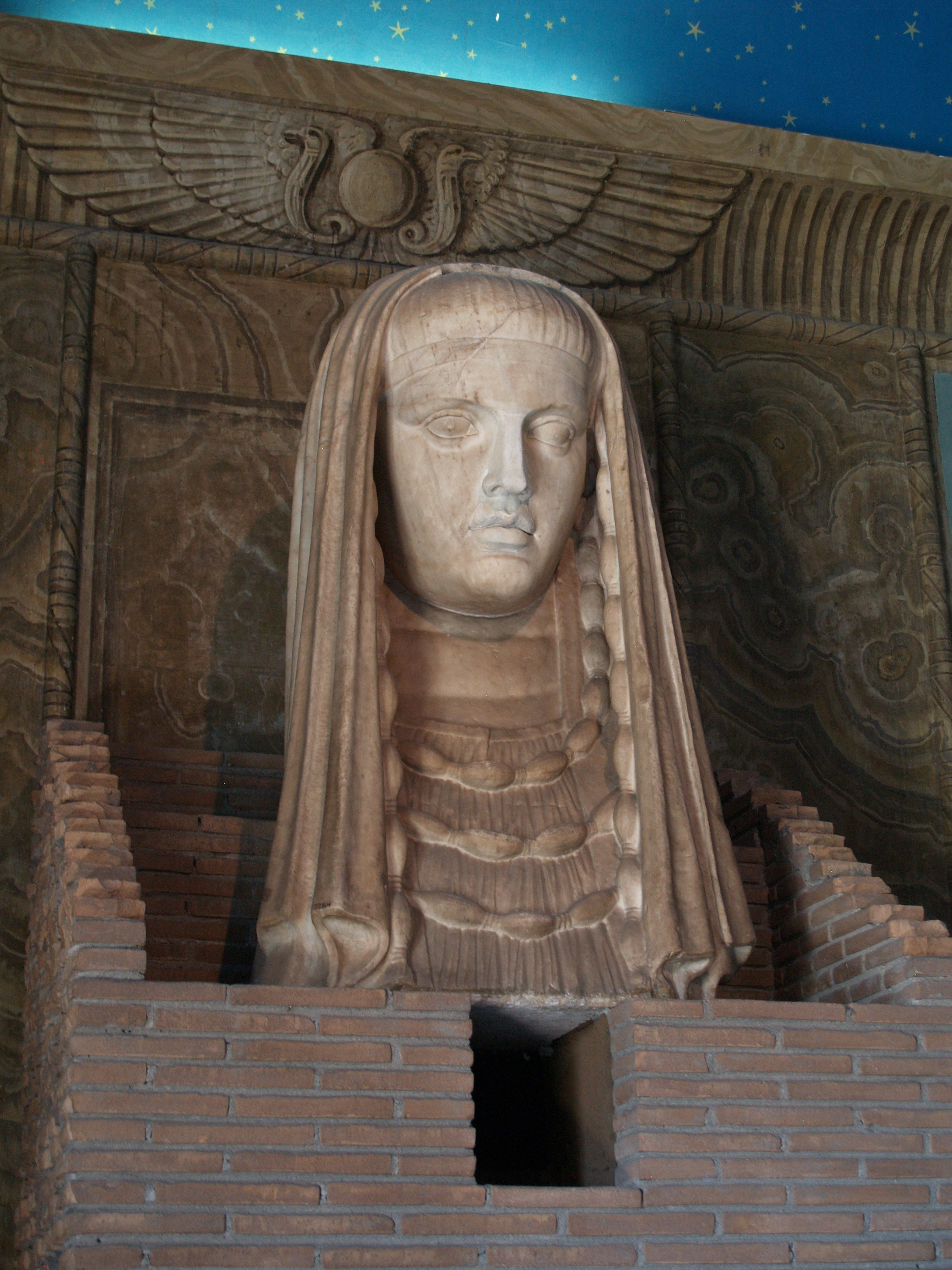
빌라 아드리아나의 이시스-소티스-데메테르 흉상, 서기 2세기
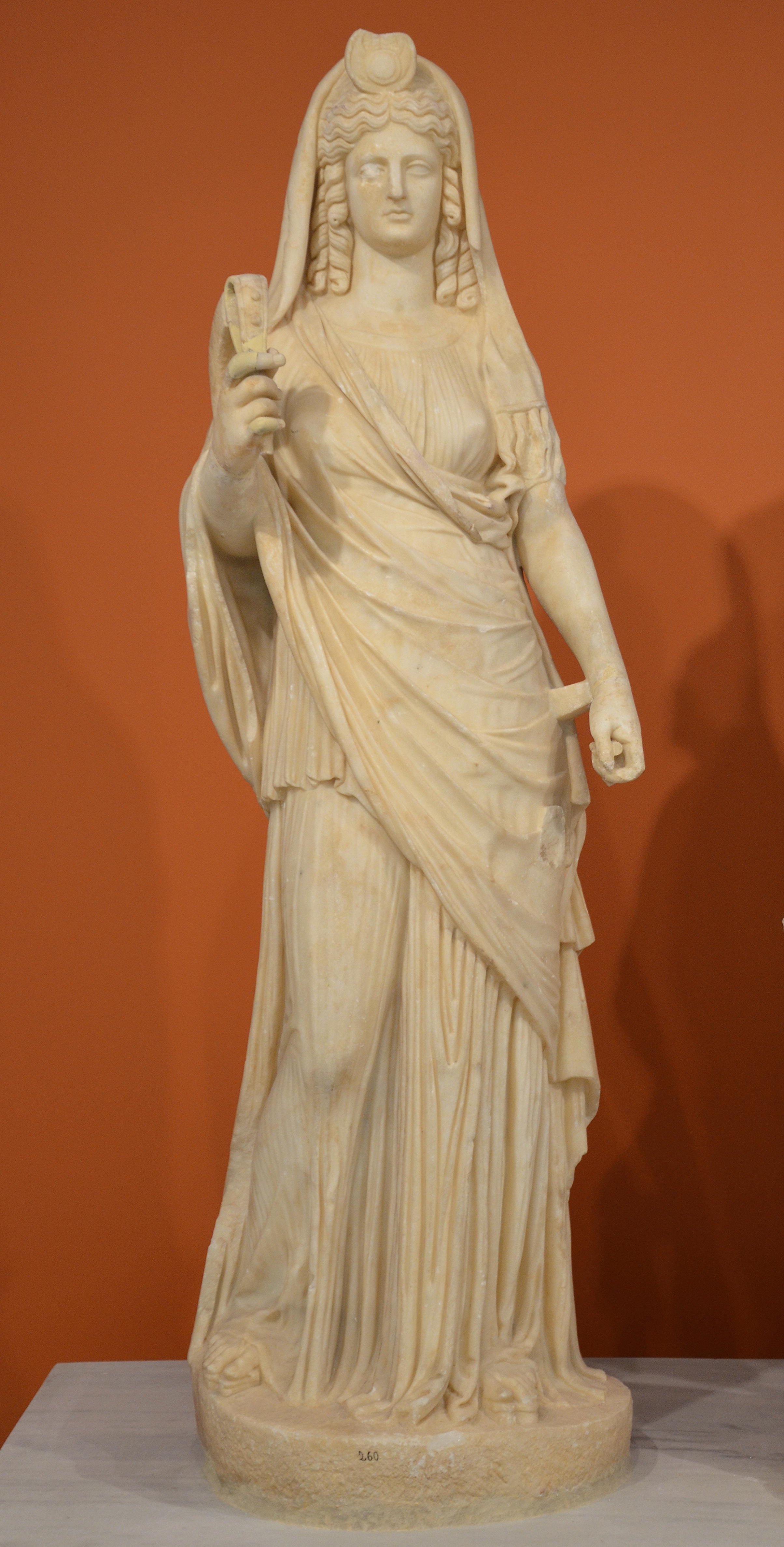
코르크 스크루 모양의 머리카락과 시스트룸을 든 이시스-페르세포네 조각상, 고르티나, 서기 2세기
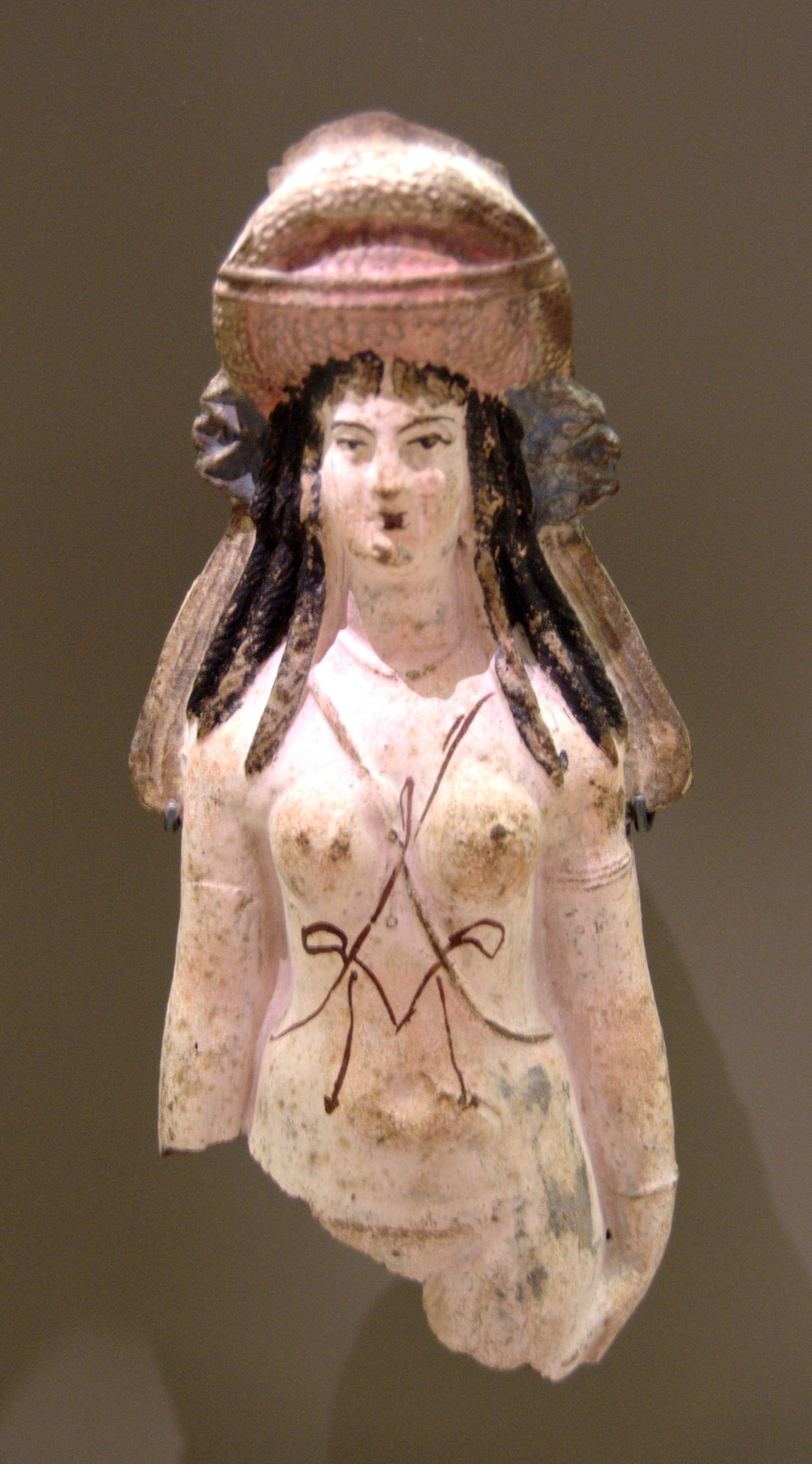
이시스-아프로디테, 폴리크롬 테라코타, 알렉산드리아, 서기 1세기
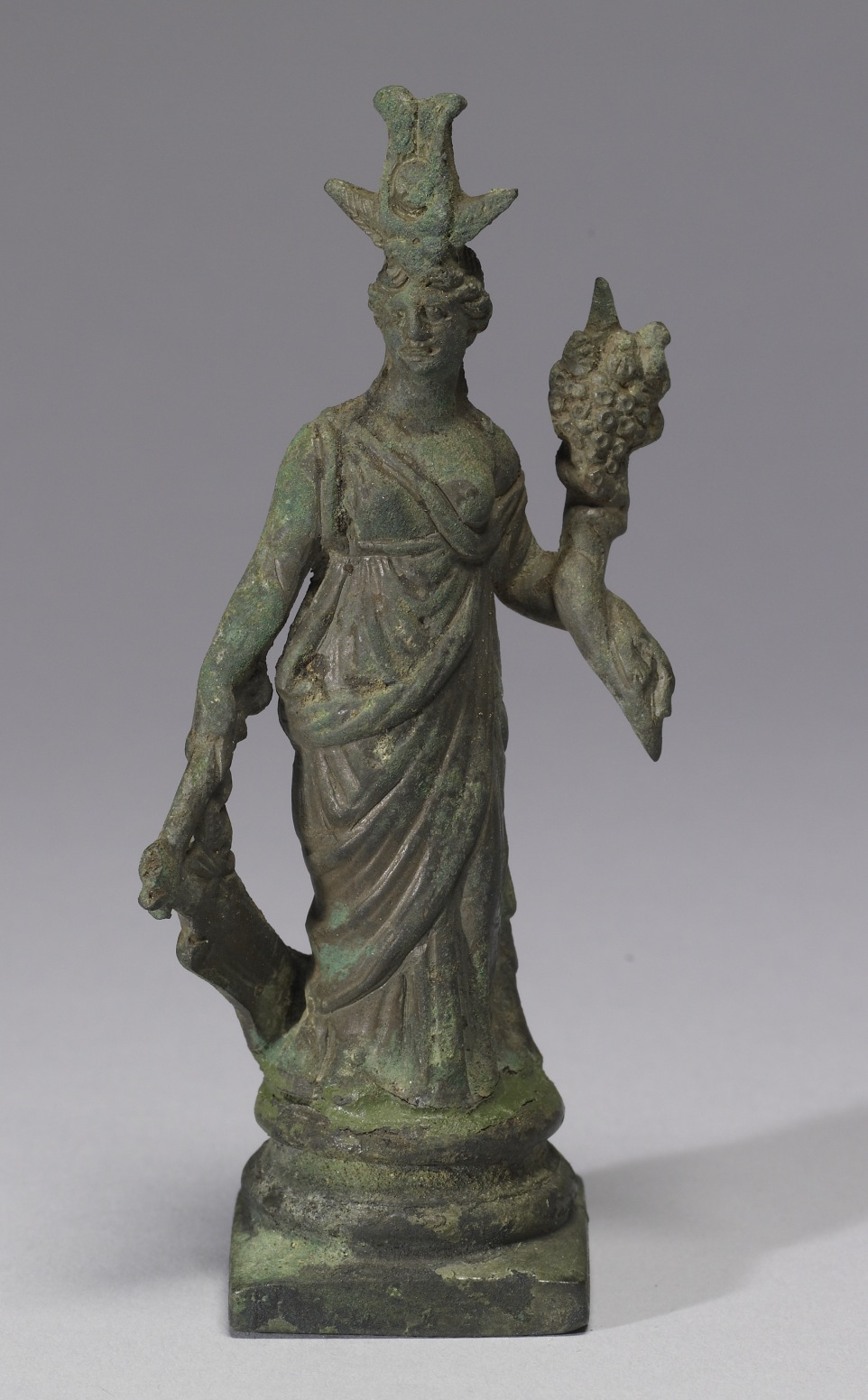
코르누코피아와 키를 든 이시스-포르투나 청동 조각상, 서기 1세기
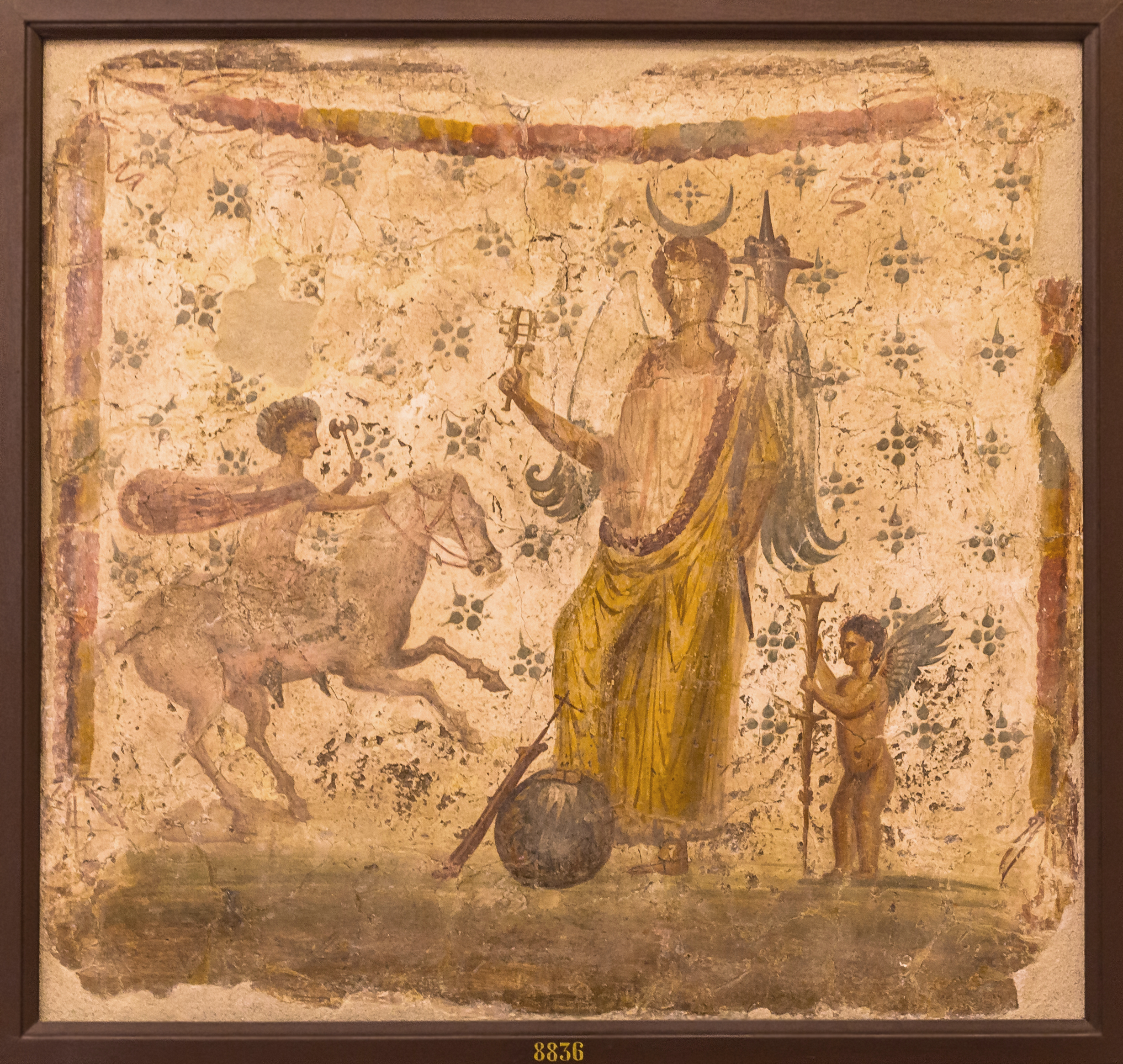
초승달 머리 장식을 하고 천구에 발을 얹고 있는 이시스의 프레스코화, 서기 1세기
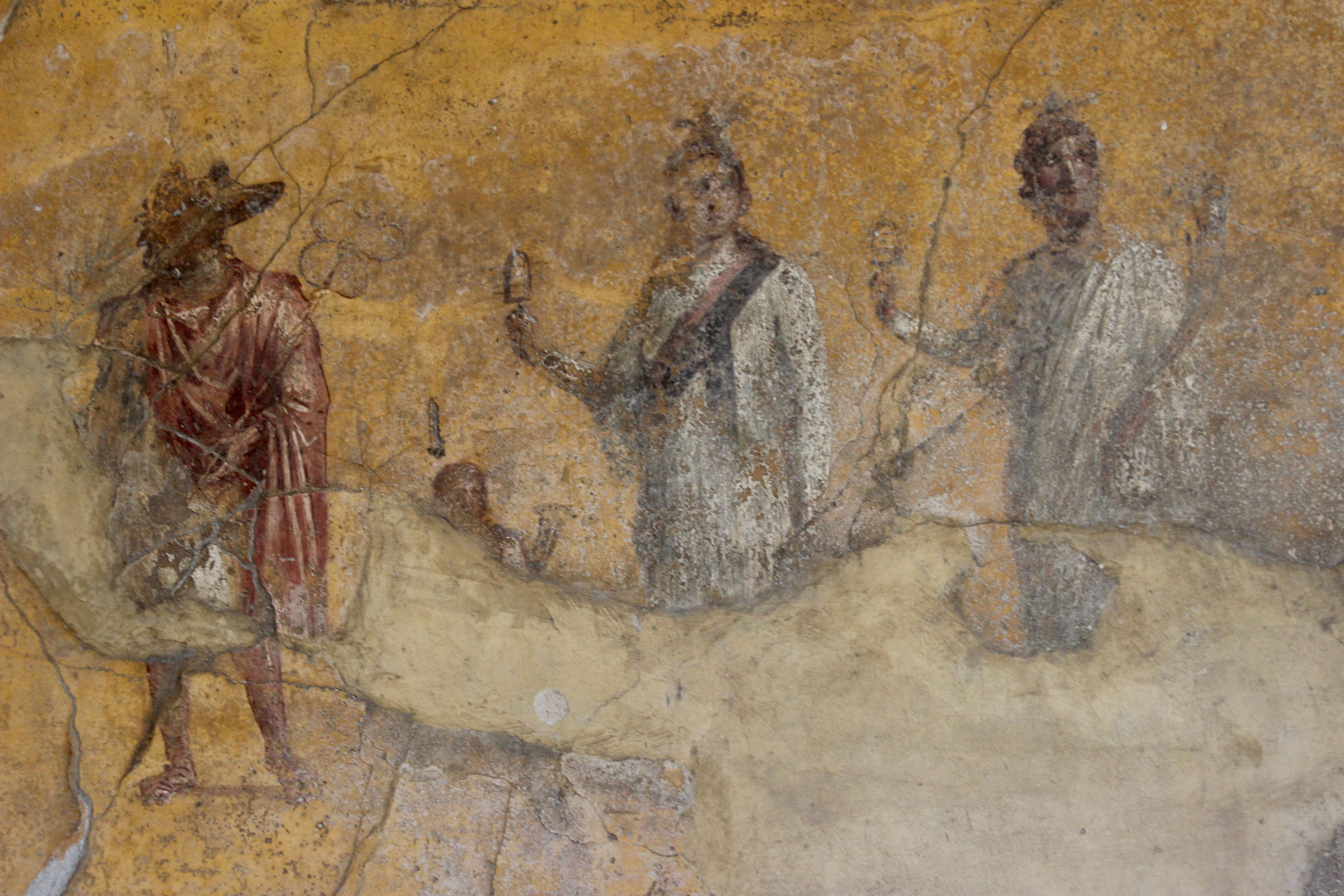
아누비스, 하포크라테스, 이시스, 세라피스, 폼페이 프레스코화

### 숭배

#### 추종자들과 사제들
당시 대부분의 숭배와 마찬가지로 이시스 숭배는 신도들에게 이시스만을 배타적으로 숭배하도록 요구하지 않았으며, 그들의 헌신 수준은 아마도 크게 달랐을 것이다. 이시스 신도들 중 일부는 다양한 숭배에서 사제로 봉사했으며, 여러 신들에게 헌정된 여러 입문 의식을 거쳤다. 그럼에도 불구하고 많은 이들이 그녀에 대한 강한 헌신을 강조했으며, 일부는 그녀를 삶의 중심으로 여겼다. 그들은 그리스-로마 세계에서 자신들을 "유대인" 또는 "기독교인"과 느슨하게 동등한 구별되는 이름으로 불렀던 몇 안 되는 종교 집단 중 하나였으며, 이는 그들이 종교적 소속으로 자신을 정의했음을 나타낼 수 있다. 그러나 "이시아쿠스" 또는 "이시아크"라는 단어는 거의 사용되지 않았다.
이시아크는 로마 제국 인구의 아주 작은 비율을 차지했지만, 노예와 자유민부터 고위 관리와 황실 구성원에 이르기까지 모든 사회 계층에서 나왔다. 고대 기록에 따르면 이시스는 낮은 사회 계층에서 인기가 있었으며, 이는 계층 간의 투쟁으로 인해 로마 공화국 당국이 그녀의 숭배를 의심스럽게 여겼을 가능성이 있는 이유를 제공한다. 이시스 숭배에는 대부분의 그리스-로마 숭배보다 여성이 더 많이 참여했으며, 제국 시대에는 여성들이 남성 사제들과 동일한 직위에서 사제로 봉사할 수 있었다. 비문으로 알려진 이시아크 중 여성은 절반에도 훨씬 못 미치며, 고위 사제들 중에서도 거의 기록되지 않지만, 로마 비문에서 여성이 과소평가되어 있기 때문에 그들의 참여는 기록된 것보다 더 많았을 수 있다. 여러 로마 작가들은 이시스 숭배가 여성들 사이의 문란을 조장한다고 비난했다. 하이메 알바르는 이 숭배가 여성들에게 남편의 통제 밖에서 행동할 수 있는 장소를 제공했기 때문에 남성들의 의심을 끌었을 뿐이라고 제안한다.
이시스 사제들은 의례적 순수성에 대한 이집트 사제단의 요구 사항에서 따온 독특한 면도한 머리와 흰색 리넨 옷으로 알려져 있었다. 이시스 신전은 여러 계급의 사제들과 다양한 숭배 협회, 그리고 평신도 신도들을 위한 전문적인 임무를 포함할 수 있었다. 여러 신전을 감독하는 위계 조직에 대한 증거는 없으며, 각 신전은 서로 독립적으로 기능했을 가능성이 높다.

#### 신전과 일일 의식

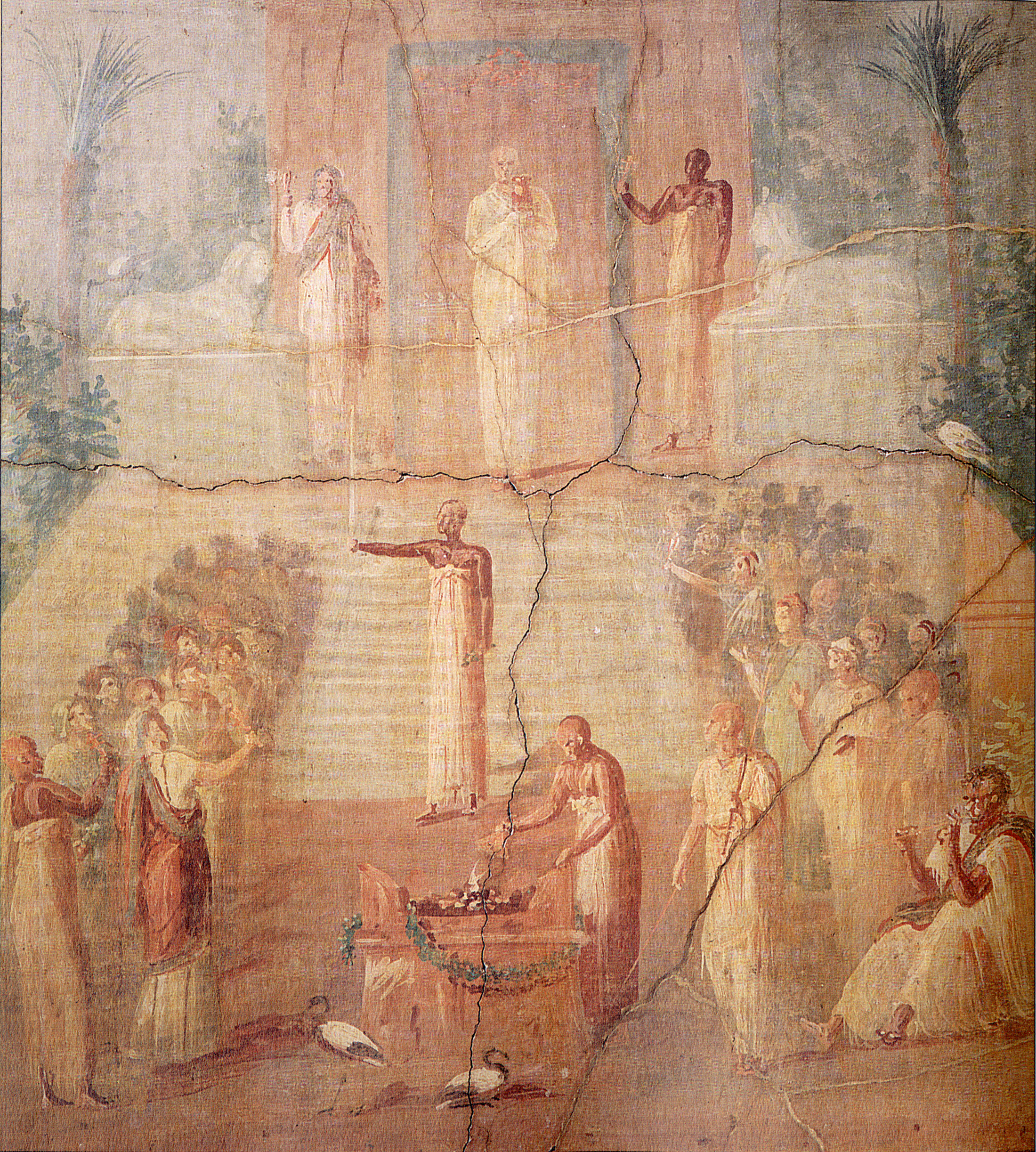
서기 1세기 이시아크 모임의 프레스코화. 한 사제는 불을 돌보고 다른 사제는 스핑크스가 양쪽에 있는 신전 문에서 성수 그릇을 들고 있다.

페르가몬의 레드 바실리카, 폼페이 이시스 신전, 로마의 캄피돌리오 이세움과 같이 이집트 밖의 이집트 신들에게 바쳐진 신전들은 대부분 그리스-로마 양식으로 지어졌지만, 이집트 신전들처럼 벽으로 둘러싸인 넓은 안뜰로 둘러싸여 있었다. 이 신전들은 이집트에서 수입된 고대 유물을 포함하여 이집트풍 예술품으로 장식되었다. 그들의 배치는 전통적인 로마 신전보다 더 정교했으며, 사제들을 수용하고 다양한 의례 기능을 위한 방들과 격리된 성소에 여신의 우상을 포함했다. 이집트의 우상과는 달리, 이시스의 헬레니즘 및 로마 시대 조각상들은 실물 크기 이상이었다. 매일의 의식은 여전히 매일 아침 조각상에 정교한 옷을 입히고 전례를 바치는 것을 포함했지만, 이집트 전통과 달리 사제들은 이시스의 일반 신도들이 아침 의식 동안 우상을 보고 직접 기도하며 찬송가를 부를 수 있도록 허용했다.
이 신전들에서 숭배의 또 다른 대상은 물이었는데, 이는 나일강의 물을 상징하는 것으로 취급되었다. 헬레니즘 시대에 지어진 이시스 신전들은 종종 이 성스러운 물을 저장하는 지하 저장고를 포함하고 있었고, 나일강 홍수를 모방하여 수위를 높이고 낮추었다. 많은 로마 신전들은 대신 오시리스의 우상이나 현현으로 숭배되는 물이 담긴 투수기를 사용했다.

#### 개인 숭배
로마의 라라리움, 즉 가정 신당에는 가족 구성원의 선호에 따라 선택된 다양한 수호신 그룹인 페나테스의 작은 조각상들이 들어 있었다. 이시스와 다른 이집트 신들은 이탈리아의 라라리움에서 기원전 1세기 후반부터 서기 4세기 초까지 발견되었다.
이 종교는 신도들에게 의례적, 도덕적 순결을 요구했으며, 주기적으로 목욕 의식이나 며칠간의 성적 금욕 기간을 요구했다. 이시아크들은 때때로 길거리에서 이시스를 찬양하거나, 보속의 한 형태로 공개적으로 자신의 잘못을 선언함으로써 자신의 경건함을 불규칙적으로 드러냈다.
세라피스를 포함한 일부 그리스 신전에서는 인큐베이션을 행했는데, 이는 신자들이 신전에서 잠을 자며 신이 꿈에 나타나 조언을 주거나 질병을 치료해 주기를 바라는 것이었다. 일부 학자들은 이러한 관행이 이시스 신전에서도 행해졌다고 믿지만, 이에 대한 확고한 증거는 없다. 그러나 이시스는 다른 상황에서는 꿈을 통해 소통했다고 생각되었으며, 숭배자들이 입문 의식을 치르도록 부르기도 했다.

#### 입문
일부 이시스 신전에서는 신앙의 새로운 구성원을 입문시키기 위해 비밀 의식을 수행했다. 이러한 의식들은 이집트 기원이라고 주장되었으며, 일부 이집트 의식의 비밀스러운 경향에서 유래했을 수 있다. 그러나 그들은 주로 이집트적 요소가 가미된 그리스 비밀 의식, 특히 데메테르에게 헌정된 엘레우시스 밀의종교에 기반을 두었다. 비록 비밀 의식이 이시스의 그리스-로마 숭배에서 가장 잘 알려진 요소 중 하나이지만, 이탈리아, 그리스, 소아시아에서만 행해진 것으로 알려져 있다. 신도에게 여신과의 극적이고 신비로운 경험을 제공함으로써 입문은 그녀의 추종자가 되는 과정에 정서적 강도를 더했다.
『황금 당나귀』는 주인공이 이시스 종교에 입교하는 과정을 묘사하며, 이시스 종교 입교에 대한 유일한 상세한 설명을 제공한다. 아풀레이우스가 이 종교에 대해 쓴 동기와 그의 소설화된 묘사의 정확성은 많은 논쟁의 대상이다. 그러나 이 설명은 다른 입교 증거와 광범위하게 일치하며, 학자들은 이 주제를 연구할 때 이 설명을 크게 의존한다.
고대 밀의 의식은 밤의 어둠이 밝은 빛과 시끄러운 음악 및 소음으로 방해받는 등 다양한 강렬한 경험을 사용하여 감각을 압도하고, 자신을 바치는 신과의 직접적인 접촉처럼 느껴지는 강렬한 종교적 경험을 제공했다. 아풀레이우스의 주인공 루키우스는 일련의 입문 의식을 거치는데, 첫 번째 의식만 상세히 묘사되어 있다. 밤에 이시스 신전의 가장 안쪽 부분으로 들어간 후 그는 이렇게 말한다. "나는 죽음의 경계에 이르러 프로세르피나의 문턱을 밟고 모든 원소를 통과하여 돌아왔다. 한밤중에 나는 밝은 빛을 발하는 태양을 보았고, 아래 신들과 위 신들을 직접 대면하여 가까이서 경배했다." 이 난해한 설명은 입문자의 죽은 자들의 세계로의 상징적 여정이 오시리스의 부활뿐만 아니라 이집트 신화에서 라가 지하세계를 여행하는 것과 비유되었음을 시사하며, 아마도 이시스가 남편을 되살렸듯이 입문자를 죽음에서 되돌려 놓았음을 암시한다.

#### 축제
로마 달력에는 이시스의 가장 중요한 두 축제가 이미 서기 1세기에 기록되어 있었다. 첫 번째 축제는 3월의 나비기움 이시디스였는데, 이는 바다에 대한 이시스의 영향력을 기념하고 선원들의 안전과 궁극적으로 로마인과 그들의 지도자들의 안전을 기원하는 기도였다. 이 축제는 이시아크 사제들과 다양한 의상과 신성한 상징을 지닌 신도들을 포함한 정교한 행렬이 지역 이시스 신전에서 바다 또는 인근 강으로 모형 배를 운반하는 것으로 이루어졌다. 다른 축제는 10월 말과 11월 초에 열리는 이시아였다. 이집트의 선행 축제인 코이악 축제처럼 이시아는 이시스가 오시리스를 찾아 헤매는 의례적인 재현과 신의 시신이 발견되었을 때의 환희를 포함했다. 이시스에게 헌정된 몇몇 소규모 축제도 있었는데, 여기에는 3월 말에 하포크라테스의 탄생을 기념했을 것으로 추정되는 펠루시아와 8월 12일 이시스 자신의 탄생을 기념하는 리크나프시아, 즉 램프 불빛 축제가 있었다.
이시스와 다른 다신교 신들의 축제는 그 시대의 기독교 성장과 세기 말에 강화된 이교도 박해에도 불구하고 서기 4세기 내내 기념되었다. 이시아는 적어도 서기 417년까지 기념되었고, 나비기움 이시디스는 6세기까지 지속되었다. 점점 더 모든 로마 축제의 종교적 의미는 관습이 계속되었음에도 불구하고 잊혀지거나 무시되었다. 어떤 경우에는 이러한 관습이 중세 전기의 고전적 및 기독교적 문화의 일부가 되었다.

## 기독교에 대한 가능한 영향

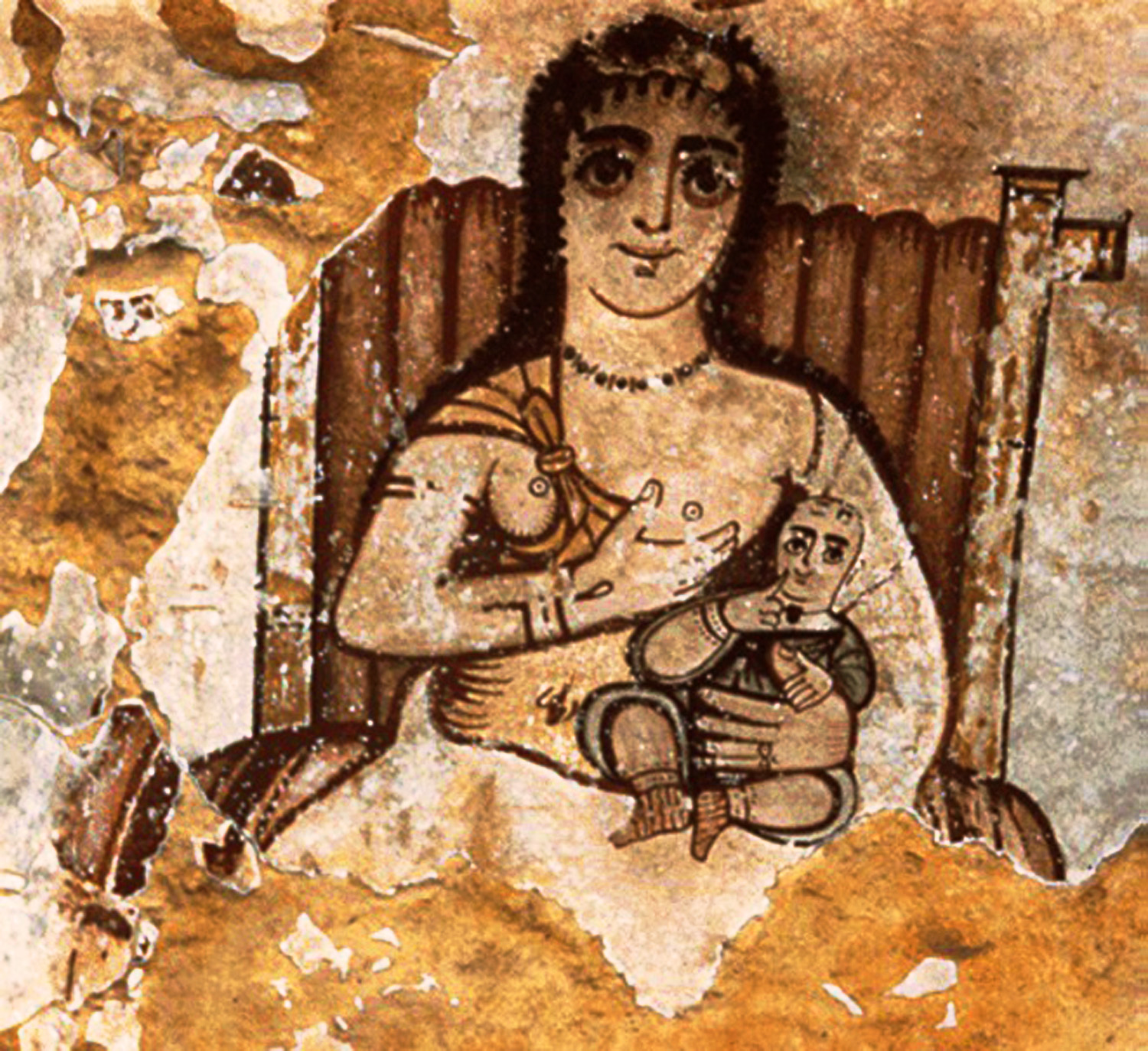
카라니스의 이집트 프레스코화에 있는 이시스 락탄스(젖을 먹이는 이시스)가 하포크라테스를 안고 있는 모습, 서기 4세기

이시스 숭배가 기독교에 영향을 미쳤는지 여부는 논쟁적인 질문이다. 일부 이시스 관습은 로마 제국이 기독교화되면서 기독교 전통에 통합된 이교 종교 관행 중 하나일 수 있다. 예를 들어, 안드레아스 알폴디는 1930년대에 중세 사육제 축제에서 모형 배를 운반하는 관습이 나비기움 이시디스에서 발전했다고 주장했다.
기독교의 특징이 이시스를 포함한 이교 밀의 의식에서 차용되었는지 여부에 많은 관심이 집중된다. 이시스 숭배의 더 헌신적인 신도들은 기독교인들이 그랬듯이 다른 신들보다 우월하다고 여기는 신에게 개인적인 헌신을 했다. 기독교와 이시스 숭배는 모두 입문 의식을 가졌다. 이시스에게는 밀의 의식이, 기독교에는 세례가 있었다. 밀의 의식의 공통된 주제 중 하나—죽음과 부활이 개인 숭배자의 사후세계에서의 안녕과 연결될 수 있는 신—는 기독교의 중심 주제와 유사하다. 기독교의 기본 신앙이 밀의 의식에서 가져왔다는 주장은 200년 이상 뜨거운 논쟁을 불러일으켰다. 이러한 논란에 대해 고대 밀의 의식을 연구하는 학자인 휴 보든과 하이메 알바르는 기독교와 밀의 의식 사이의 유사성이 직접적인 아이디어 차용으로 인해 발생한 것이 아니라, 그들이 모두 발전한 그리스-로마 문화라는 공통 배경에서 비롯되었다고 제안한다.
이시스와 마리아 사이의 유사성도 면밀히 조사되었다. 이들은 개신교도와 가톨릭교회 사이의 논쟁 대상이 되어왔는데, 많은 개신교도들이 가톨릭의 마리아 숭배가 이교의 잔재라고 주장해왔기 때문이다. 고전학자 R. E. 위트(Witt)는 이시스를 마리아의 "위대한 선구자"로 보았다. 그는 이시스를 숭배했던 기독교로 개종한 사람들이 마리아를 자신들의 전통적인 여신과 거의 같은 방식으로 보았을 것이라고 제안했다. 그는 두 인물이 농업과 선원 보호와 같이 여러 공통된 영향 영역을 가졌다고 지적했다. 그는 마리아의 칭호인 "하느님의 어머니"를 이시스의 별칭인 "신의 어머니"에, 마리아의 "하늘의 여왕"을 이시스의 "하늘의 여왕"에 비유했다. 초기 기독교 역사가 스테판 벤코(Stephen Benko)는 마리아에 대한 헌신이 이시스뿐만 아니라 여러 여신들의 숭배에 깊은 영향을 받았다고 주장한다. 대조적으로, 교회사학자 존 맥거킨은 마리아가 도상학과 같은 피상적인 특성들을 이 여신들로부터 흡수했지만, 그녀의 숭배의 근본은 철저히 기독교적이었다고 말한다.
이시스가 호루스를 무릎에 앉히고 있는 이미지는 종종 마리아 도상학, 특히 아기 예수에게 젖을 먹이는 마리아 이미지에 영향을 주었다고 제안되는데, 젖을 먹이는 여성의 이미지는 이집트 외의 고대 지중해 세계에서는 드물었기 때문이다. 뱅상 트란 탐 띤(Vincent Tran Tam Tinh)은 이시스가 호루스에게 젖을 먹이는 가장 최근 이미지가 서기 4세기인 반면, 마리아가 예수에게 젖을 먹이는 가장 오래된 이미지는 서기 7세기라고 지적한다. 사브리나 히긴스(Sabrina Higgins)는 그의 연구를 바탕으로 이시스와 마리아의 도상학 사이에 연관성이 있다면, 그것은 이집트 이미지에 국한된다고 주장한다. 대조적으로, 토마스 F. 매튜스(Thomas F. Mathews)와 노먼 물러(Norman Muller)는 이시스가 후기 고대 판화에 취한 자세가 이집트 내외의 여러 유형의 마리아 도상에 영향을 미쳤다고 생각한다. 엘리자베스 볼만(Elizabeth Bolman)은 예수에게 젖을 먹이는 마리아의 초기 이집트 이미지가 고대 이집트 도상학에서 젖을 먹이는 여신들의 이미지처럼 그의 신성을 강조하기 위한 것이었다고 말한다. 히긴스는 이러한 유사성들이 이시스 이미지가 마리아 이미지에 영향을 미쳤다는 것을 증명하지만, 기독교인들이 의도적으로 이시스의 도상학이나 다른 숭배 요소를 채택했다는 것을 증명하지는 않는다고 주장한다.

## 후대 문화에 미친 영향

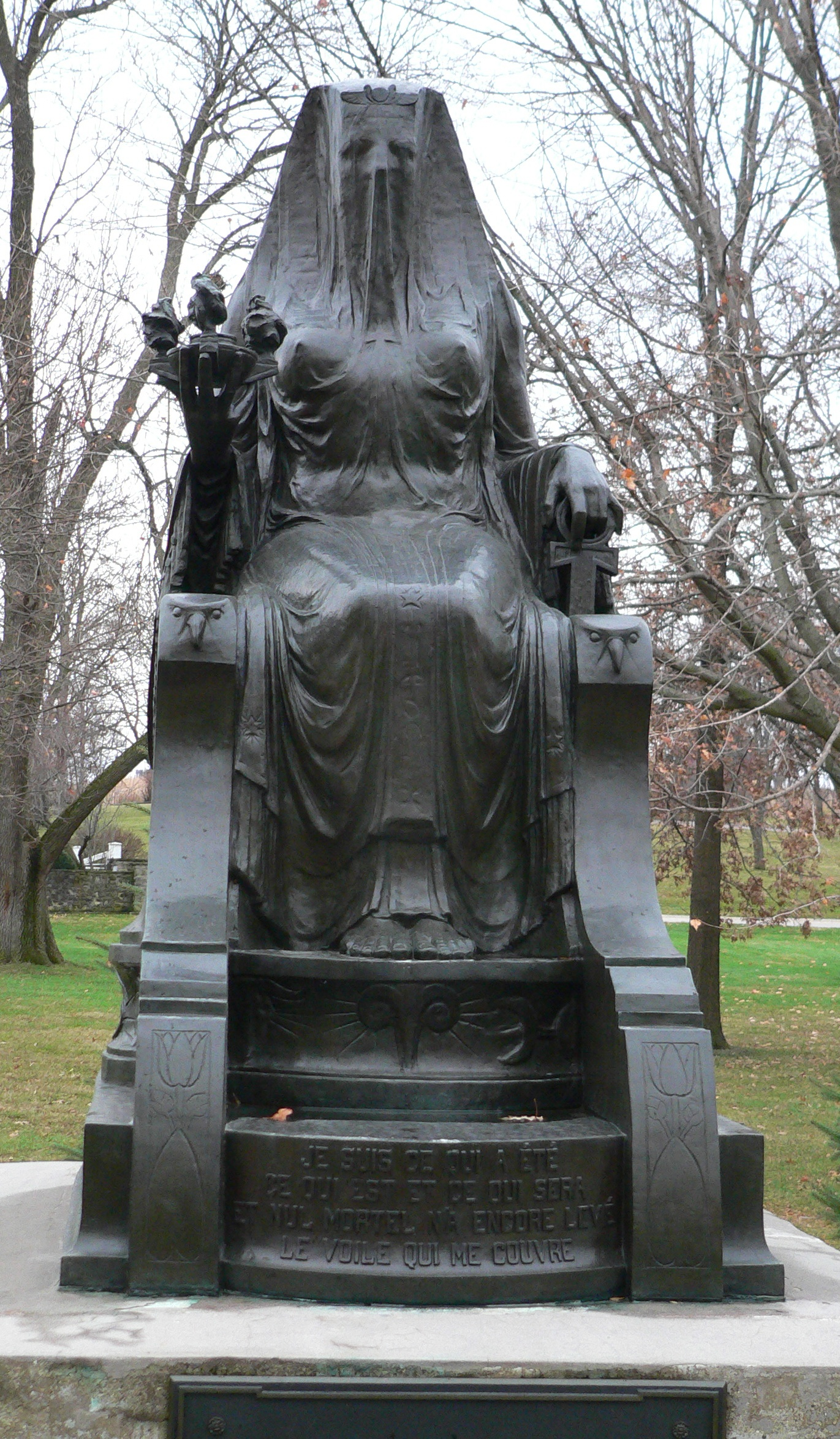
허버트 후버 국립 역사 유적지의 베일 쓴 "생명의 여신" 이시스

이시스 숭배가 사라진 후에도 그녀의 기억은 남아 있었다. 그리스인과 로마인처럼 많은 현대 유럽인들도 고대 이집트를 심오하고 종종 신비로운 지혜의 고향으로 여겼고, 이러한 지혜는 종종 이시스와 연결되었다. 조반니 보카치오의 1374년 작품 『유명한 여성들』에 실린 이시스의 전기는 고전 자료를 바탕으로 그녀를 인류에게 문명의 기술을 가르친 역사적 여왕으로 다루었다. 일부 르네상스 사상가들은 이시스에 대한 이러한 관점을 더욱 발전시켰다. 안니오 다 비테르보는 1490년대에 이시스와 오시리스가 그리스 이전에 이탈리아를 문명화했다고 주장하며 자신의 고향과 이집트를 직접 연결시켰다. 안니오의 후원자인 교황 알렉산데르 6세를 위해 그려진 보르자 아파트는 오시리스 신화의 삽화에서 동일한 주제를 담고 있다.
서양 밀교는 종종 이시스를 언급했다. 두 로마 밀교 문헌은 이시스가 호루스에게 비밀 지식을 전달하는 신화적 모티프를 사용했다. 『코레 코스무』에서 그녀는 헤르메스 트리스메기스투스로부터 전수받은 지혜를 그에게 가르치고, 초기 연금술 문헌인 『예언자 이시스가 아들 호루스에게』에서 그녀는 그에게 연금술 조리법을 전해준다. 헤르메스 트리스메기스투스를 이집트의 현자로 여기고 그의 이름으로 된 문헌을 자주 사용했던 초기 근대 밀교 문학은 이시스도 때때로 언급했다. 다른 맥락에서 아풀레이우스의 이시스 입문 묘사는 많은 비밀결사의 관행에 영향을 미쳤다. 장 테라송의 1731년 소설 『세토스』는 아풀레이우스를 바탕으로 이시스에게 헌정된 환상적인 이집트 입문 의식을 창작했다. 이는 18세기 동안 다양한 프리메이슨 및 프리메이슨 영감의 단체들의 실제 의식과 다른 문학 작품, 특히 볼프강 아마데우스 모차르트의 1791년 오페라 『마술피리』에서 모방되었다.
르네상스 시대부터 플루타르코스와 프로클로스가 언급한 베일 씌워진 이시스 상은 5세기 마크로비우스의 저작에서 이시스를 자연과 동일시한 구절을 바탕으로 자연의 의인화로 해석되었다. 17세기와 18세기 작가들은 이 이미지에 다양한 의미를 부여했다. 이시스는 만물의 어머니로서의 자연, 과학에 의해 밝혀지기를 기다리는 진리의 집합, 자연 속에 내재하는 익명의 수수께끼 같은 신을 나타내는 범신론적 개념의 상징, 또는 황홀한 밀의 의식을 통해 경험할 수 있는 경외심을 불러일으키는 숭고한 힘을 나타냈다. 프랑스 혁명 중 탈기독교화 시기에는 전통적인 기독교의 대안으로, 자연, 현대 과학적 지혜, 그리고 기독교 이전 과거와의 연결을 나타내는 상징으로 사용되었다. 이러한 이유로 이시스의 이미지는 혁명 정부가 후원한 작품들, 예를 들어 재생의 샘이나 프랑스 제1제국의 작품들에도 등장했다. 이시스의 베일 은유는 19세기에도 계속 유통되었다. 밀교 신지학 전통의 창시자인 헬레나 블라바츠키는 1877년 신지학 저서 제목을 『베일 벗은 이시스』로 지었는데, 이는 과학이 알 수 없는 자연에 대한 영적 진실을 드러낼 것임을 암시했다.
현대 이집트인들 사이에서 이시스는 영국 통치로부터 이집트가 독립을 얻었던 1920년대와 1930년대의 파라오주의 운동 기간 동안 국가적 상징으로 사용되었다. 모하메드 나기의 이집트 의회 그림 '이집트의 르네상스'와 타우피크 알-하킴의 희곡 '정신의 귀환'과 같은 작품에서 이시스는 국가의 부활을 상징한다. 마흐무드 모크타르의 조각품 '이집트의 르네상스' 역시 이시스가 베일을 벗는 모티프를 활용한다.
이시스는 슈퍼히어로 프랜차이즈와 같은 소설 작품에서 자주 발견되며, 그녀의 이름과 이미지는 광고에서 개인 이름에 이르기까지 다양한 곳에 나타난다. 그리스어로 "이시스의 선물"을 의미하는 이시도로스(Isidoros)라는 이름은 이교적 기원에도 불구하고 기독교에서 살아남아 영어 이름 이시도르와 그 변형들을 낳았다. 20세기 후반과 21세기 초에는 "이시스" 자체가 인기 있는 여성 이름이 되었다.
이시스는 현대 밀교와 이교 신앙 체계에 계속 나타난다. 아풀레이우스에게서 부분적으로 영감을 받은, 모든 여성 신성한 힘을 구현하는 단일 여신 개념은 19세기와 20세기 초 문학에서 널리 퍼진 주제가 되었다. 19세기 후반의 황금여명회와 1930년대의 다이온 포춘과 같은 밀교의 영향력 있는 단체와 인물들은 이러한 포괄적인 여신을 자신들의 신앙 체계에 받아들였고 그녀를 이시스라고 불렀다. 이러한 이시스 개념은 여러 형태의 신이교주의 마법에서 발견되는 위대한 여신에 영향을 미쳤다. 오늘날 고대 이집트 종교 재구성인 케메트 정교회 또는 영원한 근원의 교회는 이시스를 그들이 숭배하는 신들 중 하나로 포함한다. 여성 신성에 초점을 맞춘 절충주의 종교 단체는 스스로를 이시스 협회라고 부르는데, 한 여사제인 M. 이시도라 포레스트의 말에 따르면, 이시스는 "모든 사람에게 모든 여신이 될 수 있기 때문"이다.

## 내용주

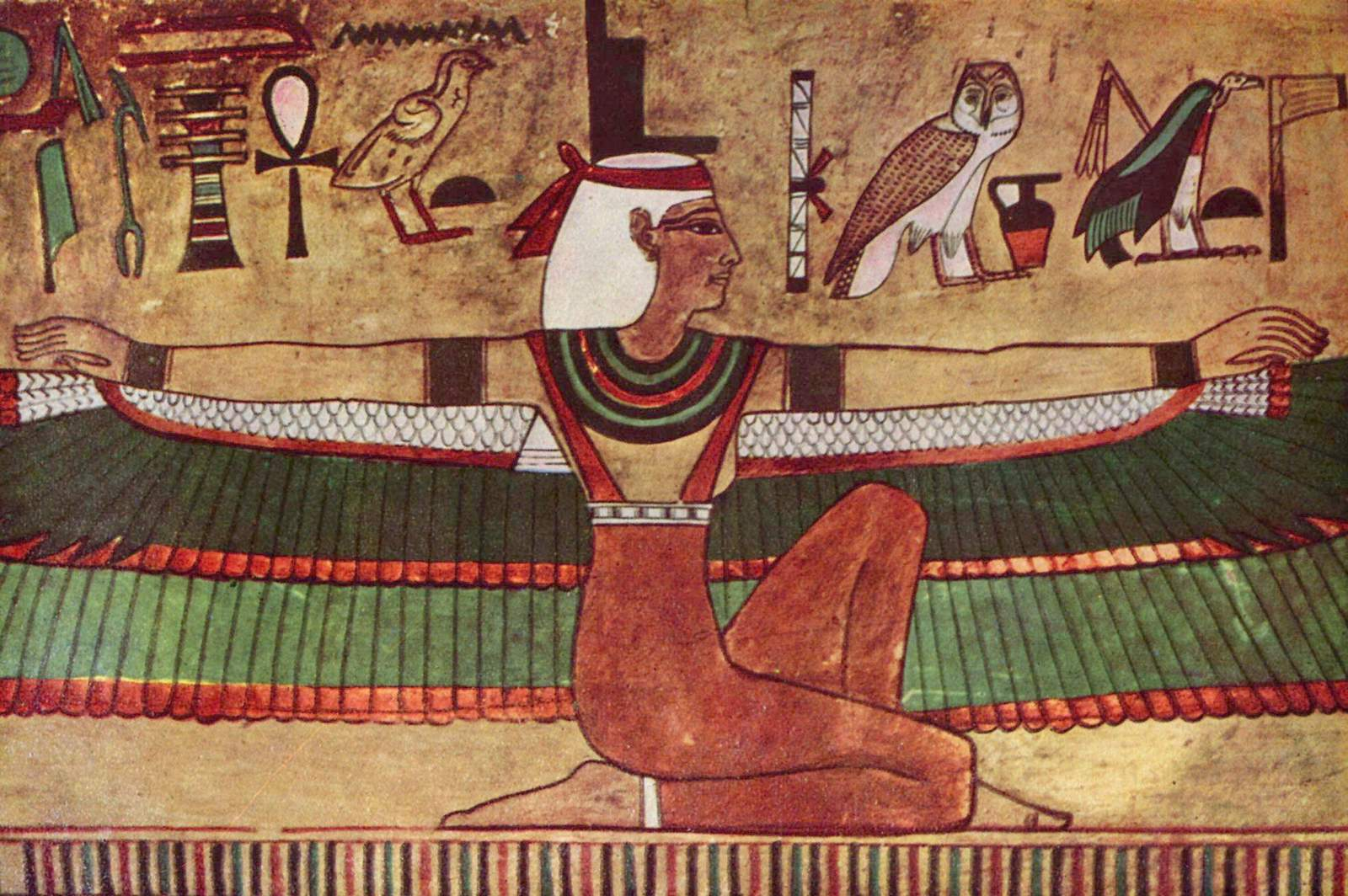
세티 1세의 무덤(KV17)에 있는 이시스 벽화

1. ↑  고대 이집트어: 𓊨𓏏𓆇𓁐;[2] 콥트어: Ⲏⲥⲉ 에세; 언어 오류(grc-x-classic): Ἶσις; 메로이트어: 𐦥𐦣𐦯 워스[아] 또는 우사; 페니키아어: 𐤀𐤎,[4] 로마자 표기: ʾs
2. ↑  고대 이집트 종교 내에서 이시스와 같은 특정 신의 숭배를 "신앙"이라고 부른다.[10] 이는 그리스 또는 로마 종교 내의 개별 신 숭배에도 종종 해당된다. 고전학자들은 이시스 또는 그리스-로마 세계에 도입된 다른 특정 신들의 숭배를 "종교"라고 부르기도 하는데, 이는 그리스 또는 로마 신들의 신앙보다 그들 주변 문화와 더 구별되었기 때문이다.[11] 그러나 이러한 신앙들은 로마 제국의 유대교와 기독교 집단처럼 독립적이고 자급자족적인 공동체를 형성하지는 않았다.[12] 프랑수아즈 뒤낭과 하이메 알바르는 이시스 숭배를 "신앙"이라고 불러야 한다고 주장했는데, 이는 독립적이고 포괄적인 유대교나 기독교와 같은 신앙 체계라기보다는 더 넓은 그리스 및 로마 종교 시스템의 일부를 형성했기 때문이다.[11][13]
3. ↑  원래 이름의 첫 자음인 ꜣ는 r 또는 l로 발음되었다. 이집트 신왕국 시기에는 성문 파열음으로 약화되었고, 단어 끝의 t는 발음되지 않게 되어 신왕국 시대에는 이시스 이름의 발음이 우사와 유사했다. 다른 언어에서의 이름 형태는 모두 이 발음에서 파생되었다.[14] 메로이트어 형태인 𐦥𐦣𐦯 워스[아] 또는 𐦠𐦯 아스[아]는 발음 /uːɕa/를 나타낸다.[3]
4. ↑  로마 시대 이집트에서 흔했던 이 조각상들은 종종 이시스나 하토르가 아프로디테와 결합된 모습으로 생각되었지만, 심지어 여신을 나타내는 것인지도 확실하지 않다.[83] 노출된 성기는 다산[82] 또는 악을 물리치는 것[83]을 나타낼 수 있다.
5. ↑  학자들은 전통적으로 프로코피오스의 기록을 바탕으로 필라이가 유스티니아누스 1세의 군사 원정으로 서기 535년경에 폐쇄되었다고 믿었다. 그러나 짓세 다익스트라는 프로코피오스의 신전 폐쇄 기록이 부정확하며, 정기적인 종교 활동은 신전에 새겨진 마지막 날짜인 서기 456년 또는 457년 직후에 중단되었다고 주장했다.[115] 유진 크루즈-우리베는 대신 5세기와 6세기 동안 신전이 대부분 비어 있었지만, 근처에 살던 누비아인들은 6세기까지 주기적으로 그곳에서 축제를 계속 열었다고 제안한다.[116]
6. ↑  티베리우스의 이집트 종교 추방은 유대교와 점성술을 포함하여 질서와 전통에 대한 위협으로 간주되는 종교적 관행에 대한 광범위한 반작용의 일부였다. 추방에 대한 가장 상세한 설명을 제공하는 로마-유대 역사가 플라비우스 요세푸스는 이집트 종교가 한 남자가 이시스 사제들의 도움을 받아 아누비스로 가장하여 로마 귀족 여인을 유혹한 스캔들 때문에 표적이 되었다고 말한다. 사롤타 타카츠는 요세푸스의 설명에 의문을 제기하며, 도덕적 요점을 전달하기 위해 소설화된 것이라고 주장한다.[146]
7. ↑  이 조각상은 네이트의 숭배 중심지인 사이스의 신전에 있었다. 그녀는 플루타르코스 시대에 이시스와 크게 혼동되었고, 그는 이 조각상이 "[이집트인들이] 이시스라고 여기는 아테나[네이트]의 것"이라고 말한다. 프로클로스의 인용문 버전은 "아무도 나의 베일을 들어 올린 적이 없다"고 말하며, 여신이 처녀임을 암시한다.[174] 이 주장은 그리스-로마 시대에 이시스에게 때때로 제기되었지만, 그녀와 오시리스가 함께 호루스를 잉태했다는 널리 퍼진 믿음과 충돌했다.[175] 프로클로스는 또한 "내 자궁의 열매는 태양이었다"고 덧붙이는데, 이는 여신이 남성 신의 참여 없이 태양을 잉태하고 낳았다는 것을 암시하며, 이는 네이트가 라의 어머니라는 이집트 신화를 언급하는 것을 의미한다.[174]
8. ↑  이 매듭은 때때로 "이시스 매듭"이라고 불리지만, "이시스의 매듭"이라고도 불리는 티예트 상징과 혼동되어서는 안 된다.[209]
9. ↑  비밀 의식은 기원전 3세기 프톨레마이오스 왕조 시대 이시스의 헬레니즘화의 일부로 등장했거나,[244] 기원전 1세기 그리스에서 데메테르 숭배의 영향을 받아,[245] 또는 늦어도 서기 1세기나 2세기에 등장했을 수 있다.[246] 입문 의식이 발전한 후에도 이집트에서 이를 언급하는 문헌은 거의 없었다.[247]
10. ↑  초기 근대 이시스를 자연으로 묘사한 삽화는 종종 그녀를 여러 유방을 가진 모습으로 그렸다. 원래 에페소스에서 숭배되던 아르테미스의 형태는 가슴에 둥근 돌기가 있는 모습으로 묘사되었는데, 이는 유방으로 해석되었다. 초기 근대 예술가들은 마크로비우스가 이시스와 아르테미스 모두 이렇게 묘사되었다고 주장했기 때문에 이 형태를 이시스에게도 그렸다.[287]

### 인용
1. ↑  Hart 2005, 79쪽.
2. 1 2 3 4  Quack 2018, 108쪽.
3. 1 2  Rilly & de Vogt 2012, 37쪽.
4. ↑  CIS I 308; RÉS 367.
5. ↑  Wilkinson 2003, 12–14, 146쪽.
6. ↑  Griffiths 1980, 41쪽.
7. ↑  Münster 1968, 159쪽.
8. ↑  Pinch 2002, 9–11쪽.
9. ↑  Münster 1968, 158쪽.
10. ↑  Teeter 2001, 340쪽.
11. 1 2  Alvar 2008, 2–4쪽.
12. ↑  Burkert 1987, 51–53쪽.
13. ↑  Dunand 2010, 40–41, 50–51쪽.
14. 1 2  Quack 2018, 108–109쪽.
15. 1 2  Griffiths 1980, 91, 95–97쪽.
16. ↑  Frankfort 1978, 43–44, 108쪽.
17. ↑  Kuhlmann 2011, 2쪽.
18. ↑  Wilkinson 2003, 119쪽.
19. 1 2  Vinson 2008, 313–316쪽.
20. ↑  Dunand & Zivie-Coche 2004, 235–237쪽.
21. ↑  Pinch 2002, 66, 68, 76–78쪽.
22. 1 2  Pinch 2002, 79–80, 178–179쪽.
23. ↑  Pinch 2002, 80, 150쪽.
24. ↑  Assmann 2005, 32–36, 115–118쪽.
25. ↑  Smith 2009, 54–55, 97–99쪽.
26. ↑  Assmann 2001, 129–131, 144–145쪽.
27. 1 2  Cooney 2010, 227–228쪽.
28. ↑  Assmann 2005, 151–154쪽.
29. ↑  Cooney 2010, 235–236쪽.
30. ↑  Smith 2009, 119, 141쪽.
31. ↑  Venit 2010, 98, 107쪽.
32. ↑  Smith 2017, 386쪽.
33. ↑  Lesko 1999, 158–159쪽.
34. 1 2  Griffiths 1980, 14–17쪽.
35. ↑  Griffiths 1970, 300–301쪽.
36. ↑  Pinch 2002, 149쪽.
37. ↑  Pinch 2002, 80–81, 146쪽.
38. ↑  Meeks & Favard-Meeks 1996, 82, 86–87쪽.
39. ↑  Lesko 1999, 182쪽.
40. ↑  Lesko 1999, 176쪽.
41. ↑  Griffiths 2001, 189쪽.
42. ↑  Pinch 2002, 145쪽.
43. ↑  Wilkinson 2003, 115쪽.
44. ↑  Traunecker 2001, 221–222쪽.
45. 1 2 3 4  Münster 1968, 134–135쪽.
46. ↑  Griffiths 1960, 48–50쪽.
47. ↑  Meeks & Favard-Meeks 1996, 67쪽.
48. ↑  Smith 2017, 393쪽.
49. ↑  Pinch 2002, 115쪽.
50. ↑  Lesko 1999, 180–181쪽.
51. ↑  Meeks & Favard-Meeks 1996, 185–186쪽.
52. 1 2  Vanderlip 1972, 93–96쪽.
53. ↑  Lesko 1999, 159, 170쪽.
54. ↑  Assmann 2001, 134쪽.
55. 1 2  Troy 1986, 68–70쪽.
56. 1 2  Žabkar 1988, 60–62, 72쪽.
57. ↑  Žabkar 1988, 73–74, 81–82쪽.
58. 1 2  Pinch 2002, 151쪽.
59. ↑  Meeks & Favard-Meeks 1996, 98쪽.
60. 1 2 3  Hart 2005, 81–82쪽.
61. ↑  Baines 1996, 371쪽.
62. ↑  Wilkinson 2003, 147쪽.
63. ↑  Griffiths 1980, 12–14, 157–158쪽.
64. ↑  Žabkar 1988, 114쪽.
65. ↑  Tobin 2001, 466쪽.
66. ↑  Žabkar 1988, 43–44, 81–82쪽.
67. ↑  Delia 1998, 546–547쪽.
68. 1 2 3 4 5  Žabkar 1988, 52–53쪽.
69. ↑  Žabkar 1988, 42–44, 67쪽.
70. ↑  Assmann 1997, 49–50쪽.
71. ↑  Assmann 2001, 240–242쪽.
72. ↑  Wente 2001, 433–434쪽.
73. ↑  Smith 2010, 169쪽.
74. ↑  McClain 2011, 3–4쪽.
75. ↑  Pinch 2002, 61–62쪽.
76. ↑  Frankfurter 1998, 99–102쪽.
77. 1 2 3 4  Wilkinson 2003, 148–149, 160쪽.
78. ↑  Griffiths 1980, 49–50쪽.
79. ↑  Wilkinson 2003, 168–169쪽.
80. ↑  Frankfurter 1998, 102–103쪽.
81. ↑  Bianchi 2007, 493–494쪽.
82. 1 2  Frankfurter 1998, 104쪽.
83. 1 2  Sandri 2012, 637–638쪽.
84. ↑  Hart 2005, 80쪽.
85. ↑  Andrews 2001, 80쪽.
86. ↑  Frankfort 1978, 43–44, 123, 137쪽
87. ↑  Lesko 1999, 170쪽
88. ↑  Troy 1986, 70쪽
89. ↑  Bricault & Versluys 2014, 30–31쪽
90. ↑  Morkot 2012, 121–122, 124쪽
91. ↑  Pfeiffer 2008, 387–388쪽
92. ↑  Thompson 1998, 699, 704–707쪽
93. ↑  Solmsen 1979, 56–57쪽
94. ↑  Pfeiffer 2008, 391–392, 400–403쪽
95. ↑  Plantzos 2011, 389–396쪽
96. ↑  Münster 1968, 189–190쪽
97. ↑  Lesko 1999, 169쪽
98. ↑  Münster 1968, 165–166쪽
99. ↑  Wilkinson 2003, 149쪽
100. ↑  Dijkstra 2008, 186–187쪽
101. ↑  Dunand & Zivie-Coche 2004, 236–237, 242쪽
102. ↑  Dijkstra 2008, 133, 137, 206–208쪽
103. ↑  Yellin 2012a, 245쪽
104. ↑  Yellin 2012b, 133쪽
105. ↑  Dunand & Zivie-Coche 2004, 89–91쪽
106. 1 2  Dunand & Zivie-Coche 2004, 300–301쪽
107. ↑  Naerebout 2007, 541, 547쪽
108. ↑  Dunand & Zivie-Coche 2004, 93쪽
109. ↑  Assmann 2005, 363쪽
110. 1 2  Lesko 1999, 172–174쪽
111. ↑  Smith 2009, 96–98, 103쪽
112. ↑  Frankfurter 1998, 56, 61, 103–104쪽
113. ↑  Dijkstra 2008, 202–210쪽
114. ↑  Frankfurter 1998, 18–20, 26–27쪽
115. 1 2  Dijkstra 2008, 342–347쪽
116. ↑  Cruz-Uribe 2010, 504–506쪽
117. ↑  Lesko 1999, 163–164, 166–168쪽
118. ↑  Hays 2010, 4–5쪽
119. ↑  Lesko 1999, 175, 177–179쪽
120. ↑  Smith 2009, 54–55, 462쪽
121. ↑  Yellin 2012b, 137쪽
122. ↑  {{괄호 없는 하버드 인용|Dunand|Zivie-Coche|2004|p=137}
123. ↑  Kockelmann 2008, 73쪽
124. ↑  Kockelmann 2008, 38–40, 81쪽
125. ↑  Wilkinson 2003, 146쪽
126. ↑  Mathews & Muller 2005, 5–6쪽
127. ↑  Pinch 2006, 29, 144–146쪽
128. ↑  Pinch 2006, 128–129쪽
129. ↑  Meyer 1994, 27–29쪽
130. ↑  Frankfurter 2009, 230–231쪽
131. ↑  Woolf 2014, 73–79쪽.
132. ↑  Bommas 2012, 428–429쪽.
133. ↑  Ma 2014, 133–134쪽.
134. ↑  Hornung 2001, 19–25쪽.
135. ↑  Bremmer 2014, 140–141쪽.
136. ↑  Bommas 2012, 431–432쪽.
137. ↑  Versluys 2004, 443–447쪽.
138. ↑  Orlin 2010, 3–7쪽
139. ↑  Versluys 2004, 443–447쪽
140. ↑  Beard, North & Price 1998, 161쪽
141. ↑  Takács 1995, 64–67쪽
142. ↑  Orlin 2010, 204–207쪽.
143. ↑  Versluys 2004, 443–447쪽
144. ↑  Donalson 2003, 124–125쪽.
145. ↑  Orlin 2010, 211쪽.
146. ↑  Takács 1995, 83–86쪽.
147. ↑  Donalson 2003, 138–139, 159–162쪽.
148. ↑  Wild 1981, 149–151쪽.
149. ↑  Bommas 2012, 431쪽.
150. ↑  Bricault 2000, 206쪽
151. ↑  Bricault 2001, 174–179쪽
152. ↑  Donalson 2003, 177, 180–182쪽
153. ↑  Tiradritti 2005, 21, 212쪽.
154. ↑  Beard, North & Price 1998, 248–249, 301–303쪽.
155. ↑  Alvar 2008, 216–217쪽.
156. ↑  Žabkar 1988, 135–137, 159–160쪽.
157. ↑  Alvar 2008, 39–40쪽.
158. ↑  Donalson 2003, 17–18쪽.
159. ↑  Heyob 1975, 48–50, 66–70쪽.
160. ↑  Heyob 1975, 53쪽.
161. ↑  Kraemer 1992, 74쪽.
162. ↑  Kraemer 1992, 76–77쪽.
163. ↑  Alvar 2008, 190–192쪽.
164. ↑  Sfameni Gasparro 2007, 43쪽.
165. ↑  Pachis 2010, 307–313쪽.
166. ↑  Solmsen 1979, 34–35, 40–43쪽.
167. ↑  Donalson 2003, 68, 74–75쪽.
168. ↑  Alvar 2008, 296–300쪽.
169. ↑  Legras 2014, 96–97쪽.
170. ↑  Pachis 2010, 283–286쪽.
171. ↑  Donalson 2003, 177–178쪽.
172. ↑  Donalson 2003, 10쪽.
173. ↑  Griffiths 1970, 131, 284–285쪽.
174. 1 2  Assmann 1997, 118–119쪽.
175. ↑  Griffiths 1970, 284쪽.
176. ↑  Beard, North & Price 1998, 289–290쪽.
177. ↑  Gasparini 2016, 135–137쪽.
178. ↑  Gasparini 2011, 700, 716–717쪽.
179. ↑  Versluys 2007, 3–4쪽.
180. ↑  Takács 1995, 28–29쪽.
181. ↑  Renberg 2017, 331쪽.
182. ↑  Bommas 2012, 425, 430–431쪽.
183. ↑  Witt 1997, 210–212쪽.
184. ↑  Witt 1997, 198–203쪽.
185. ↑  Witt 1997, 206–207쪽.
186. ↑  Griffiths 1970, 263쪽.
187. ↑  Solmsen 1979, 16–19, 53–57쪽.
188. ↑  Pakkanen 1996, 91, 94–100쪽.
189. ↑  Heyob 1975, 72–73쪽.
190. ↑  Donalson 2003, 8쪽.
191. ↑  Hollis 2009, 3–5쪽.
192. ↑  Griffiths 1970, 326쪽.
193. ↑  Woolf 2014, 84쪽.
194. ↑  Lahelma & Fiema 2008, 209–211쪽.
195. ↑  Rives 1999, 80, 162쪽.
196. ↑  Sfameni Gasparro 2007, 54–56쪽.
197. ↑  Smith 2010, 243–246쪽.
198. ↑  Van Nuffelen 2010, 17–21, 26–27쪽.
199. ↑  Hanson 1989, 299쪽.
200. ↑  Griffiths 1975, 154–155쪽.
201. ↑  Griffiths 1975, 143–144쪽.
202. 1 2  Versnel 2011, 299–301쪽.
203. 1 2  Belayche 2010, 151–152쪽.
204. ↑  Gasparini 2011, 706–708쪽.
205. ↑  Bianchi 2007, 480–482, 494쪽.
206. ↑  Delia 1998, 542–543쪽.
207. ↑  Griffiths 1975, 124–126쪽.
208. ↑  Walters 1988, 5–7쪽.
209. ↑  Bianchi 1980, 10쪽.
210. ↑  Griffiths 1975, 132–135쪽.
211. ↑  Walters 1988, 20–25쪽.
212. ↑  Donalson 2003, 6–7쪽.
213. ↑  Donalson 2003, 6–7, 74쪽.
214. ↑  Pachis 2010, 305–306쪽.
215. ↑  Bianchi 2007, 494쪽.
216. ↑  Beard, North & Price 1998, 236, 307–309쪽
217. ↑  Burkert 1987, 46–50쪽
218. ↑  Bøgh 2015, 279–282쪽
219. ↑  Beard, North & Price 1998, 236, 307–309쪽
220. ↑  Alvar 2008, 32–33쪽
221. ↑  Takács 1995, 5–6쪽
222. ↑  Orlin 2010, 206쪽
223. ↑  Heyob 1975, 87쪽
224. ↑  Heyob 1975, 95–96쪽
225. ↑  Kraemer 1992, 76쪽
226. ↑  Alvar 2008, 183–184쪽
227. ↑  Donalson 2003, 49쪽
228. ↑  Heyob 1975, 93–94, 103–105쪽
229. ↑  Bowden 2010, 177쪽
230. ↑  Witt 1997, 117쪽.
231. ↑  Bommas 2012, 430쪽.
232. ↑  Turcan 1996, 104–109쪽.
233. ↑  Donalson 2003, 34–35, 39쪽.
234. ↑  Wild 1981, 60–61, 154–157쪽.
235. ↑  Bodel 2008, 258, 261–262쪽
236. ↑  Alvar 2008, 192쪽
237. ↑  Bodel 2008, 261쪽
238. ↑  Bøgh 2015, 281–282쪽
239. ↑  Renberg 2017, 392–393쪽
240. ↑  Bøgh 2015, 278쪽
241. ↑  Griffiths 1970, 42–43쪽.
242. ↑  Burkert 1987, 41쪽.
243. ↑  Bremmer 2014, 116쪽.
244. ↑  Alvar 2008, 58–61쪽.
245. ↑  Pakkanen 1996, 78–82쪽.
246. 1 2  Bremmer 2014, 113–114쪽.
247. ↑  Venit 2010, 90쪽.
248. ↑  Bøgh 2015, 278쪽.
249. ↑  Burkert 1987, 97쪽.
250. ↑  Bowden 2010, 165–167, 179–180쪽.
251. ↑  Bowden 2010, 215–216쪽.
252. ↑  Hanson 1989, 341쪽.
253. ↑  Griffiths 1975, 315–317쪽.
254. ↑  Turcan 1996, 121쪽.
255. 1 2  Salzman 1990, 169–175쪽.
256. ↑  Donalson 2003, 68–73쪽.
257. ↑  Alvar 2008, 299쪽.
258. ↑  Alvar 2008, 300–302쪽.
259. ↑  Salzman 1990, 232–236쪽.
260. ↑  Turcan 1996, 128쪽.
261. ↑  Salzman 1990, 239쪽.
262. ↑  Salzman 1990, 240–246쪽.
263. ↑  Alvar 2008, 30쪽.
264. ↑  Salzman 1990, 240쪽.
265. ↑  Alvar 2008, 383–385쪽.
266. ↑  Beard, North & Price 1998, 286쪽.
267. 1 2  Bowden 2010, 207–210쪽.
268. ↑  Alvar 2008, 390–394쪽.
269. ↑  Alvar 2008, 419–421쪽.
270. ↑  Benko 1993, 1–4쪽.
271. ↑  Witt 1997, 272–274, 277쪽.
272. ↑  Benko 1993, 263–265쪽.
273. ↑  McGuckin 2008, 17–18쪽.
274. ↑  Heyob 1975, 74–76쪽.
275. ↑  Higgins 2012, 72–90쪽.
276. ↑  Mathews & Muller 2005, 6–9쪽.
277. ↑  Bolman 2005, 17–18쪽.
278. ↑  Higgins 2012, 78–79쪽.
279. ↑  Hornung 2001, 189–191, 195–196쪽.
280. ↑  Hornung 2001, 78, 83–86쪽.
281. ↑  van den Broek 2006, 478쪽.
282. ↑  Haage 2006, 24쪽.
283. ↑  Quentin 2012, 148–149쪽.
284. ↑  Hornung 2001, 196쪽.
285. ↑  Macpherson 2004, 242쪽.
286. ↑  Spieth 2007, 50–52쪽.
287. 1 2  Hadot 2006, 233–237쪽.
288. ↑  Hadot 2006, 266–269쪽.
289. ↑  Assmann 1997, 128–135쪽.
290. ↑  Spieth 2007, 91, 140쪽.
291. ↑  Humbert 2000, 175–178쪽.
292. ↑  Quentin 2012, 177–180쪽.
293. ↑  Ziolkowski 2008, 75–76쪽.
294. ↑  Quentin 2012, 225–227쪽.
295. ↑  Humbert 2000, 185, 188쪽.
296. ↑  Donalson 2003, 170쪽.
297. ↑  Witt 1997, 280쪽.
298. ↑  Khazan 2014.
299. ↑  Hutton 2019, 33–34쪽.
300. ↑  Hutton 2019, 82–84, 191–192쪽.
301. ↑  Adler 1986, 35–36, 56쪽.
302. ↑  Forrest 2001, 236쪽.
303. ↑  Adler 1986, 267, 270쪽.
304. ↑  Forrest 2001, 233쪽.

### 인용된 문헌
- Adler, Margot (1986). 《Drawing Down the Moon: Witches, Druids, Goddess-Worshippers, and Other Pagans in America Today, Revised and Expanded Edition》. Beacon Press. ISBN 978-0-8070-3253-4.
- Alvar, Jaime (2008) [Spanish edition 2001]. 《Romanising Oriental Gods: Myth, Salvation, and Ethics in the Cults of Cybele, Isis, and Mithras》. Translated and edited by Richard Gordon. Brill. ISBN 978-90-04-13293-1.
- Andrews, Carol A. R. (2001). 〈Amulets〉.   Redford, Donald B. 《The Oxford Encyclopedia of Ancient Egypt》 1. Oxford University Press. 75–82쪽. ISBN 978-0-19-510234-5.
- Assmann, Jan (1997). 《Moses the Egyptian: The Memory of Egypt in Western Monotheism》. Harvard University Press. ISBN 978-0-674-58738-0.
- Assmann, Jan (2001) [German edition 1984]. 《The Search for God in Ancient Egypt》. 번역 David Lorton. Cornell University Press. ISBN 978-0-8014-3786-1.
- Assmann, Jan (2005) [German edition 2001]. 《Death and Salvation in Ancient Egypt》. 번역 David Lorton. Cornell University Press. ISBN 978-0-8014-4241-4.
- Baines, John (1996). 〈Myth and Literature〉.   Loprieno, Antonio. 《Ancient Egyptian Literature: History and Forms》. Brill. 361–377쪽. ISBN 978-90-04-09925-8.
- Beard, Mary; North, John; Price, Simon (1998). 《Religions of Rome, Volume I: A History》. Cambridge University Press. ISBN 978-0-521-31682-8.
- Belayche, Nicole (2010). 〈Deus deum ... summorum maximus (Apuleius): Ritual Expressions of Distinction in the Divine World in the Imperial Period〉.   Mitchell, Stephen; Van Nuffelen, Peter. 《One God: Pagan Monotheism in the Roman Empire》. Cambridge University Press. 141–166쪽. ISBN 978-0-521-19416-7.
- Benko, Stephen (1993). 《The Virgin Goddess: Studies in the Pagan and Christian Roots of Mariology》. Brill. ISBN 978-90-04-09747-6.
- Bianchi, Robert S. (1980). 《Not the Isis-Knot》. 《Bulletin of the Egyptological Seminar》 2. 9–31쪽.
- Bianchi, Robert S. (2007). 〈Images of Isis and Her Cultic Shrines Reconsidered: Towards an Egyptian Understanding of the Interpretatio Graeca〉.   Bricault, Laurent; Versluys, Miguel John; Meyboom, Paul G. P. 《Nile into Tiber: Egypt in the Roman World. Proceedings of the IIIrd International Conference of Isis Studies, Faculty of Archaeology, Leiden University, May 11–14 2005》. Brill. 470–505쪽. ISBN 978-90-04-15420-9.
- Bodel, John (2008). 〈Cicero's Minerva, Penates, and the Mother of the Lares: An Outline of Roman Domestic Religion〉.   Bodel, John; Olyan, Saul M. 《Household and Family Religion in Antiquity》. Blackwell Publishing. 248–275쪽. ISBN 978-1-405-17579-1.
- Bøgh, Birgitte (2015). 《Beyond Nock: From Adhesion to Conversion in the Mystery Cults》. 《History of Religions》 54. 260–287쪽. doi:10.1086/678994. JSTOR 678994. S2CID 161128887.
- Bolman, Elizabeth (2005). 〈The Enigmatic Coptic Galaktotrophousa and the Cult of the Virgin Mary in Egypt〉.   Vassilaki, Maria. 《Images of the Mother of God: Perceptions of the Theotokos in Byzantium》. Ashgate Publishing. 13–21쪽. ISBN 978-0-7546-3603-8.
- Bommas, Martin (2012). 〈Isis, Osiris, and Serapis〉.   Riggs, Christina. 《The Oxford Handbook of Roman Egypt》. Oxford University Press. 419–435쪽. ISBN 978-0-19-957145-1.
- Bowden, Hugh (2010). 《Mystery Cults of the Ancient World》. Princeton University Press. ISBN 978-0-691-14638-6.
- Bremmer, Jan N. (2014). 《Initiation into the Mysteries of the Ancient World》. Walter de Gruyter. ISBN 978-3-11-029955-7.
- Bricault, Laurent (2000). 〈Études isiaques: perspectives〉.   Bricault, Laurent. 《De Memphis à Rome: Actes du Ier Colloque international sur les études isiaques, Poitiers – Futuroscope, 8–10 avril 1999》 (프랑스어). Brill. 189–210쪽. ISBN 978-90-04-11736-5.
- Bricault, Laurent (2001). 《Atlas de la diffusion des cultes isiaques》 (프랑스어). Diffusion de Boccard. ISBN 978-2-87754-123-7.
- Bricault, Laurent; Versluys, Miguel John (2014). 〈Isis and Empires〉.   Bricault, Laurent; Versluys, Miguel John. 《Power, Politics and the Cults of Isis. Proceedings of the Vth International Conference of Isis Studies, Boulogne-sur-Mer, October 13–15, 2011》. Brill. 3–35쪽. ISBN 978-90-04-27718-2.
- Burkert, Walter (1987). 《Ancient Mystery Cults》. Harvard University Press. ISBN 978-0-674-03387-0.
- Cooney, Kathlyn M. (December 2010). 《Gender Transformation in Death: A Case Study of Coffins from Ramesside Period Egypt》. 《Near Eastern Archaeology》 73. 224–237쪽. doi:10.1086/NEA41103940. JSTOR 41103940. S2CID 166450284.
- Cruz-Uribe, Eugene (2010). 〈The Death of Demotic Redux: Pilgrimage, Nubia, and the Preservation of Egyptian Culture〉.   Knuf, Hermann; Leitz, Christian; von Recklinghausen, Daniel. 《Honi soit qui mal y pense: Studien zum pharaonischen, griechisch-römischen und spätantiken Ägypten zu Ehren von Heinz-Josef Thissen》. Peeters. 499–506쪽. ISBN 978-90-429-2323-2.
- Delia, Diana (1998). 〈Isis, or the Moon〉.   Clarysse, Willy; Schoors, Anton; Willems, Harco. 《Egyptian Religion: The Last Thousand Years. Studies Dedicated to the Memory of Jan Quaegebeur》. Peeters. 539–550쪽. ISBN 978-90-429-0669-3.
- Dijkstra, Jitse H. F. (2008). 《Philae and the End of Ancient Egyptian Religion》. Peeters. ISBN 978-90-429-2031-6.
- Donalson, Malcolm Drew (2003). 《The Cult of Isis in the Roman Empire: Isis Invicta》. The Edwin Mellen Press. ISBN 978-0-7734-6894-8.
- Dunand, Françoise; Zivie-Coche, Christiane (2004) [French edition 1991]. 《Gods and Men in Egypt: 3000 BCE to 395 CE》. 번역 David Lorton. Cornell University Press. ISBN 978-0-8014-8853-5.
- Dunand, Françoise (2010). 〈Culte d'Isis ou religion Isiaque?〉.   Bricault, Laurent; Versluys, Miguel John. 《Isis on the Nile: Egyptian Gods in Hellenistic and Roman Egypt. Proceedings of the IVth International Conference of Isis Studies, Liège, November 27–29, 2008》 (프랑스어). Brill. 39–54쪽. ISBN 978-90-04-18882-2.
- Forrest, M. Isidora (2001). 《Isis Magic: Cultivating a Relationship with the Goddess of 10,000 Names》. Llewellyn Worldwide. ISBN 978-1-56718-286-6.
- Frankfort, Henri (1978) [First edition 1948]. 《Kingship and the Gods: A Study of Ancient Near Eastern Religion as the Integration of Society & Nature》. University of Chicago Press. ISBN 978-0-226-26011-2.
- Frankfurter, David (1998). 《Religion in Roman Egypt: Assimilation and Resistance》. Princeton University Press. ISBN 978-0-8014-3847-9.
- Frankfurter, David (2009). 〈The Laments of Horus in Coptic: Myth, Folklore, and Syncretism in Late Antique Egypt〉.   Dill, Ueli; Walde, Christine John. 《Antike Mythen: Medien, Transformationen und Konstruktionen》. Walter de Gruyter. 229–247쪽. ISBN 978-3-11-020909-9.
- Gasparini, Valentino (2011). 《Isis and Osiris: Demonology vs. Henotheism?》. 《Numen》 58. 697–728쪽. doi:10.1163/156852711X593304. JSTOR 23046225.
- Gasparini, Valentino (2016). 〈'I will not be thirsty. My lips will not be dry': Individual Strategies of Re-constructing the Afterlife in the Isiac Cults〉.   Waldner, Katharina; Gordon, Richard; Spickermann, Wolfgang. 《Burial Rituals, Ideas of Afterlife, and the Individual in the Hellenistic World and the Roman Empire》. Franz Steiner Verlag. 125–150쪽. ISBN 978-3-515-11550-6.
- Griffiths, J. Gwyn (1960). 《The Conflict of Horus and Seth》. Liverpool University Press. OCLC 473891027.
- Griffiths, J. Gwyn, 편집. (1970). 《Plutarch's De Iside et Osiride》. University of Wales Press. OCLC 101107.
- Griffiths, J. Gwyn, 편집. (1975). 《Apuleius, the Isis-book (Metamorphoses, book XI)》. Brill. ISBN 978-90-04-04270-4.
- Griffiths, J. Gwyn (1980). 《The Origins of Osiris and His Cult》. Brill. ISBN 978-90-04-06096-8.
- Griffiths, J. Gwyn (2001). 〈Isis〉.   Redford, Donald B. 《The Oxford Encyclopedia of Ancient Egypt》 2. Oxford University Press. 188–191쪽. ISBN 978-0-19-510234-5.
- Hadot, Pierre (2006) [French edition 2004]. 《The Veil of Isis: An Essay on the History of the Idea of Nature》. 번역 Michael Chase. The Belknap Press of Harvard University Press. ISBN 978-0-674-02316-1.
- Haage, Bernard D. (2006). 〈Alchemy II: Antiquity–12th Century〉.   Hanegraaff, Wouter J.; Faivre, Antoine; van den Broek, Roelof; Brach, Jean-Pierre. 《Dictionary of Gnosis & Western Esotericism》. Brill. 16–34쪽. ISBN 978-90-04-15231-1.
- Hanson, J. Arthur, 편집. (1989). 《Metamorphoses (The Golden Ass), Volume II: Books 7–11》. Harvard University Press. ISBN 978-0-674-99498-0.
- Hart, George (2005). 《The Routledge Dictionary of Egyptian Gods and Goddesses, Second Edition》. Routledge. ISBN 978-0-203-02362-4.
- Hays, Harold M. (2010). 〈Funerary Rituals (Pharaonic Period)〉.   Wendrich, Willeke. 《UCLA Encyclopedia of Egyptology》. Department of Near Eastern Languages and Cultures, UC Los Angeles. ISBN 978-0615214030. 2017년 12월 10일에 확인함.
- Heyob, Sharon Kelly (1975). 《The Cult of Isis among Women in the Graeco-Roman World》. Brill. ISBN 978-90-04-04368-8.
- Higgins, Sabrina (2012). 《Divine Mothers: The Influence of Isis on the Virgin Mary in Egyptian Lactans-Iconography》. 《Journal of the Canadian Society for Coptic Studies》 3. 71–90쪽.
- Hollis, Susan Tower (2009). 《Hathor and Isis in Byblos in the Second and First Millennia BCE》. 《Journal of Ancient Egyptian Interconnections》 1. 1–8쪽.
- Hornung, Erik (2001) [German edition 1999]. 《The Secret Lore of Egypt: Its Impact on the West》. 번역 David Lorton. Cornell University Press. ISBN 978-0-8014-3847-9.
- Humbert, Jean-Marcel (2000). 〈Les nouveaux mystères d'Isis, ou les avatars d'un mythe du XVIe au XXe siècle〉.   Bricault, Laurent. 《De Memphis à Rome: Actes du Ier Colloque international sur les études isiaques, Poitiers – Futuroscope, 8–10 avril 1999》 (프랑스어). Brill. 163–188쪽. ISBN 978-90-04-11736-5.
- Hutton, Ronald (2019). 《The Triumph of the Moon: A History of Modern Pagan Witchcraft, New Edition》. Oxford University Press. ISBN 978-0-19-887037-1.
- Khazan, Olga (2014년 9월 22일). “ISIS Has Recently Become a Popular Girls' Name”. 《The Atlantic》. 2017년 12월 10일에 확인함.
- Kockelmann, Holger (2008). 《Praising the Goddess: A Comparative and Annotated Re-Edition of Six Demotic Hymns and Praises Addressed to Isis》. Walter de Gruyter. ISBN 978-3-11-021224-2.
- Kraemer, Ross Shepard (1992). 《Her Share of the Blessings: Women's Religions among Pagans, Jews, and Christians in the Greco-Roman World》. Oxford University Press. ISBN 978-0-19-506686-9.
- Kuhlmann, Klaus P. (2011). 〈Throne〉.   Wendrich, Willeke. 《UCLA Encyclopedia of Egyptology》. Department of Near Eastern Languages and Cultures, UC Los Angeles. ISBN 978-0615214030. 2017년 12월 10일에 확인함.
- Lahelma, Antti; Fiema, Zbigniew T. (2008). 《From Goddess to Prophet: 2000 Years of Continuity on the Mountain of Aaron near Petra, Jordan》. 《Temenos: Nordic Journal of Comparative Religion》 44. 191–222쪽.
- Legras, Bernard (2014). 〈Sarapis, Isis et le pouvoir lagide〉.   Bricault, Laurent; Versluys, Miguel John. 《Power, Politics and the Cults of Isis. Proceedings of the Vth International Conference of Isis Studies, Boulogne-sur-Mer, October 13–15, 2011》 (프랑스어). Brill. 95–115쪽. ISBN 978-90-04-27718-2.
- Lesko, Barbara S. (1999). 《The Great Goddesses of Egypt》. University of Oklahoma Press. ISBN 978-0-8061-3202-0.
- Ma, John (2014). 〈Les cultes isiaques en l'espace seleucide〉.   Bricault, Laurent; Versluys, Miguel John. 《Power, Politics and the Cults of Isis. Proceedings of the Vth International Conference of Isis Studies, Boulogne-sur-Mer, October 13–15, 2011》 (프랑스어). Brill. 116–134쪽. ISBN 978-90-04-27718-2.
- Macpherson, Jay (2004). 《The Travels of Sethos》. 《Lumen: Selected Proceedings from the Canadian Society for Eighteenth-Century Studies》 23. 235–254쪽. doi:10.7202/1012197ar.
- Mathews, Thomas F.; Muller, Norman (2005). 〈Isis and Mary in Early Icons〉.   Vassilaki, Maria. 《Images of the Mother of God: Perceptions of the Theotokos in Byzantium》. Ashgate Publishing. 3–11쪽. ISBN 978-0-7546-3603-8.
- McClain, Brett (2011). 〈Cosmogony (Late to Ptolemaic and Roman Periods)〉.   Wendrich, Willeke. 《UCLA Encyclopedia of Egyptology》. Department of Near Eastern Languages and Cultures, UC Los Angeles. ISBN 978-0615214030. 2017년 12월 10일에 확인함.
- McGuckin, John (2008). 〈The Early Cult of Mary and Inter-Religious Contexts in the Fifth-Century Church〉.   Maunder, Chris. 《The Origins of the Cult of the Virgin Mary》. Burns and Oates. 1–22쪽. ISBN 978-0860-12456-6.
- Meeks, Dimitri; Favard-Meeks, Christine (1996) [French edition 1993]. 《Daily Life of the Egyptian Gods》. 번역 G. M. Goshgarian. Cornell University Press. ISBN 978-0-8014-8248-9.
- Meyer, Marvin (1994). 〈Greek Texts of Ritual Power from Christian Egypt〉.   Meyer, Marvin; Smith, Richard. 《Ancient Christian Magic: Coptic Texts of Ritual Power》. HarperSanFrancisco. 27–57쪽. ISBN 978-0-06-065578-5.
- Morkot, Robert G. (2012). 〈Kings and Kingship in Ancient Nubia〉.   Fisher, Marjorie M.; Lacovara, Peter; Ikram, Salima; D'Auria, Sue. 《Ancient Nubia: African Kingdoms on the Nile》. The American University in Cairo Press. 118–124쪽. ISBN 978-977-416-478-1.
- Münster, Maria (1968). 《Untersuchungen zur Göttin Isis vom Alten Reich bis zum Ende des Neuen Reiches》 (독일어). Verlag Bruno Hessling. OCLC 925981274.
- Naerebout, Frederick (2007). 〈The Temple at Ras el-Soda. Is It an Isis Temple? Is It Greek, Roman, Egyptian, or Neither? And So What?〉.   Bricault, Laurent; Versluys, Miguel John; Meyboom, Paul G. P. 《Nile into Tiber: Egypt in the Roman World. Proceedings of the IIIrd International Conference of Isis Studies, Faculty of Archaeology, Leiden University, May 11–14 2005》. Brill. 506–554쪽. ISBN 978-90-04-15420-9.
- Orlin, Eric M. (2010). 《Foreign Cults in Rome: Creating a Roman Empire》. Oxford University Press. ISBN 978-0-19-973155-8.
- Pachis, Panayotis (2010). 《Religion and Politics in the Graeco-Roman World: Redescribing the Isis-Sarapis Cult》. Barbounakis Publications. ISBN 978-960-267-140-5.
- Pakkanen, Petra (1996). 《Interpreting Early Hellenistic Religion: A Study Based on the Mystery Cult of Demeter and the Cult of Isis》. Foundation of the Finnish Institute at Athens. ISBN 978-951-95295-4-7.
- Pfeiffer, Stephan (2008). 〈The God Serapis, his Cult and the Beginnings of the Ruler Cult in Ptolemaic Egypt〉.   McKechnie, Paul; Guillaume, Philippe. 《Ptolemy II Philadelphus and His World》. Brill. 387–408쪽. ISBN 978-90-04-17089-6.
- Pinch, Geraldine (2002). 《Egyptian Mythology: A Guide to the Gods, Goddesses, and Traditions of Ancient Egypt》. Oxford University Press. ISBN 978-0-19-517024-5.
- Pinch, Geraldine (2006). 《Magic in Ancient Egypt, Revised Edition》. University of Texas Press/British Museum Press. ISBN 978-0-292-72262-0.
- Plantzos, Dimitris (2011). 〈The Iconography of Assimilation: Isis and Royal Imagery on Ptolemaic Seal Impressions〉.   Iossif, Panagiotis; Chankowski, Andrzej S.; Lorber, Catharine C. 《More Than Men, Less Than Gods: On Royal Cult and Imperial Worship. Proceedings of the International Colloquium Organized by the Belgian School at Athens (November 1–2, 2007)》. Peeters. 389–415쪽. ISBN 978-90-429-2470-3.
- Quack, Joachim Friedrich (2018). 〈What is a Priest of Ēse, of Wusa, and of Isis in the Egyptian and Nubian World?〉.   Gasparini, Valentino; Veymiers, Richard. 《Individuals and Materials in the Greco-Roman Cults of Isis: Agents, Images, and Practices. Proceedings of the VIth International Conference of Isis Studies (Erfurt, May 6–8, 2013 – Liège, September 23–24, 2013)》. Brill. 108–126쪽. ISBN 978-90-04-38134-6.
- Quentin, Florence (2012). 《Isis l'Éternelle: Biographie d'une mythe féminin》 (프랑스어). Albin Michel. ISBN 978-2-226-24022-4.
- Renberg, Gil H. (2017). 《Where Dreams May Come: Incubation Sanctuaries in the Greco-Roman World》. Brill. ISBN 978-90-04-29976-4.
- Rilly, Claude; de Vogt, Alex (2012). 《The Meroitic Language and Writing System》. Cambridge University Press. ISBN 978-1-107-00866-3.
- Rives, J. B., 편집. (1999). 《Tacitus: Germania》. Clarendon Press. ISBN 978-0-19-815050-3.
- Salzman, Michele Renee (1990). 《On Roman Time: The Codex-Calendar of 354 and the Rhythms of Urban Life in Late Antiquity》. University of California Press. ISBN 978-0-520-06566-6.
- Sandri, Sandra (2012). 〈Terracottas〉.   Riggs, Christina. 《The Oxford Handbook of Roman Egypt》. Oxford University Press. 630–647쪽. ISBN 978-0-19-957145-1.
- Sfameni Gasparro, Giulia (2007). 〈The Hellenistic Face of Isis: Cosmic and Saviour Goddess〉.   Bricault, Laurent; Versluys, Miguel John; Meyboom, Paul G. P. 《Nile into Tiber: Egypt in the Roman World. Proceedings of the IIIrd International Conference of Isis Studies, Faculty of Archaeology, Leiden University, May 11–14 2005》. Brill. 40–72쪽. ISBN 978-90-04-15420-9.
- Smith, Mark (2009). 《Traversing Eternity: Texts for the Afterlife from Ptolemaic and Roman Egypt》. Oxford University Press. ISBN 978-0-19-815464-8.
- Smith, Mark (2017). 《Following Osiris: Perspectives on the Osirian Afterlife from Four Millennia》. Oxford University Press. ISBN 978-0-19-958222-8.
- Smith, Mark S. (2010) [First edition 2008]. 《God in Translation: Deities in Cross-Cultural Discourse in the Biblical World》. Eerdmans. ISBN 978-0-8028-6433-8.
- Solmsen, Friedrich (1979). 《Isis among the Greeks and Romans》. Harvard University Press. ISBN 978-0-674-46775-0.
- Spieth, Darius A. (2007). 《Napoleon's Sorcerers: The Sophisians》. University of Delaware Press. ISBN 978-0-87413-957-0.
- Takács, Sarolta A. (1995). 《Isis and Sarapis in the Roman World》. Brill. ISBN 978-90-04-10121-0.
- Teeter, Emily (2001). 〈Cults: Divine Cults〉.   Redford, Donald B. 《The Oxford Encyclopedia of Ancient Egypt》 1. Oxford University Press. 340–345쪽. ISBN 978-0-19-510234-5.
- Thompson, Dorothy (1998). 〈Demeter in Graeco-Roman Egypt〉.   Clarysse, Willy; Schoors, Anton; Willems, Harco. 《Egyptian Religion: The Last Thousand Years. Studies Dedicated to the Memory of Jan Quaegebeur》. Peeters. 699–707쪽. ISBN 978-90-429-0669-3.
- Tiradritti, Francesco (2005). 〈The Return of Isis in Egypt: Remarks on Some Statues of Isis and on the Diffusion of Her Cult in the Greco-Roman World〉.   Hoffmann, Adolf. 《Ägyptische Kulte und ihre Heiligtümer im Osten des Römischen Reiches. Internationales Kolloquium 5./6. September 2003 in Bergama (Türkei)》. Ege Yayınları. 209–225쪽. ISBN 978-1-55540-549-6.
- Tobin, Vincent Arieh (2001). 〈Myths: An Overview〉.   Redford, Donald B. 《The Oxford Encyclopedia of Ancient Egypt》 2. Oxford University Press. 464–469쪽. ISBN 978-0-19-510234-5.
- Traunecker, Claude (2001). 〈Kamutef〉.   Redford, Donald B. 《The Oxford Encyclopedia of Ancient Egypt》 2. Oxford University Press. 221–222쪽. ISBN 978-0-19-510234-5.
- Troy, Lana (1986). 《Patterns of Queenship in Ancient Egyptian Myth and History》. Acta Universitatis Upsaliensis. ISBN 978-91-554-1919-6.
- Turcan, Robert (1996) [French edition 1992]. 《The Cults of the Roman Empire》. 번역 Antonia Nevill. Blackwell. ISBN 978-0-631-20046-8.
- van den Broek, Roelof (2006). 〈Hermes Trismegistus I: Antiquity〉.   Hanegraaff, Wouter J.; Faivre, Antoine; van den Broek, Roelof; Brach, Jean-Pierre. 《Dictionary of Gnosis & Western Esotericism》. Brill. 474–478쪽. ISBN 978-90-04-15231-1.
- Vanderlip, Vera Frederika (1972). 《The Four Greek Hymns of Isidorus and the Cult of Isis》. A. M. Hakkert. ISBN 978-0-89130-699-3.
- Van Nuffelen, Peter (2010). 〈Pagan Monotheism as a Religious Phenomenon〉.   Mitchell, Stephen; Van Nuffelen, Peter. 《One God: Pagan Monotheism in the Roman Empire》. Cambridge University Press. 16–33쪽. ISBN 978-0-521-19416-7.
- Venit, Marjorie S. (2010). 〈Referencing Isis in Tombs of Graeco-Roman Egypt: Tradition and Innovation〉.   Bricault, Laurent; Versluys, Miguel John. 《Isis on the Nile: Egyptian Gods in Hellenistic and Roman Egypt. Proceedings of the IVth International Conference of Isis Studies, Liège, November 27–29, 2008》. Brill. 89–119쪽. ISBN 978-90-04-18882-2.
- Versluys, Miguel John (2004). 〈Isis Capitolina and the Egyptian Cults in Late Republican Rome〉.   Bricault, Laurent. 《Isis en Occident: Actes du IIème Colloque international sur les études isiaques, Lyon III 16–17 mai 2002》. Brill. 421–448쪽. ISBN 978-90-04-13263-4.
- Versluys, Miguel John (2007). 〈Aegyptiaca Romana: The Widening Debate〉.   Bricault, Laurent; Versluys, Miguel John; Meyboom, Paul G. P. 《Nile into Tiber: Egypt in the Roman World. Proceedings of the IIIrd International Conference of Isis Studies, Faculty of Archaeology, Leiden University, May 11–14 2005》. Brill. 1–14쪽. ISBN 978-90-04-15420-9.
- Versnel, H. S. (2011). 《Coping with the Gods: Wayward Readings in Greek Theology》. Brill. doi:10.1163/ej.9789004204904.i-594. ISBN 978-90-04-20490-4. S2CID 220830615.
- Vinson, Steve (2008). 〈Through a Woman's Eyes, and in a Woman's Voice: Ihweret as Focalizor in the First Tale of Setna Khaemwas〉.   McKechnie, Paul; Guillaume, Philippe. 《Ptolemy II Philadelphus and His World》. Brill. 303–351쪽. ISBN 978-90-04-17089-6.
- Walters, Elizabeth J. (1988). 《Attic Grave Reliefs that Represent Women in the Dress of Isis》. American School of Classical Studies at Athens. ISBN 978-90-04-06331-0.
- Wente, Edward F. (2001). 〈Monotheism〉.   Redford, Donald B. 《The Oxford Encyclopedia of Ancient Egypt》 2. Oxford University Press. 432–435쪽. ISBN 978-0-19-510234-5.
- Wild, Robert A. (1981). 《Water in the Cultic Worship of Isis and Serapis》. Brill. ISBN 978-90-04-06331-0.
- Wilkinson, Richard H. (2003). 《The Complete Gods and Goddesses of Ancient Egypt》. Thames & Hudson. ISBN 978-0-500-05120-7.
- Witt, R. E. (1997) [First edition 1971]. 《Isis in the Ancient World》. Johns Hopkins University Press. ISBN 978-0-8018-5642-6.
- Woolf, Greg (2014). 〈Isis and the Evolution of Religions〉.   Bricault, Laurent; Versluys, Miguel John. 《Power, Politics and the Cults of Isis. Proceedings of the Vth International Conference of Isis Studies, Boulogne-sur-Mer, October 13–15, 2011》. Brill. 62–92쪽. ISBN 978-90-04-27718-2.
- Yellin, Janice W. (2012a). 〈Wad ban Naqa〉.   Fisher, Marjorie M.; Lacovara, Peter; Ikram, Salima; D'Auria, Sue. 《Ancient Nubia: African Kingdoms on the Nile》. The American University in Cairo Press. 244–246쪽. ISBN 978-977-416-478-1.
- Yellin, Janice W. (2012b). 〈Nubian Religion〉.   Fisher, Marjorie M.; Lacovara, Peter; Ikram; D'Auria, Sue. 《Ancient Nubia: African Kingdoms on the Nile》. The American University in Cairo Press. 125–144쪽. ISBN 978-977-416-478-1.
- Žabkar, Louis V. (1988). 《Hymns to Isis in Her Temple at Philae》. Brandeis University Press. ISBN 978-0-87451-395-0.
- Ziolkowski, Theodore (Summer 2008). 《The Veil as Metaphor and Myth》. 《Religion & Literature》 40. 61–81쪽.

## 추가 참고 자료
- Berger, Catherine; Clerc, Gisèle; Grimal, Nicolas, 편집. (1994). 《Hommages à Jean Leclant, Volume 3: Études isiaques》 (프랑스어, 영어, 독일어, 이탈리아어). Institut français d'archéologie orientale. ISBN 978-2-7247-0138-8.
- Bricault, Laurent (2019). 《Isis Pelagia: Images, Names and Cults of a Goddess of the Seas》. Brill. ISBN 978-90-04-41389-4.
- Bricault, Laurent (2013). 《Les cultes isiaques dans le monde Gréco-romain》 [그리스-로마 세계의 이시스 신앙] (프랑스어). Les Belles Lettres. ISBN 978-2-251-33969-6.
- Bricault, Laurent; Veymiers, Richard, 편집. (2008–2020). 《Bibliotheca Isiaca》. Ausonius Éditions. Vol. I: ISBN 978-2-910023-99-7; Vol. II: ISBN 978-2-356-13053-2; Vol. III: ISBN 978-2-356-13121-8; Vol. IV: ISBN 978-2-356-13341-0.
- Dunand, Françoise (1973). 《Le culte d'Isis dans le bassin oriental de la méditerranée》 [지중해 동부 분지의 이시스 숭배] (프랑스어). Brill. Vol. I: ISBN 978-90-04-03581-2; Vol. II: ISBN 978-90-04-03582-9; Vol. III: ISBN 978-90-04-03583-6.
- Leclant, Jean; Clerc, Gisèle (1972–1991). 《Inventaire bibliographique des Isiaca. Répertoire bibliographique des travaux relatifs à la diffusion des cultes isiaques 1940–1969》 [이시스 연구 문헌 목록. 1940-1969년 이시스 숭배 확산 관련 연구 문헌 목록] (프랑스어). Brill. A–D: ISBN 978-90-04-29481-3; E–K: ISBN 978-90-04-03981-0; L–Q: ISBN 978-90-04-07061-5; R–Z: ISBN 978-90-04-09247-1.
- Nagel, Svenja (2019). 《Isis im Römischen Reich》 [로마 제국의 이시스] (독일어). Harrassowitz. ISBN 978-3-447-10801-0. (2 volumes).
- Tran Tam Tinh, V. (1973). 《Isis lactans: Corpus des monuments gréco-romains d'Isis allaitant Harpocrate》 [젖을 먹이는 이시스: 하포크라테스에게 젖을 먹이는 이시스의 그리스-로마 기념물 총집] (프랑스어). Brill. ISBN 978-90-04-03746-5.
- Vidman, Ladislav (1970). 《Isis und Serapis bei den Griechen und Römern》 [그리스인과 로마인 사이의 이시스와 세라피스] (독일어). Walter de Gruyter. ISBN 978-3-11-176823-6.